# 베트남 전쟁
베트남 전쟁(베트남어: Chiến tranh Việt Nam찌엔짠비엣남, 영어: Vietnam War, 프랑스어: Guerre du Vietnam) 또는 월남 전쟁(한자:越南戰爭), 월남전(한자:越南戰)은 제1차 인도차이나 전쟁(1946년 12월 19일 ~ 1954년 8월 1일) 이후 분단되었던 베트남에서 1955년 11월 1일부터 1975년 4월 30일까지 사이에 벌어진 전쟁이다. 이 전쟁은 분단된 남북 베트남 사이의 내전임과 동시에 냉전 시대에 자본주의 진영과 공산주의 진영이 대립한 대리 전쟁 양상을 띠었고, 1964년 8월부터 1973년 3월까지는 미국 등 외국 군대가 개입하고 캄보디아·라오스로 전선이 확대되어 국제전으로 치러졌다.
베트남 전쟁은 남베트남 민족해방전선(베트남어: Mặt Trận Dân Tộc Giải Phóng Miền Nam)의 게릴라전과 북베트남 정규군인 베트남 인민군의 정규전이 동시에 전개되었다. 1964년 8월에 미국이 통킹만 사건을 구실로 개입함으로써 국제전으로 확대되었고, 1965년에 미국, 대한민국, 오스트레일리아 등이 지상군을 파병하였다. 이후 8년간의 전쟁 끝에 1973년 1월에 프랑스 파리에서 평화 협정이 체결되어 그 해 3월 말까지 미군이 전부 철수하였고, 1975년 4월 30일에 사이공 함락으로 북베트남이 무력 통일을 이뤄 1976년에 베트남 사회주의 공화국이 선포되었다.
이 전쟁은 제공권을 장악한 압도적 군사력의 미군이 폭격과 공습, 포격, 수색 섬멸 작전 과정에서 네이팜탄과 같은 대량살상무기를 투하하고 고엽제 등 화학 무기를 사용하여 무차별적으로 민간인을 희생시킴으로써, 미국 내에서 반전 운동을 촉발시켰을 뿐만 아니라 미국의 국제적 군사개입에 대한 정당성에 큰 타격을 입혔다. 이 전쟁에서 300만명에서 500만명의 사람들이 죽었다.

## 명칭
베트남 사회주의 공화국은 이 전쟁을 "베트남 전쟁"(베트남어: Chiến tranh Việt Nam) 또는 "대미항전"(對美抗戰, 베트남어: Kháng chiến chống Mỹ 캉 찌엔 쫑 미[*])이라고도 부른다. 미국에서는 일반적으로 베트남 전쟁(영어: Vietnam war)으로 칭하지만, 프랑스와 베트남이 치른 전쟁이었던 제1차 인도차이나 전쟁의 연장선에서 "제2차 인도차이나 전쟁"(영어: second Indochina war)이라 하기도 한다. 대한민국에선 흔히 "월남전"(越南戰)이라고도 부른다.

## 배경

### 프랑스령 인도차이나

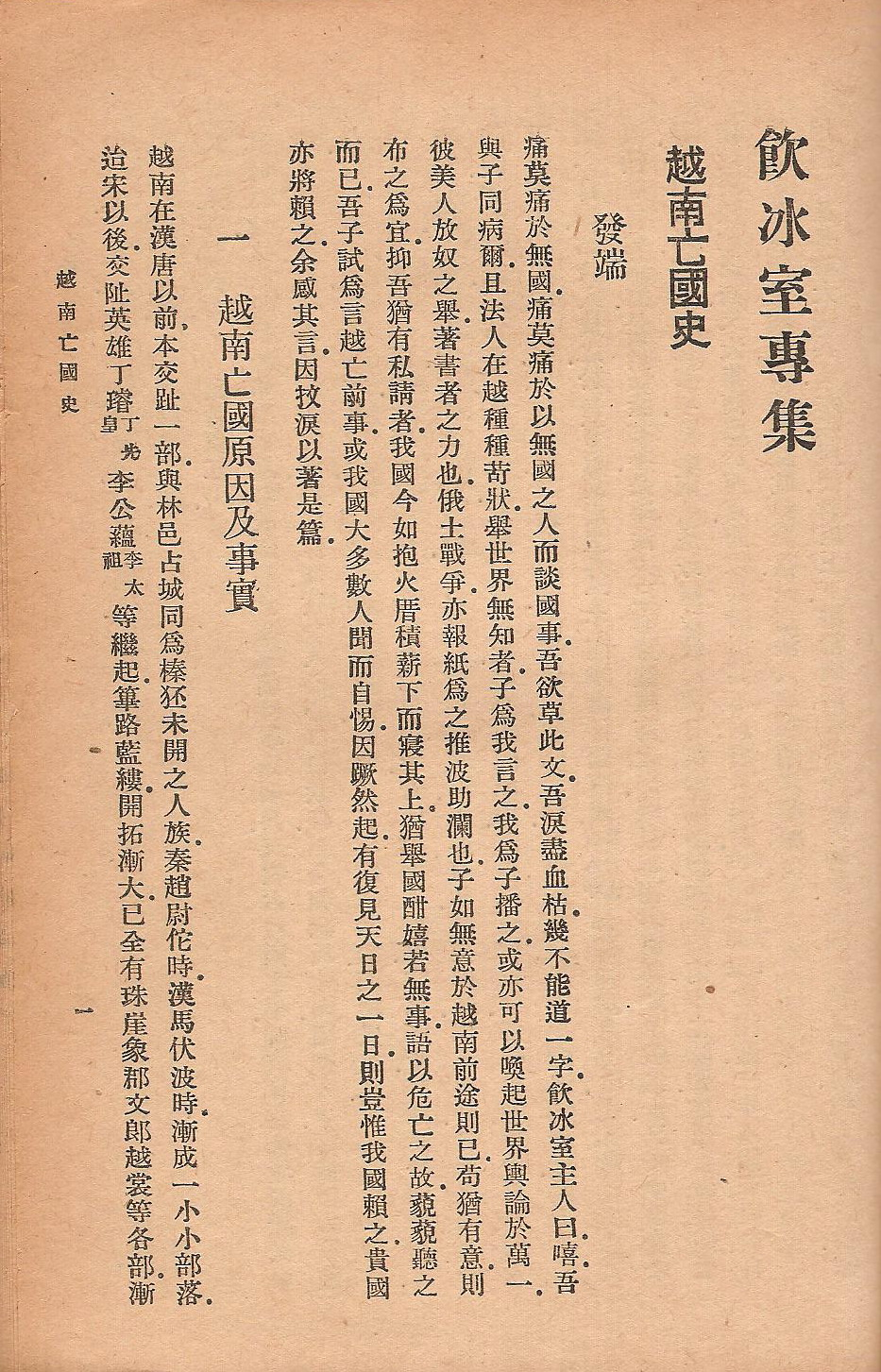
1905년 판보이쩌우가 펴낸 《월남망국사》는 청과 한국의 민족주의자에게도 많은 영향을 주었다.

베트남 마지막 왕조였던 응우옌 왕조는 떠이선 왕조를 무너뜨리고 새 왕조를 세울 때 프랑스의 지원을 받았다. 당시 프랑스는 인도 식민지 각축에서 영국에게 패한 뒤 베트남으로 눈을 돌리고 있었다. 그러나, 미국 독립 전쟁으로 비롯된 경제 위기로 당장에 식민지화 정책을 펴지는 못하였고, 소극적인 통상과 로마 가톨릭교회 선교사 파견에 그쳤다.
응우옌 왕조는 새 왕조를 세운 뒤 배외 정책을 폈고, 2대 황제였던 민망(베트남어: Minh Mạng, 明命)에 이르러 로마 가톨릭의 선교를 금지하고 프랑스 선교사를 처형하였다. 프랑스는 이를 빌미로 인도차이나 반도를 식민지로 만들기 시작하였다. 1843년 프랑스의 외무장관 프랑수아 기조는 장바티스트 세실 제독과 레오나르 샤르네르 대령의 지휘 하에 베트남에 함대를 파병하였다. 프랑스는 코친차이나를 할양받은 이후 차츰 식민지를 확대하여 1887년 베트남과 캄보디아, 라오스를 병합한 식민지인 프랑스령 인도차이나를 설립하였다. 프랑스령 인도차이나는 제2차 세계대전이 끝난 1945년까지 계속되었다.
응우옌 왕조가 무너진 뒤 베트남에서는 지속적인 독립 운동이 있었다. 1885년 관군이 프랑스군에 패하자 응우옌 왕조의 관원이었던 쯔엉딘은 의병을 일으켜 싸웠다. 그는 수 차례 프랑스군에게 승리를 거두기도 하였지만, 결국 수세에 몰려 자결하였다. 무장투쟁이 실패로 돌아 간 뒤에는 문신들에 의한 근왕운동이 있었고, 근왕운동이 실패한 뒤에도 판보이쩌우와 같은 민족주의자들이 항불 독립운동을 지속하였다.
제2차 세계대전이 일어나자 프랑스는 자국의 방어를 위해 프랑스령 인도차이나에 있던 군대를 송환하였으며, 이 공백기를 틈타 일본군이 베트남을 점령하였다.
1930년 호찌민이 결성한 베트남 공산당과 1941년 결성된 비엣민은 프랑스의 식민지였던 프랑스령 인도차이나의 독립을 위해 무장 투쟁을 하고 있었으며, 제2차 세계대전 기간에는 일본 제국의 점령군과 싸웠다. 제2차 세계대전 기간 동안 호찌민은 비엣민에 대한 중화민국의 중국 국민당 정부와 미국의 승인을 얻어내었다. 미국의 전략사무국은 일본에 대항하는 비엣민을 지원하였으나 1945년 프랑스 측이 비엣민이 공산주의 조직이라고 문제를 제기하자 지원을 중단하였다.

### 제1차 인도차이나 전쟁
| “ | 모든 사람은 평등하게 태어났다. 사람들은 모두 생명, 자유, 행복을 추구할 천부의 권리를 조물주로부터 부여받았다. | ” |
|   | — 베트남 독립 선언의 서문, 호찌민 - 1945년 9월 2일, 하노이, 바딘 광장                                         |   |

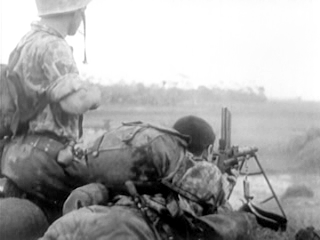
매복 중인 프랑스 군인. 1952년

1945년 8월 15일 일본 제국이 연합국에 항복을 선언하자, 호찌민은 1945년 9월 2일 일본 제국이 항복 문서에 조인한 날에 맞추어 베트남 민주 공화국을 세우고 독립을 선언하였다. 호찌민은 베트남 독립 선언의 첫머리에서 미국 독립 선언의 구절을 차용하여 천부인권을 선언하였다. 또한, 미국의 전략사무국 책임자로서 1945년 4월부터 대일 전쟁을 함께 하였던 아르키메데스 페티 소령을 귀빈석에 초대하였다. 호찌민은 트루먼 독트린에 입각하여 미국이 베트남 민주 공화국을 승인해 주기를 희망하였다. 베트남 전쟁과 관련된 미국 국방부의 비밀 보고서인 《펜타곤 페이퍼》에서는 “1945년 말에서 1946년 말까지 프랑스와 베트남이 소강상태를 보일 때 호찌민은 백악관에 정부의 승인을 요청하는 전문을 계속하여 보냈다.…… 하지만, 호찌민은 아무런 회신을 받지 못하였다”고 기록하고 있다.
한편, 프랑스는 베트남의 독립을 인정하지 않고 응우옌 왕조의 마지막 황제 바오 다이를 내세워 베트남국을 세웠고, 결국 베트남 민주 공화국과 프랑스 사이에 제1차 인도차이나 전쟁이 일어났다. 제1차 인도차이나 전쟁에서 미국은 1954년까지 총 80%나 되는 전쟁 비용을 프랑스를 대신해서 지불했다. 8년간 계속된 제1차 인도차이나 전쟁은 1954년 5월 7일 디엔비엔푸 전투에서 프랑스가 궤멸적인 패배를 맞아 종결되었고 1954년 4월 26일부터 7월 21일까지 열린 제네바 협정을 통해 평화협정을 맺게 되었다. 제네바 협정 의장국이었던 영국의 외무장관은 "회의 최종 선언"을 발표하여 통일된 베트남을 수립하기 위해 1956년 7월 이내에 보통선거를 진행한다고 규정하였다. 이는 한반도 분단 상황에서 1947년 11월 14일 유엔이 의결하였던 총선거 방식을 준용한 것이다.
제1차 인도차이나 전쟁이후 정전 협정의 준수를 감시 하기 위해 캐나다, 인도, 폴란드로 구성된 국제 조정 위원회가 조직되었다. 하지만, 캐나다는 사실상 미국이 원하는 대로 활동하였다. 제1차 인도차이나 전쟁에서 프랑스를 지원했던 미국은 프랑스가 물러난 뒤 공산화 된 중국을 견제할 전략적 요충지로서 베트남을 바라보았고, 도미노 이론을 내세워 베트남에 반공 정부가 세워져야 한다는 입장을 고수하였다.

### 베트남 공화국의 수립과 분단

제네바 협정. 1954년

1954년 5월 미국은 남베트남에 대한 경제 원조 계획을 발표하였고, 12월 23일에는 미국, 프랑스, 남베트남 간의 상호 방위 조약을 추진하였다. 당시 미국은 냉전에 의한 소련과의 대립 속에서 베트남 문제를 파악하고 있었다. 하지만, 이러한 미국의 군사 보호는 베트남 남북 모두의 군사 동맹 가입을 제한한 제네바 협약을 어긴 것일뿐만 아니라, 제국주의로부터 독립을 쟁취하려는 베트남인들의 의사에도 반하는 것이었다.
당시 바오 다이의 베트남국은 이미 국정 운영능력을 상실하여 민심 이반이 극에 달해 있었다. 1955년 1월 미국은 군사고문단을 파견하면서 새로운 정권이 필요하다고 판단하고 응오딘지엠을 지지하기 시작하였다. 그러나, 바오 다이는 왕위를 내줄 생각이 없었고 미국과 갈등을 빚기 시작하였다.
한편, 1955년 6월 6일 북베트남의 호찌민 정부는 제네바 협정의 규정에 따라 베트남 통일 정부 구성을 위한 선거를 실시하기 위한 협의를 촉구하였다. 그러나 6월 28일 미국의 국무장관 덜레스는 적당한 전제 조건 없이는 투표를 할 수 없다고 거부하였다. 결국 미국은 1955년 10월 23일 남베트남 지역의 국민 투표를 실시하였다. 바오 다이의 베트남국에 염증을 느끼고 있던 남베트남 사람들은 왕국의 폐지와 공화국의 수립을 묻는 국민 투표를 환영하였다. 남베트남에서 45만 명의 유권자가 참가하였고 사이공에서는 98.2%의 높은 투표율로 60 5,025표가 등록되었다. 이 때문에 부정선거라는 평가를 받기도 한다. 선거 이후 10월 26일 바오 다이가 폐위되고 응오딘지엠을 대통령으로 하는 베트남 공화국이 수립되었다. 남베트남인들은 새로운 정부를 지지하고 기대하였으나, 1년 후 지엠 정권의 부패와 실정에 실망하였고 반정부 시위가 잇따르게 되었다. 이로써 베트남의 남북 분단은 고착화 되게 되었다.
베트남인들은 응오딘지엠 정권을 미국의 괴뢰 정권으로 인식하였고, 원조에 의존하는 남베트남의 경제는 정부의 부패로 인해 제대로 작동하지 않았다. 이러한 사정은 농민들이 남베트남 민족해방전선을 지지하는 요인이 되어 남베트남에서는 크고 작은 시위와 무장 봉기가 그치지 않았다. 한편, 호찌민이 이끄는 베트남 민주공화국(북베트남)의 공산주의 정치에 불안을 느낀 북부 지역의 로마 가톨릭 신자들 약 80만-100만 명이 남부로 이주하여 왔고 이들에 대해 편향적인 종교 정책을 취한 응오딘지엠 정권은 불교와 극심한 갈등을 겪게 되었다.

### 내전에서 대리 전쟁으로
북베트남은 미국이 원하는 분단 고착을 인정하지 않았으며 남베트남 민족해방전선의 무장 봉기를 지원하였다. 미국은 남베트남이 자력으로 국가를 유지할 수 없을 것이라고 판단되자 1964년 통킹만 사건을 빌미로 직접 베트남 전쟁에 개입하였다.
미국 개입 이전에 있었던 북베트남과 남베트남 사이의 교전은 제네바 협정의 불이행에 따른 내전의 성격이 강했다. 그러나, 미국이 직접 개입하고 대한민국, 태국 등의 국가가 지원군을 보내는 한편, 소련 역시 직·간접적으로 북베트남을 지원하면서 베트남 전쟁은 냉전 구도에 따른 대리 전쟁의 양상을 띄게 되었다.

## 1954년~1963년: 지엠 정권

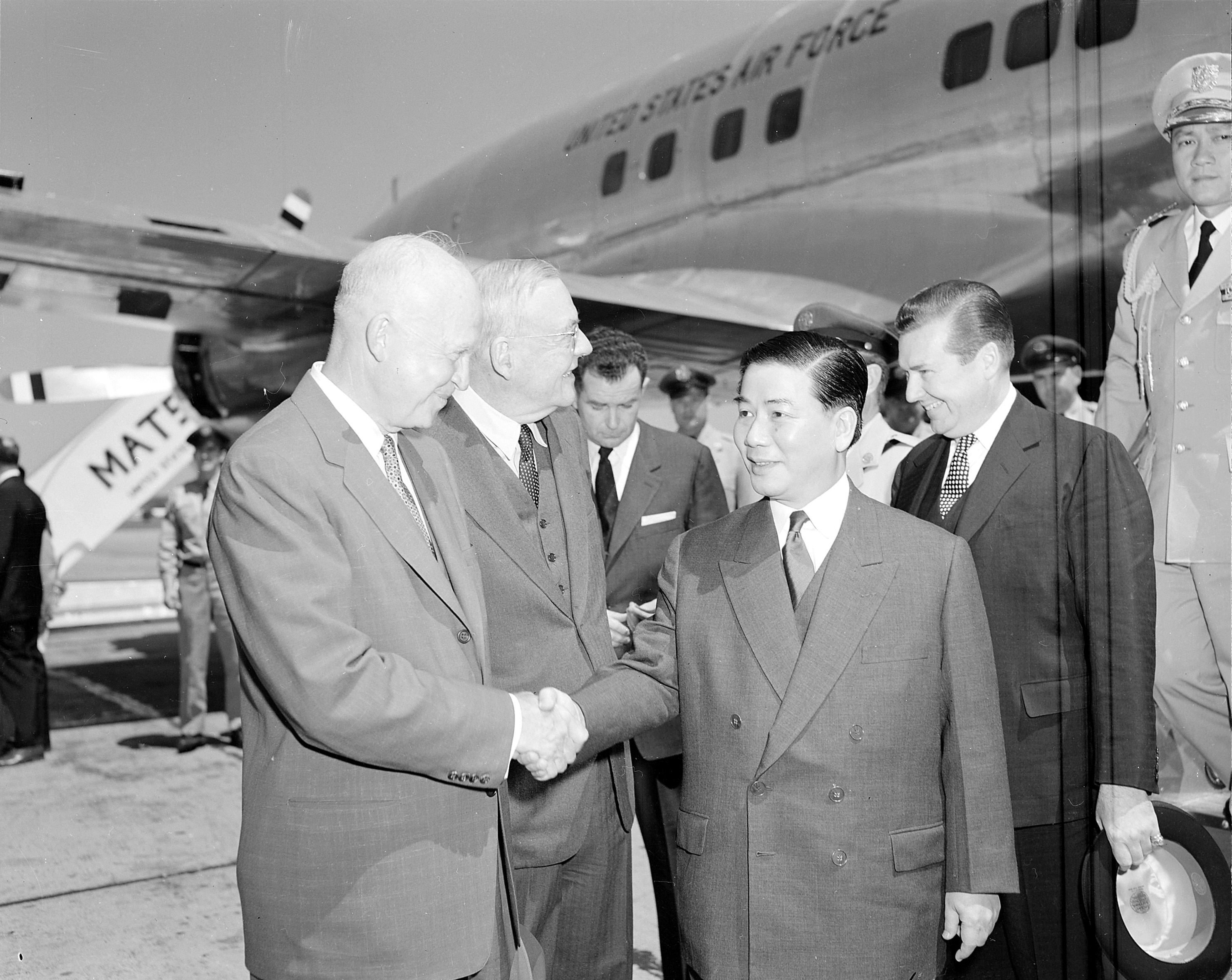
워싱턴을 방문한 베트남 공화국 대통령 응오딘지엠과 인사하는 미국 대통령 드와이트 D. 아이젠하워와 국무장관 존 포스터 덜레스. 1957년 5월 8일.

### 지엠 정권의 독재
응오딘지엠은 독실한 로마 가톨릭 신자이자 철저한 반공주의자였다. 역사학자 루도안후인(Luu Doan Huynh)은 “지엠은 편협하고 과격한 민족주의를 앞세운 독재 정권이었고 친족들로 권좌를 채우는 네포티즘을 펼쳤다”고 평가하고 있다. 지엠은 동생 응오딘누를 수석보좌관 겸 비밀경찰 책임자로 세웠고, 독신이었던 지엠은 국가 의전에서 누의 아내 마담 누를 퍼스트 레이디로 삼았으며, 마담 누의 아버지는 미국 대사로, 어머니는 유엔 참관인으로 보냈다. 자신의 친형은 후에의 추기경으로, 다른 2명의 형제들은 지방의 권력자로 임명하였으며, 사촌과 일가 친척 역시 주요 요직에 등용하였다.
응오딘지엠은 부유한 가톨릭 엘리트였고 식민지 정부의 관리였다. 이 때문에 다수의 베트남인들은 지엠을 프랑스 지배의 연장으로 인식하고 있었다. 게다가 베트남인 대다수가 믿고 있던 불교를 탄압하고 베트남을 가톨릭 국가로 만들려 한 지엠 정권의 종교 정책은 많은 반감을 불러 일으켰다.
1955년 초 여름 지엠은 반공 정책을 강화하여 공산주의자뿐만 아니라 다른 반정부인사들을 체포, 구금하고 고문하거나 처형하였다. 지엠은 정권에 반대하는 어떠한 움직임도 모두 공산주의로 몰았으며, 1956년 8월 다수의 반대 인사들이 사형 당하였다. 디엠 정권의 정치적 박해로 죽임을 당한 사람은 1955년에서 1957년 사이 12,000명에 달했고, 1958년까지 정치범으로 감옥에 수감된 사람의 수는 약 40,000명이나 되었다. 디엠 정권의 반공을 앞세운 독재는 민심 이반을 불러 대다수의 베트남인들이 남베트남 민족해방전선을 지지하는 결과를 가져왔다.
응오딘지엠의 가장 큰 실책 가운데 하나는 토지 개혁 실패였다. 북쪽 베트남 민주공화국이 공포정치라는 비판을 받으면서도 비엣민 시기 협력의 대상이었던 민족주의적 지주까지 예외 없이 토지개혁을 단행하였던 것과는 달리, 지엠 정권은 별다른 토지 개혁을 하지 않아 농민들의 이반을 자초하였다. 베트남의 대표적인 농업지역인 메콩 강 삼각주를 비롯한 농지는 프랑스 식민지 시기 이래 지역 인구의 2%인 지주가 전체 토지의 45%를 차지하고 있었다. 그러나, 지엠 정권이 실시한 토지 개혁은 매우 미약한 것이었다. 1956년 미국의 압력으로 발표한 토지 개혁은 지주의 토지 보유 면적을 1.15km²로 제한하였으나, 지주들이 가족에게 토지를 이양하는 것을 허용하여 사실상 토지 개혁 자체가 무용지물이 되었다. 결국, 남베트남의 토지개혁으로 이익을 본 소작인은 10% 정도에 불과하였다. 이와 같은 남북의 토지개혁 차이는 농민들이 남베트남 민족해방전선을 지지하는 이유가 되었다.
1957년 5월 응오딘지엠은 미국을 방문하였다. 당시 미국 대통령이었던 아이젠하워는 응오딘지엠과 함께 뉴욕 시에서 퍼레이드를 열었고 지엠 정권에 대해 계속하여 지지하겠다고 약속하였다. 공식적인 환영과 달리, 당시 국무장관 존 포스터 덜레스는 사적인 자리에서 지엠 정권의 악행을 알고 있지만 대안이 없기 때문에 계속적인 지지가 필요하다고 말하였다. 훗날 당시 미국의 국방부 장관이었던 로버트 맥나마라는 베트남 공화국의 새로운 후원자인 미국은 베트남 문화에 대해 무지한 상태에서 간신히 몇 마디 말과 역사가 오랜 나라라는 정도만 알고 있었다고 기록하였다. 미국은 베트남에 대한 영화 한 편 없는 상태였고, 응오딘지엠이 서구의 방법을 그대로 가져와 베트남 문제를 풀려는 것은 환상일 뿐이라고 주장하였다.

### 불교계의 저항

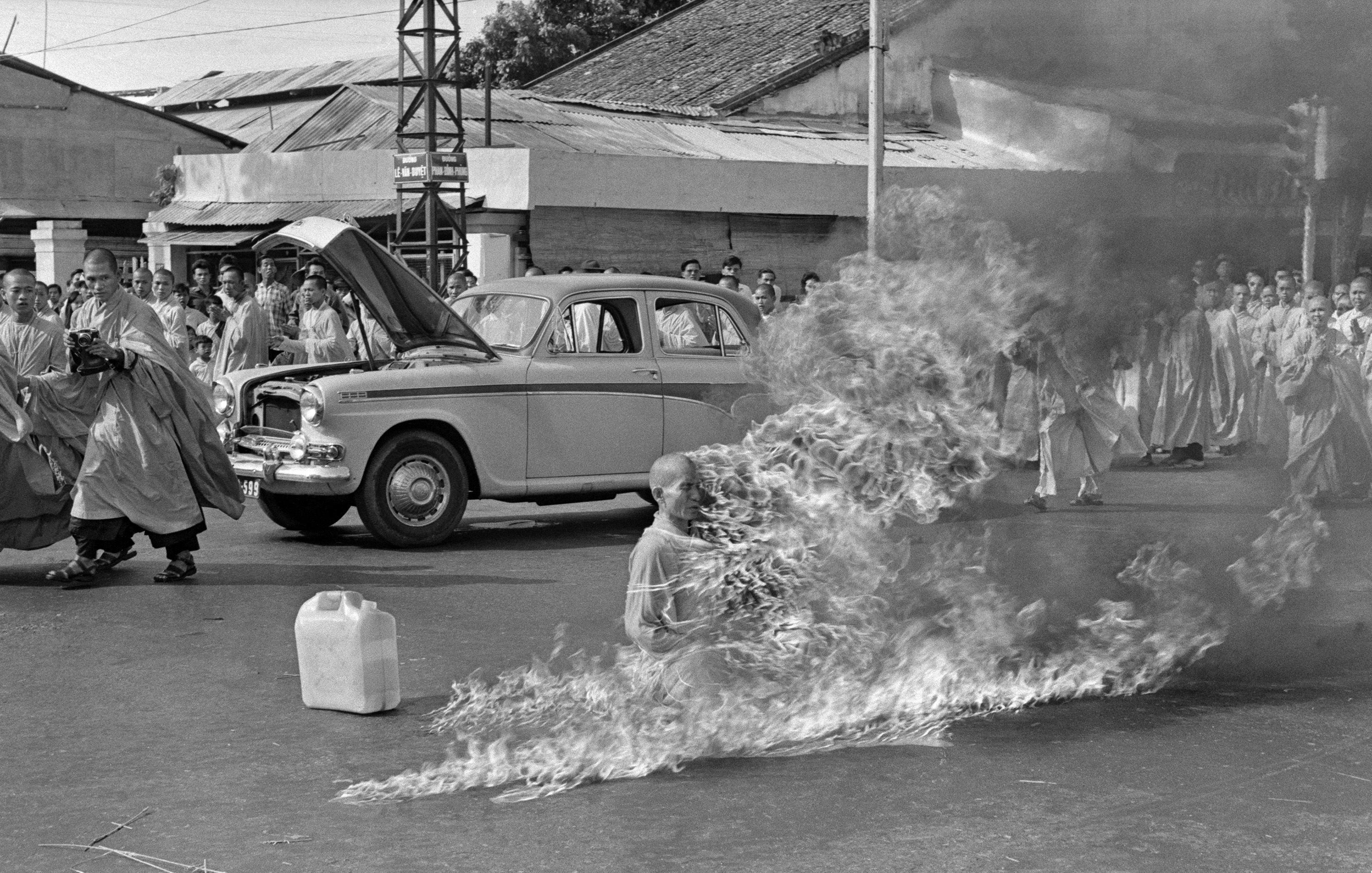
1963년 6월 사이공에서 틱꽝득의 소신공양

응오딘지엠 정권의 친 가톨릭 정책은 베트남 불교계의 저항을 불렀다.
1963년 6월 11일 오전 10시, 베트남 사이공 중심가 도로 한복판에 티엔무 사원의 틱꽝득(釋廣德) 스님이 분신자살을 시도했다. 이 충격적인 장면은 AP통신 사진기자에 의해 해외로 타전되어 서구 사회에 경종을 울리며 전국적인 저항의 신호탄이 된다.
틱꽝득 스님의 분신은 쿠데타의 도화선이 되었다. 1963년 11월 즈엉반민 장군이 일으킨 군사 쿠데타에 의하여 응오딘지엠 정권은 무너지고 피습 후, 병원으로 이송 도중 아우 응오진누(Ngô Ðình Nhu, 呉廷柔)와 함께 응오딘지엠은 살해된다.

### 남부 내의 무력 충돌
미국의 아이젠하워 대통령은 제네바 협정에 따른 총선거가 열리면, “아마도 인구의 80% 가량이 공산주의자 호찌민에게 투표하였을 것”이라고 기록하였다. 지엠 정권은 더욱 반대 세력을 탄압하였고 그 때문에 더욱 지지를 잃고 있었다.
지엠 정권은 1954년부터 1960년 사이 체포한 5만여 명의 사람들을 정치범 수용소에 구금하였다. 1959년 영국의 학자 PJ 허니는 정치범 수용소를 방문하여 구금된 사람들과 인터뷰를 한 뒤 “(정부의) 탄압을 받고 있는 이들의 주장 대부분은 공산주의나 용공 세력의 것이라고 하기는 어렵다”고 기록하였다.
《펜타곤 페이퍼》는 수인들이 “정부가 반대세력을 격리시키기 위한 수용소”에서 공산주의자건 아니건 고문을 받고 있다고 보고하고 있다. 지엠 정권은 지방의회 선거에서 비엣민이 승리하자 투표 결과 공표를 거부한 채 정부가 직접 지방 정부를 통치하기도 하였다.
지엠 정권은 1954년부터 1957년 사이에 광범위하게 일어났던 각지의 저항을 진압하고 1957년 초 남베트남에 처음으로 평화가 찾아왔다고 공표하였다. 그러나, 정부의 발표와는 달리 1957년 중반부터 1959년 사이에도 반정부 무장 투쟁은 증가 일로에 있었다. 1959년 초까지만 하여도 지엠 정권은 이를 “베트남 정부를 부정하는 무질서일 뿐 조직적 활동으로 여기지 않는다”고 표명하였으나, 태도를 바꾸어 10/59 법안을 선포하여 반정부 투쟁 가담자를 사형시키고 재산을 몰수하기 시작하였다. 이 시점에서도 옛 비엣민의 목표는 제네바 협정에 따라 총선거를 이행시키는 것이었다. 이를 위해 옛 비엣민 활동가들은 공산주의자들이나 다른 반정부 활동가들과의 연계 없이 살쾡이 파업을 주도하였다.

#### 남베트남 민족해방전선

1960년 12월 20일 떠이닝 성 떤비엔 현 떤럽 사에서 각 계급, 종교, 민족 대표들로 구성된 〈남베트남 민족해방전선〉(베트남어: Mặt Trận Dân Tộc Giải Phóng Miền Nam Việt Nam / 南越南民族解放戰線)이 결성되었다. 결성 대회는 선언과 10개항의 행동목표를 통과시켰는데, 주 내용은 제국주의 미국과 응오딘지엠 정권을 타도하여 독립, 민주, 평화, 중립의 남부를 세워 통일된 조국을 세우자는 것이었다. 남베트남 민족해방전선은 1962년 열린 전체회의에서도 평화지역 유지, 중립정책시행, 조국의 평화적 통일을 주장하였다. 남베트남 민족해방전선을 지지하는 세력은 1961년 33개 국가 10개 국제조직에서 1964년 63개 국가 400개 국제조직으로 늘어났다.
훗날 베트콩으로 널리 알려지게 된 것과는 달리 남베트남 민족해방전선은 공산주의자가 아닌 지엠 정권에 반대하는 모든 활동가들도 망라되어있었다. 《펜타곤 페이퍼》는 민족해방전선이 “미국의 영향력으로부터 벗어나고 토지개혁을 실현하며 베트남 정부의 민주화를 실현하여 연합 정부 구성을 통한 베트남을 통일하는 것을 주로 강조하고 있다”고 기록하였다. 민족해방전선은 조직 보호를 위해 비밀결사로 운영되었다.
1961년 2월 15일 남베트남 민족해방전선은 각지에 여러 단위로 나뉘어 있던 전투 부대를 남베트남해방군으로 통합하였다. 같은 해 9월 2일 남베트남해방군 보병 1대대가 설립되었다.
베트남 공산주의자(Vietnamese Communist)의 경멸 섞인 약자인 베트콩(Việt Cộng, 비엣꼼)이란 낱말은 남베트남 민족해방전선이 결성되기 이전인 1958년 1월 응오딘지엠이 처음 사용하였다. 지엠은 사이공 북쪽 농장지역을 공격한 농민 게릴라를 베트콩이라 비난하였는데, 당시 지엠은 자신을 반대하는 세력을 모두 공산주의자로 규정하고 있었다. 훗날 남베트남해방군이 게릴라전을 시작하자 지엠은 이들 역시 베트콩이라 불렀는데, 이는 당시까지 이들을 비엣민이라 부르던 여론을 돌리기 위한 것이었다.

#### 북베트남의 개입
북베트남이 1960년 이전에 남베트남 무장 투쟁을 지원하고 조직하였는가에 대해서는 출처마다 서로 다른 입장을 보이고 있다. 케인과 루이스는 다음과 같이 언급하고 있다.
미국의 정책적 가정과는 달리 모든 유용한 증거들로 볼 때 1958년 남베트남의 무장투쟁은 하노이의 개입 없이 독자적으로 발생한 것이다. ... 남베트남에서 발생한 사이공 정부에 대항한 무력 활동의 지도자들은 하노이로부터 어떠한 지시도 받지 않았다. 오히려, 하노이는 무장투쟁에 반대하고 있었다.

역사학자 아서 쉬레징거 주니어 역시 “1960년 9월 이전까지 북베트남의 공산당은 미 제국주의로부터 남부를 해방하겠다는 천명을 하지 않았다”고 파악하고 있다. 이에 반해, 제프리 레이스는 “그것은 겉으로 보기에만 아닌 척 한 것일 뿐”이지 그런 것을 곧이 곧대로 믿는 것은 “정말 우스운 일"이라고 했다. 앙쩡구안(Ang Cheng Guan)은 1960년 당시 민족해방전선이 독자적으로 독립을 위해 활동하였고 북베트남이 이에 직접적인 개입을 하지 않았다고 하더라도, 민족해방전선은 제네바 협정을 준수하라는 북베트남의 선전에 강한 영향을 받았다고 서술하고 있다.
1956년 3월 남베트남의 공산주의 지도자 레주언(Lê Duẩn)은 하노이의 정치국에 “남부로 가는 길”이란 제목의 무장 투쟁계획을 보냈다. 이 계획에 대해 소련과 중국은 모두 반대하였고, 레주언의 계획은 거부되었다. 그러나, 제임스 올슨과 랜디 로버츠는 《어디에서 도미노가 무너졌는가:미국과 베트남 1945년 - 1995년》(Where the Domino Fell: America and Vietnam 1945-1995)에서 북베트남의 지도자들이 1956년 12월 시험적인 무장 투쟁 지원을 승인하였다고 서술하고 있다.
1959년 1월 베트남 공산당은 하노이에서 제15차 전체회의를 개최하였다. 전체회의는 결의를 통해 “남베트남에서 혁명 발전의 근본적인 길은 무장투쟁의 길이다”라고 표명하였지만, 정치투쟁을 통한 승리의 희망도 버리지는 않았다. 호찌민은 미국의 개입을 불러들일 무장 투쟁에 매우 신중한 태도를 보였다. 베트남 공산당은 레주언을 제1서기로 선출하였으며〈결의안 15〉를 통해 남베트남의 무장 투쟁을 “인민 전쟁”으로 규정하고, 5월부터 호찌민 통로의 정비와 향상을 위한 559 단(Đoàn 559)을 발족하였다. 559단은 6개월에 걸쳐 라오스 산악지역에 통로를 개척하였다. 호찌민 통로가 정비된 첫 해에 500여명의 “재편성” 인원이 남부로 향했다. 호찌민 루트를 통한 군대의 첫 이동은 1959년 8월에 있었다.
북베트남은 1959년부터 1961년까지 3만명의 병력을 라오스로 보내 라오스와 캄보디아를 지나는 호찌민 통로를 만들었다. 약 4만여명의 병력이 1961년에서 1963년까지 이 통로를 통해 이동하였다. 1964년에는 베트남 인민군 1만여명이 호찌민 루트를 통해 남베트남을 공격하였고, 1965년에는 10만명에 달했다.

## 1961년~1963년: 케네디의 정책

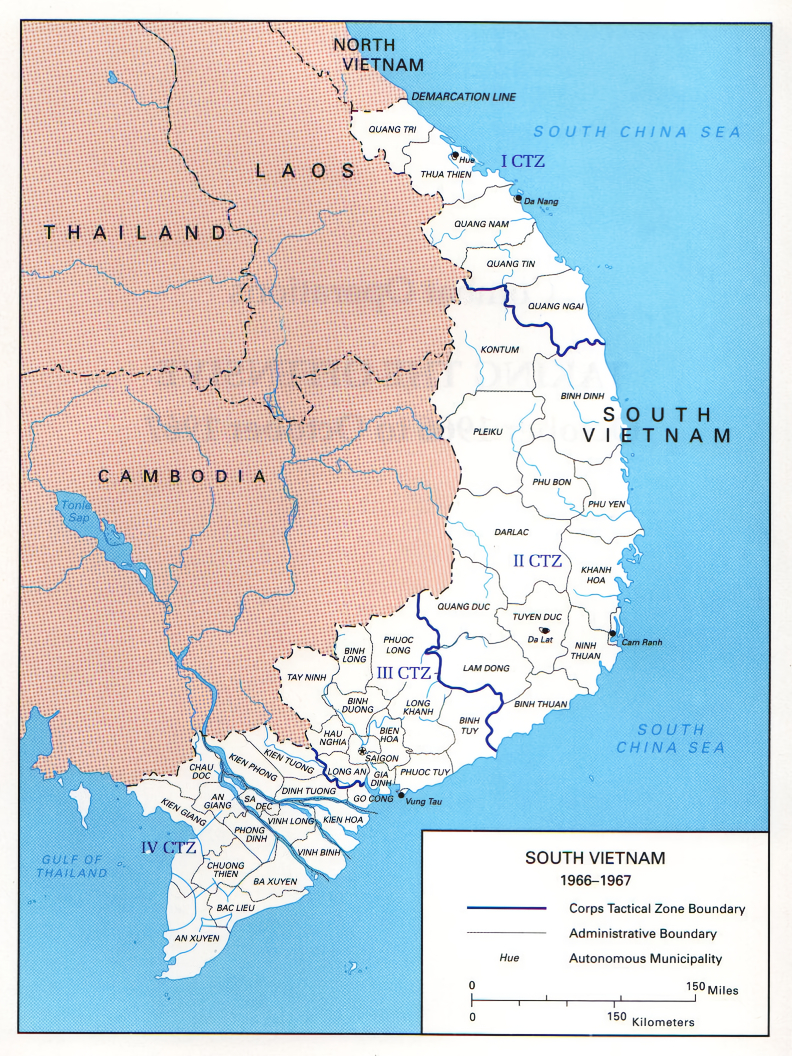
1967년 남베트남 군사 구역

1960년 미국 대통령 선거 결과 존 F. 케네디가 대통령이 되었다. 전임 대통령 아이젠하워가 베트남과 라오스, 유럽, 라틴아메리카의 상황에 대해 언급하며 “그가 보는 것보다 아시아(의 문제)는 더 크다.”고 경고하였지만, 케네디는 “얼마를 지불하든, 져야할 짐이 얼마이든, 얼마나 어려운 일이 닥치든, 모든 친구를 지원하고 자유의 승리와 생존을 확약한다.”는 야심만만한 공약을 발표하였다. 1961년 6월 케네디는 소련의 니키타 흐루쇼프 수상과 빈 회동을 갖고 베트남 문제를 논의하였으나 합의점을 찾지 못하였다.
케네디 정부는 트루먼 정부와 아이젠하워 정부 이래 계속 된 냉전을 바탕으로 한 외교 정책의 핵심 사항들을 유지하였지만 여러 방면에서 실패를 거듭하고 있었다. 특히, 1961년 미국 정부는 피그스 만 침공의 실패, 베를린 장벽의 형성, 파테트라오 결성 등의 삼면 위기 대처에 실패하였다. 이러한 실패 때문에 케네디는 공산주의 확산을 더 이상 막지 못할 경우 미국에 대한 평판과 동맹들의 신뢰가 낮아질 것이라 여겼다. 케네디는 베트남에서 공산주의가 승리하는 것을 막기 위해 “모래 위에 선을 긋기”로 결심하였다. 케네디는 니키타 흐루쇼프를 만난 빈 회동에서 돌아온 직후, 뉴욕 타임스의 제임스 레스턴에게 “지금 우리는 우리 힘이 신뢰받을 수 있도록 만들어야 하는 문제를 갖고 있고, 베트남이 바로 그런 곳이다.”라고 말하였다. 케네디 정부는 전임 아이젠하워 정부가 베트남의 문제를 남북간 대결로 몰고가려 한 “단순화 전략”이 남베트남 민족해방전선의 활동으로 실패하였다고 보고, 전쟁의 상황에 따라 선전포고 없는 대게릴라 전쟁부터 시작하여 국지전, 통상전, 전술 핵무기 사용으로 전쟁 수위를 끌어 올리는 “유동성 대응 전략”으로 전략을 수정하였다.
케네디의 남베트남 정책은 지엠의 군대가 스스로 게릴라를 완전히 섬멸하여야 한다는 가정에 기반한 것이었다. 케네디는 미군 전투 부대의 파병에 부정적이었는데, “큰 규모의 파병은 군사적 충돌을 일으킬 수 밖에 없고, 결국 정치적으로 해결은 어려워져 장기적으로는 군사 점령을 지속하게”될 것이라 보았기 때문이다. 그러나, 남베트남 군대는 형편없는 지경이었다. 무능한 지휘부, 부패, 그리고 정치적 거래가 남베트남 군과 정부의 핵심에서부터 만연해 있었다. 1961년 5월, 부통령 린든 B. 존슨은 사이공을 방문한 자리에서 “지엠은 아시아의 윈스턴 처칠”이라 추켜세웠다. 왜 그런 말을 했냐는 질문에 그는 “거기에 우리 편은 지엠 뿐”이라고 답했다.
케네디의 중요한 관심사 가운데 하나는 소련의 우주 미사일 프로그램이 미국의 것을 앞설지 모른다는 것이었다. 장거리 미사일의 수준은 미국과 소련이 대등하였지만, 케네디는 우주 공간을 군사화하여 제3세계에서 일어나는 공산주의 무장 투쟁에 대응하는 것에 관심을 보였다. 베트남의 게릴라들은 프랑스 정규군을 상대로 한 제1차 인도차이나 전쟁에서 이미 전선의 후방을 교란하는 것에 익숙해져 있었기 때문에, 케네디는 미국 육군 특수부대와 같은 특수전 부대를 이용하여 특정 전술 목표에서 소규모 전투를 치르고 전장을 빠져나오는 “브러쉬 파이어” (Brush fire)전술이 주효할 것이라고 여겼다.
케네디의 고문이었던 맥스웰 D. 테일러와 월트 휘트먼 로스토우는 미군을 홍수 방제 인원으로 위장시켜 남베트남에 파병하자고 제안하였다. 케네디는 이 제안을 거절하였지만 남베트남에 군사고문을 증파하였다. 1962년 4월 존 케네스 갈브레이스는 케네디에게 “우리가 프랑스 군을 대체한 식민지 점령군이 되면 프랑스군처럼 피를 흘리게 될 위험이 있다”고 경고하였다. 1963년, 남베트남에는 16,000 명의 미군 병사가 주둔하고 있었는데, 이는 아이젠하워가 권고한 900명을 훨씬 웃도는 것이었다.
전략촌은 1961년부터 세워졌다. 미국과 남베트남이 함께 추진한 전략촌은 농촌 인구를 일정 지역으로 이주시켜 게릴라와 주민을 분리하고 지방에 대한 정부 통제를 강화하기 위한 것이었다. 그러나, 전략촌이 세워진 뒤 얼마지나지 않아 남베트남 민족해방전선의 활동가들이 전략촌에 잠입하기 시작하였다. 지엠 정권의 전략촌 담당자였던 팜응옥타오는 공산주의자들이 가톨릭 교인으로 위장 침투하여 베트남 공화국을 안쪽부터 파괴하고 있다고 주장하였다. 지엠 정권이 토지 개혁을 무산시킨 뒤 농민들은 막대한 지대를 지주에게 내고 있었기 때문에 남베트남 민족해방전선을 지지하게 되었다.
1962년 7월 23일, 남베트남과 북베트남, 소련, 중화인민공화국, 미국을 포함한 14개국이 라오스의 중립을 약속하는 조약을 체결하였다. 캄보디아의 시아누크 국왕 역시 중립을 표방하고 있었기 때문에, 베트남 주변국의 상황은 북베트남에게 유리하게 전개되었다.

### 응오딘지엠의 하야와 죽음

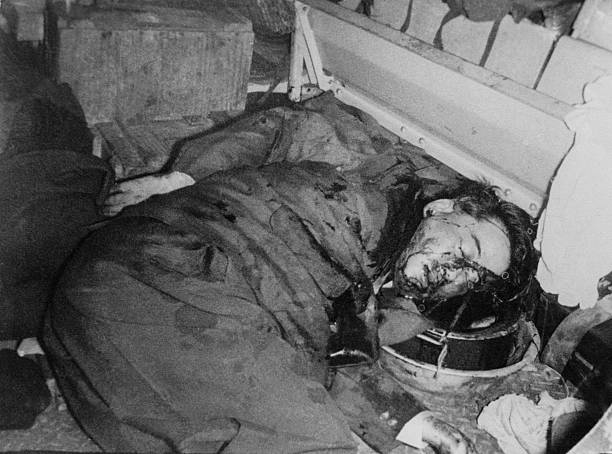
쿠데타 뒤 총격을 받아 사망한 응오딘지엠

1963년 1월 2일 압박 전투에서 350명 규모의 남베트남 민족해방전선의 게릴라 부대가 1,500~2,000명 이상의 남베트남군을 상대하여 승리하였다. 남베트남군을 지원하던 미군은 8대의 APC 장갑차와 15대의 헬기(10대는 치누크 헬기였고, 나머지 5대는 UH-1 헬기였다.)를 지원해줬다. 이 전투에서 지엠의 총애를 받던 후인반까오(Huỳnh Văn Cao) 장군이 지휘하는 베트남 4군은 크게 패하였다. 압박 전투 당시 남베트남군 측에서는 83명 이상이 전사하고, 미군 헬기 5대와 APC 장갑차 3대가 파괴됐던 데에 비해, 베트콩측의 전사자는 18명이었다. 까오는 능력보다는 가톨릭 신자라는 종교적 배경 때문에 발탁된 인물로, 주된 업무는 쿠데타를 방지하는 것이었다. 까오는 게릴라의 공격을 받자 도망가기 바빴다. 워싱턴의 정책결정자들은 지엠 정권이 쿠데타를 억누르는 데 온 힘을 쏟느라 호찌민을 상대하여 공산주의를 막는데는 역부족이라는 생각을 갖기 시작하였다. 1960년부터 1962년동안 지엠은 쿠데타가 발생할지 모른다는 두려움에 사로잡혀 있었다. 로버트 F. 케네디는 “지엠은 조그만한 양보도 할 줄 몰랐다. 그는 이성을 잃은 듯 하였다.”고 기록하였다.
1963년 5월 8일, 석가탄신일을 맞아 후에에서 불교 신자들이 국제불교기를 들고 지엠정권의 불교 탄압에 항의하는 시위를 벌였다. 남베트남군이 군중들을 향해 총을 쏘았고, 9명이 사망하였다. 후에 펏단 총격 사건으로 지엠 정권에 대한 불교계의 분노가 폭발하였다. 지엠 정권은 애초부터 가톨릭에 우호적인 종교정책을 펼치고 있었고, 특히 지엠의 형 피에르 마르탱 응오딘툭(Pierre Martin Ngô Đình Thục)은 후에의 가톨릭 대주교였기 때문에, 후에에서는 종교와 국가가 분리되지 않는 상황이었다. 지엠 정권 기간 동안 후에에서는 가톨릭에 의해 사찰과 석탑이 파괴되는 일이 빈번하였고 석가탄신일을 기념하는 행사 역시 억압받았다. 총격 사건이 일어난 후 불교 지도자들은 책임자의 처벌을 요구하였지만 지엠은 이를 거부하였다.
1963년 6월 11일 베트남의 승려 틱꽝득이 지엠 정권의 불교 탄압에 항의하여 분신하였다. 그러나, 지엠의 동생 응오딘누의 부인이자 독신이었던 지엠을 위해 퍼스트 레이디의 역할을 하였던 마담 누는 이를 “땡중의 바베큐 쇼”라고 비하하였고 이로 인해 불교 신자들은 지엠 정권에 저항하게 되었다. 8월 21일, 지엠의 동생 응오딘니우(Ngô Ðình Nhu)의 수하인 레꾸앙뚱(Lê Quang Tung) 대령이 이끄는 베트남공화국 특전부대는 수 백 군데의 사찰을 습격하여 석탑을 파괴하였다.
미국은 1963년 중반부터 지엠 정권의 종교 정책 변화를 요구하였다. 미국 국방부가 지엠 정권을 계속 지지하는 동안 미국 국무부는 쿠데타도 용인할 수 있다는 태도를 취하였다. 1963년 8월 23일 미국 국무부는 주베트남 미국 대사 헨리 캐벗 로지 주니어(Henry Cabot Lodge, Jr)에게 전문 243을 보내 불교에 대한 탄압과 응오 일가 통치의 핵심인 비밀 경찰과 특수부대를 장악하고 있는 니우를 제거할 필요가 있다고 지시하였다.
미국 중앙정보국은 지엠 정권을 제거하기로 한 계획을 접수한 뒤 베트남 군부에게 지엠이 하야하더라도 미국은 이에 대한 책임을 묻지 않을 것이고 원조를 줄이지도 않을 것이라고 전하였다. 1963년 11월 2일 군부는 쿠데타를 일으켜 지엠과 그의 형제들을 체포하였다. 훗날, 맥스웰 테일러는 베트남 쿠데타 소식을 들은 케네디가 “충격을 받고 집무실에서 달려나와 얼굴을 쓸어내렸다”고 회고하였다. 케네디는 지엠을 죽이는 것을 승인하지 않았다. 주베트남 미국 대사는 쿠데타 지휘자를 주사이공 미국 대사관으로 초청하여 성공을 축하하고, 케네디에게는 “이로써 전쟁이 더 빨리 종식될 것”이라고 보고하였다.
쿠데타가 일어난 뒤 남베트남은 혼란에 빠졌고, 북베트남은 이 쿠데타로 남베트남 정권은 미국의 꼭두각시일 뿐인 것이 여실히 드러났다고 주장하였다.
미국 군사고문단은 남베트남군의 모든 분야에 투입되어 있었다. 하지만, 그들은 내전의 본질에 대해 완전히 무지하였다. 남베트남군과 남베트남 민족해방전선 게릴라 사이의 내전은 본질적으로 정치 권력 투쟁으로 군사 교전은 부차적인 것이었다. 케네디 정부는 남베트남의 안정을 확보하는 것을 주된 목표로 삼도록 미군의 관점을 재조정하려고 하였고, 이를 통해 주민들의 “마음을 얻기” 위해 노력하였다. 그러나, 미군 지도부는 군사 고문이 베트남 정규군 훈련 이외의 업무를 담당하는 것에 거부감을 보였다. 주베트남 미군 사령부의 폴 D. 하킨스 장군은 1963년 크리스마스까지는 완벽히 승리할 것이라고 호언 장담하였다. 그러나, 미국 중앙정보부는 “베트콩은 지방의 상당한 지역을 사실상 지배하고 있으며 그 영역이 꾸준히 증가하는 추세이다.”라고 조금은 낙관적이지 않은 전망을 하였다.
준군사조직인 미국 중앙정보국 특무부는 라오스의 흐몽족을 훈련시켜 베트남에 투입하였다. 이들은 원래 라오스의 공산주의 단체인 파테트라오에 대항할 목적으로 훈련되었다. 미국 중앙정보국은 또한 피닉스 계획을 운영하고 특수작전 수행을 위해 베트남 군사원조사령부 연구관찰단을 조직하였지만 성공적이지는 않았다.

## 1963년~1969년: 린든 정부의 확전

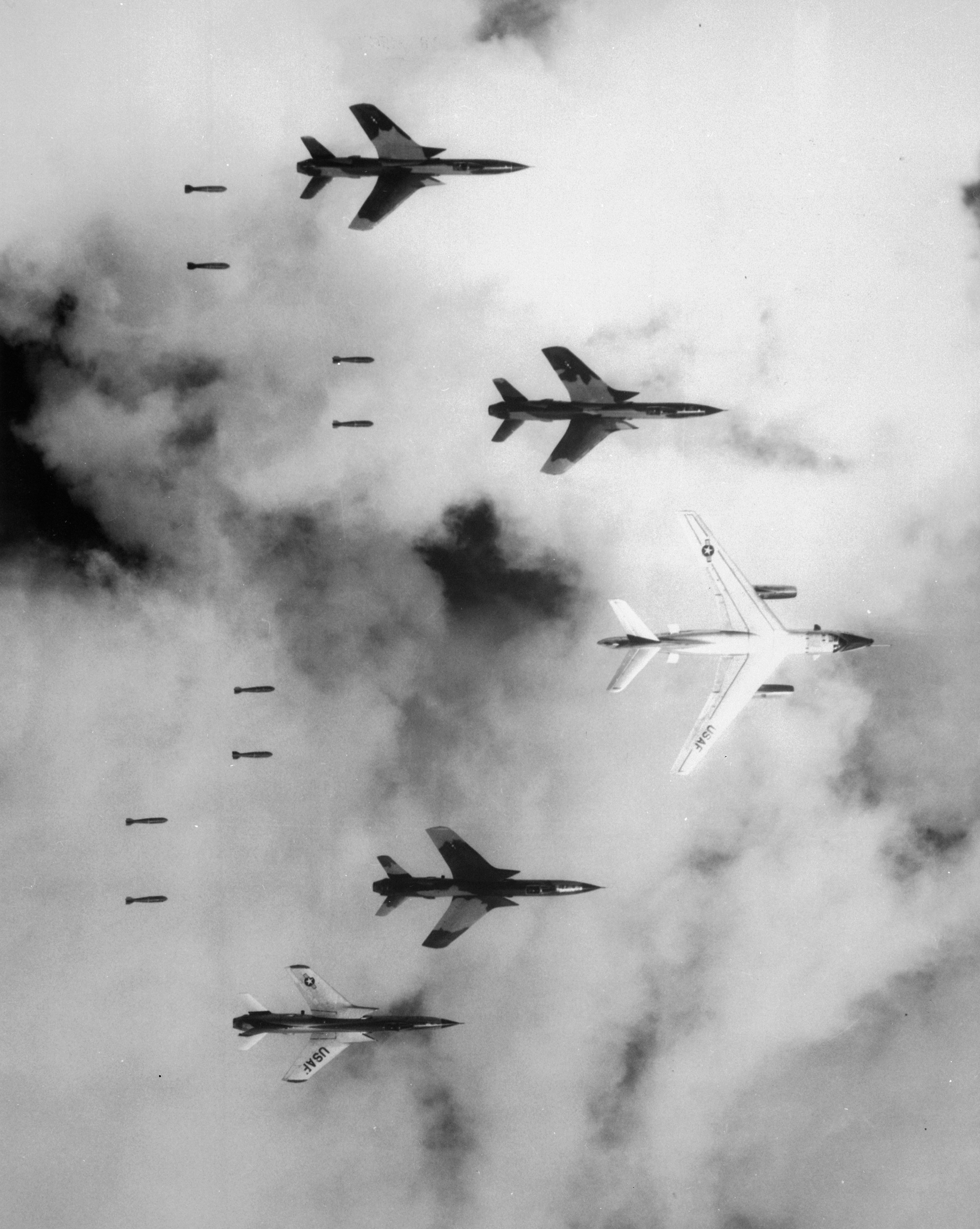
북베트남을 폭격 중인 미국 B-66 폭격기와 이를 호위중인 4대의 F-105 전폭기

케네디 암살 이후 대통령 권한 대행이 된 린든 B. 존슨은 베트남 문제보다 “위대한 사회” 정책을 실행하는 것을 당면 과제로 여겼다. 대통령 자문위원이었던 잭 발렌티는 “그 시점에서 베트남은 자신의 지평을 향해 뻗은 한 사람의 주먹보다 크지 않았다. 그것은 토론할 가치가 없었기 때문에 우리는 그것에 대해 그리 토론을 하지는 않았다.”
1963년 11월 24일 존슨은 “공산주의에 대항하는 전투에 …… 반드시 합류할 것을 …… 강력히 결심하였습니다.”라고 말하였다. 존슨의 이러한 공약은 지엠 정권을 퇴출시킨 쿠데타 이후 메콩 강 삼각주를 중심으로 남베트남 측의 상황이 악화일로에 있었기에 나온 것이었다. 존슨은 11월 26일 국가 안보 조치 각서(National Security Action Memorandums, NSAM) 273호를 통해 소규모 특수전을 위주로 대응하였던 케네디의 정책을 뒤집고 1963년 말까지 1만여 명의 병력을 남베트남에 배치하여 전쟁을 확대시켰다.
쿠데타를 일으킨 군부는 즈엉반민을 수장으로 하는 군사 혁명 위원회를 세웠지만, 베트남 지역에서 활동하였던 미국 언론인 스탠리 카르노프(Stanley Karnow)는 훗날 이들이 “무능력의 표본” 이었다고 평가하였다. 로지는 1963년 말 즈엉반민에 대해 “정상을 차지할 충분한 힘이 있을까?”하는 질문을 받았다. 1964년 1월 응우엔 칸이 쿠데타를 일으켜 즈엉반민을 축출하였다. 그러나, 정국은 여전히 불안하였고 몇 차례의 쿠데타 기도가 계속되었다.

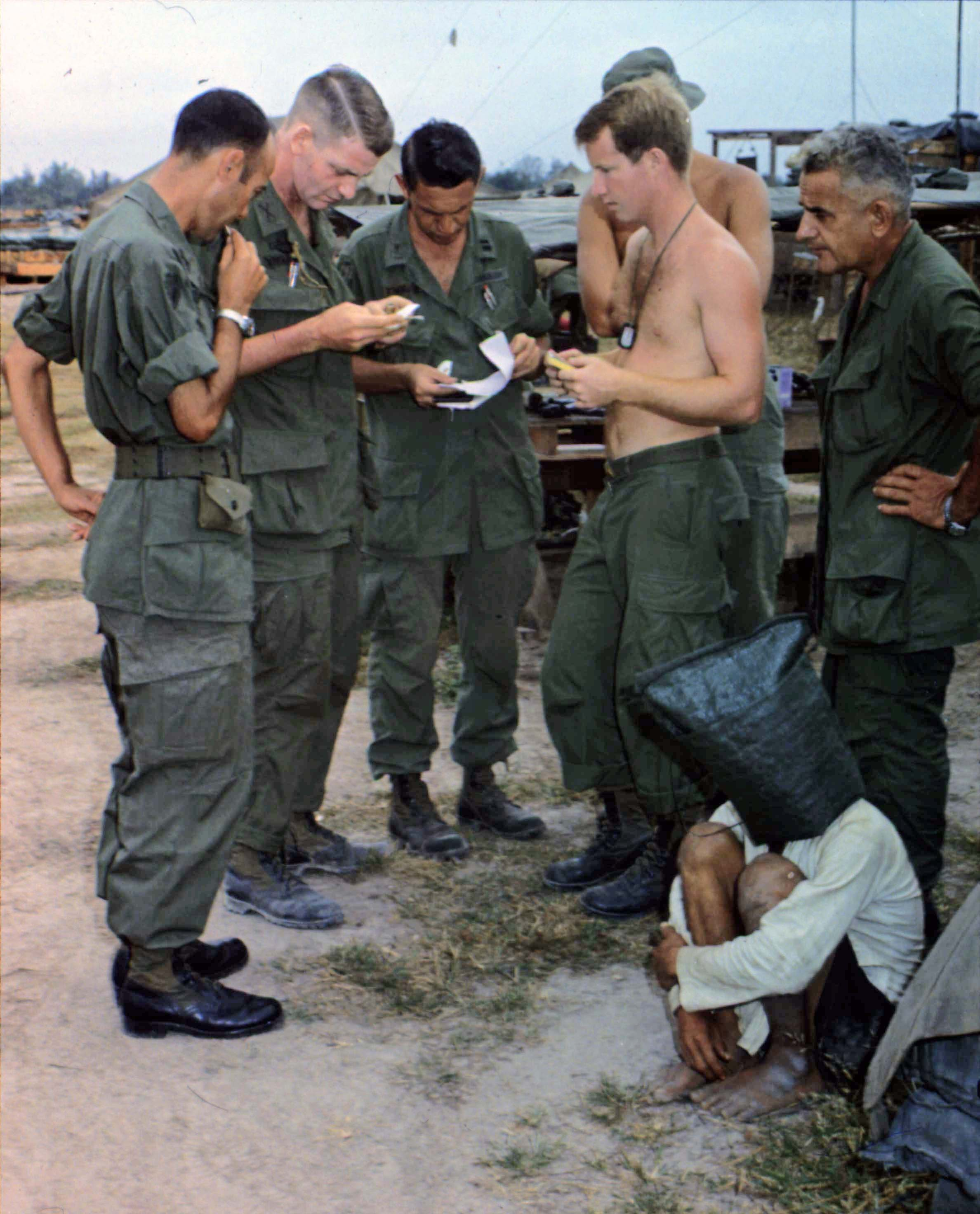
캄보디아 국경 근처에서 생포된 남베트남 민족해방전선 대원을 둘러싸고 있는 미군

1964년 8월 2일, 북베트남 해안에서 첩보 작전 중이던 미국의 구축함 USS 매덕스가 통킹만에서 북베트남의 어뢰정에게 공격을 받았다. 미국은 이틀 후인 8월 4일 같은 장소에서 USS 매덕스와 USS 터너 조이가 재차 어뢰정의 공격을 받았다고 주장하였다. 공격 전후의 상황이 확실치 않은 가운데 린든 존슨은 국무차관 조지 발에게 “그 수병들이 날치라도 쐈나보지.”라고 말했다.
통킹만 사건 뒤 몇 일이 지난 1964년 8월 7일 미국은 보복을 명분으로 북베트남에 폭격을 감행하였다. 선전포고 없이 진행된 이 폭격은 대통령 존슨이 동남아시아에 주둔 중인 미군에 직접 명령한 것이다. 미국 연방 하원은 통킹만 사건이 전면전으로 확대되는 것을 거부했지만, 존슨은 이미 대통령 독단으로 전면전을 개시하고 있었다. 같은 달, 존슨은 “아시아 ‘보이’(영어: boy)들은 자기 땅을 지키기 위해 스스로를 도와야 할 것이고 미국 ‘보이’(boy)들이 그곳에 가 싸우는 일은 없을 것”이라고 공약하였다.
통킹만 사건 당시 미국의 주장과는 달리, 2005년 기밀 해제된 미국 국가 안전국의 보고서에서는 8월 4일 어뢰정의 공격은 없었다고 기록되어 있다. 북베트남은 8월 4일에 있었다는 어뢰정 공격에 대해 통킹만 사건 직후부터 강하게 부인하고 있었으며, 미국 내에서도 여러 차례 사실이 아닐 수 있다는 지적이 있어왔다. 통깅만 사건 연구가인 루이스 저지스(Louise Gerdes)는 “통킹만 사건은 존슨이 베트남 전쟁에 대한 지지를 얻기 위해 조작한 것”이라고 주장한 바 있으며, 후에 맥나마라 자서전에서도 이같은 언급이 있었다. 또 다른 미국의 역사 학자 조지 C. 헤링은 1979년 자신의 책에서 “맥나마라와 펜타곤은 결정적이지 않은 사건 증거들에서 자신들이 바라는 것만을 조합하였다.”고 지적하였다.
“1959년 당시 5,000여 명에 불과하였던 베트콩의 수는 1964년 말에는 10만여명으로 추정되었다. …… 반면, 남베트남군의 수는 10,000만 여명에서 85만여명으로 감소해 있었다.” 베트남 주둔 미군의 수는 1961년 2,000여 명에서 16,500 명으로 증가하였다.

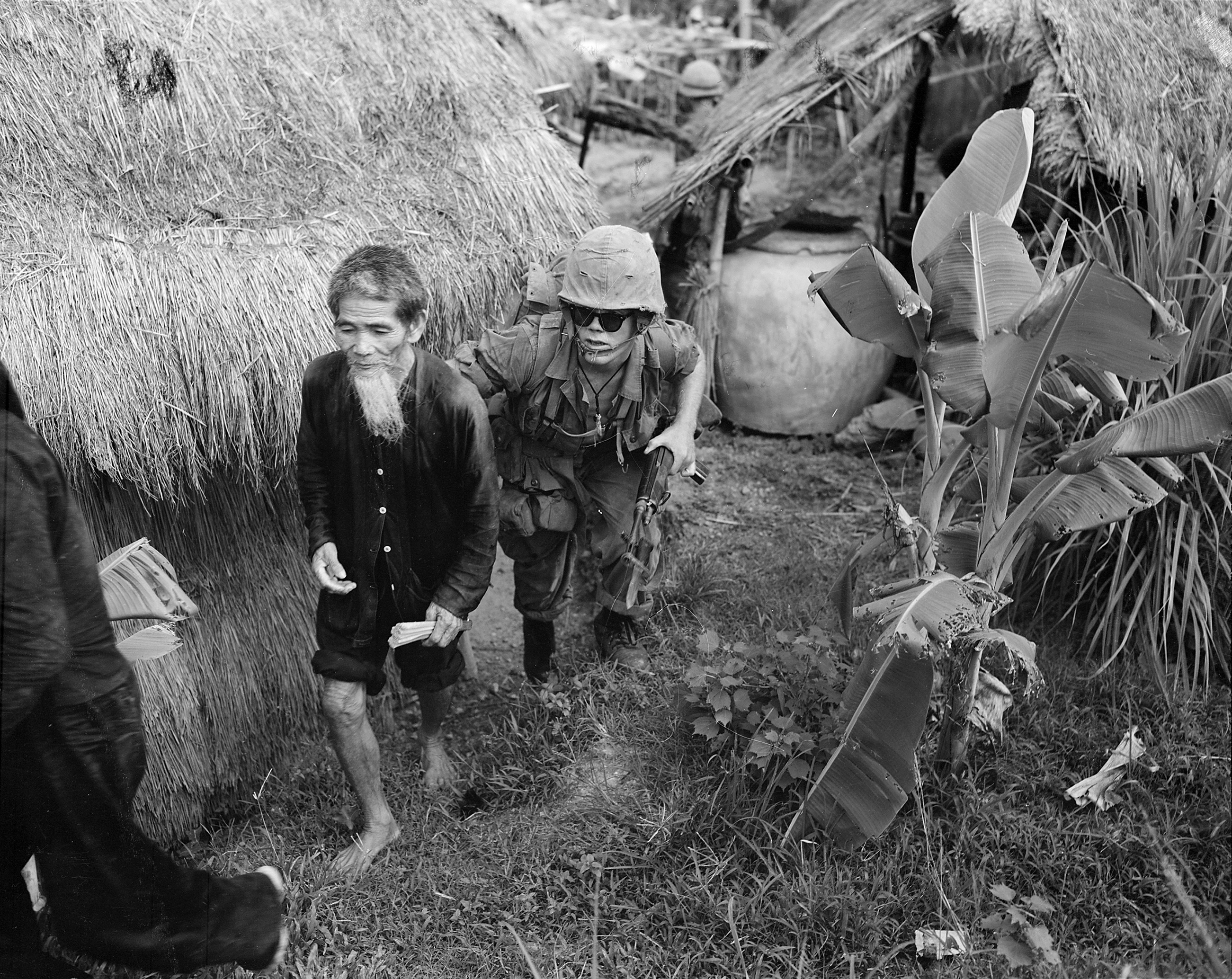
미국 해병대 3사단 1 연대 소속의 해병들이 다낭 공군 기지 인근에서 남베트남 민족해방전선 대원이라 여겨진 사람을 압송하고 있다.

미국 국가안전보장회의는 북베트남에 대한 폭격을 3단계로 격상시켰다. 1965년 3월 2일, 미국 해병대는 전략 요충지인 쁠래이꾸를 공격하였다. 소련 수상 알렉세이 코시긴이 북베트남을 국빈 방문한 동안 전개된 플래밍 다트 작전 과, 롤링 선더 작전, 그리고 아크 라이트 작전이 진행되었다. 이후 3년간 지속된 폭격의 목표는 북베트남이 남베트남 민족해방전선을 지원하지 못하도록 북베트남의 방공망과 공업시설을 파괴하는 것이었다. 미국은 이를 통해 남베트남 민족해방전선의 사기를 꺾고자 하였다. 1965년 3월부터 1968년 11월까지 진행된 “롤링 선더” 폭격으로 북베트남에는 100만 톤에 달하는 폭탄과 미사일, 로켓이 퍼부어졌다. 베트남 전쟁 전체 기간에 미군이 사용한 폭탄은 모두 700만 톤에 달한다.
폭격은 베트남을 벗어난 인근 국가에도 행해졌다. 코만도 헌트 작전과 같은 공군 작전은 호찌민 통로를 파괴하기 위해 캄보디아와 라오스지역을 폭격하였다. 그러나, 이러한 폭격에도 불구하고 북베트남은 호찌민 통로를 통해 남베트남 민족해방전선을 계속하여 지원하였다. 작전에 참가한 미군 장교는 “이 전쟁은 정치적 전쟁이다. 이것(폭격)은 살인과 다르지 않다. 차라리 칼이 최선의 무기이지 비행기는 최악의 무기일 뿐이다.”라고 회의적인 기록을 남겼다. 그러나, 미국 공군 참모총장 커티스 레메이는 베트남 전역에 대한 폭격을 지지하였다. 그는 “그들이 침략을 멈추지 않으면, 우리는 폭격으로 그들을 석기시대로 돌려 놓을 것”이라고 말했다.

### 격화되는 지상전

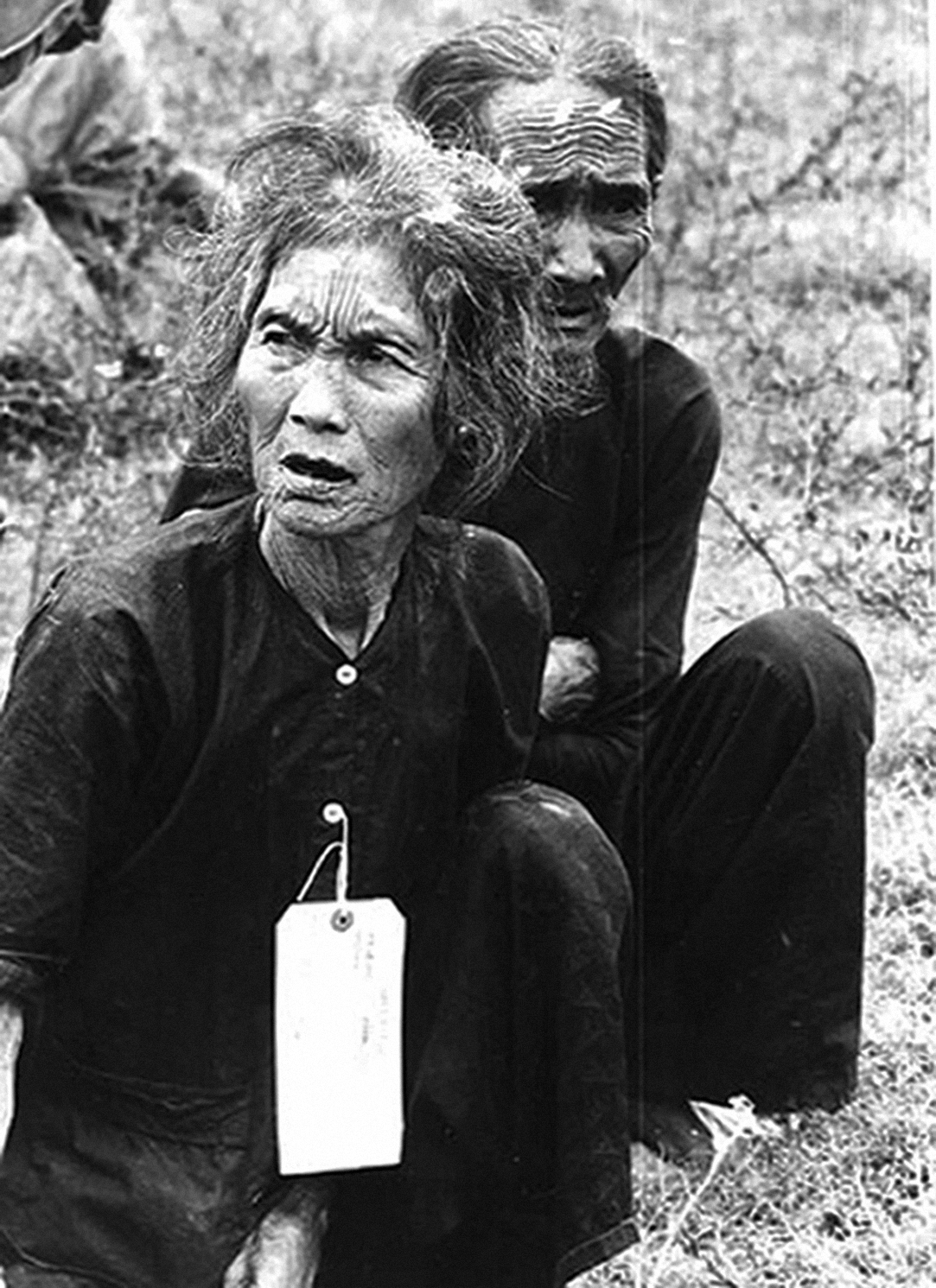
미군에 의해 베트콩 용의자로 지목된 농민들. 1966년

미국 공군이 주둔한 비행장이 몇 차례 공격을 받게 되자, 미국은 약체인 남베트남군 대신 직접 공군 기지를 방어한다는 이유로 지상 전투 부대를 파병하였다. 1965년 3월 8일 3,500명의 미국 해병대가 베트남 다낭에 상륙한 것을 시작으로 미국은 지상군을 파병하였다. 여론은 압도적으로 파병을 지지하였다.
미국의 파병은 제1차 인도차이나 전쟁 당시 프랑스의 파병과 비슷한 양상을 보였다. 호찌민은 미국이 “20년동안 전쟁하기를 원한다면, 우리는 20년 동안 전쟁을 할 것이다. 미국이 평화를 원한다면 우리는 그들을 초대하여 함께 차를 마시며 평화를 이룩할 것이다”고 경고하였다. 북베트남의 외교부 제1 대의원 쩐꾸앙꼬는 전쟁의 최우선 목표는 베트남의 통일, 그리고 통일된 베트남의 독립과 안전확보라고 기록하였다. 베트남 민주공화국의 이러한 목표는 당시 동남아시아의 여러 신생독립국들이 바란 것과 그리 다를 바 없었다. 그러나, “펜타곤 보고서”는 “베트남의 팽창주의는 손쉽게 인접한 캄보디아와 라오스를 집어 삼킬 것이고 …… 그리고, 태국, 말레이시아, 싱가포르, 심지어 인도네시아가 다음 목표가 될 수 있을 것”이라고 주장하였다.
3,500명으로 시작된 미국 해병대의 파병은 그해 12월 200,000명으로 늘었다. 애초에 천명한 파병의 목표는 방어 임무였지만, 미군의 군사는 오랫동안 공격적인 전쟁에 익숙해 있었고, 미군 사령부 역시 정치적 지침에 따라 방어 임무에 치중하는 것은 익숙하지 않았다. 1964년 12월, 빈지아 전투에서 남베트남군은 수백 명의 사상자가 속출하는 막대한 손실을 입었다. 빈지아 전투에서 남베트남군이 소수의 베트콩 병력에게 대패하자 호치민 이에 대해 '작은 디엔비엔푸(Little Dien Bien Phu)'라고 극찬했다. 남베트남 민족해방전선의 게릴라들이 치고 빠지기 작전을 유효하게 사용하여 강력한 남베트남군을 패퇴시킨 것이다. 이로써 6월 동써아이 전투 이후 남베트남군은 연이어 큰 전투에서 패배하게 되었다.

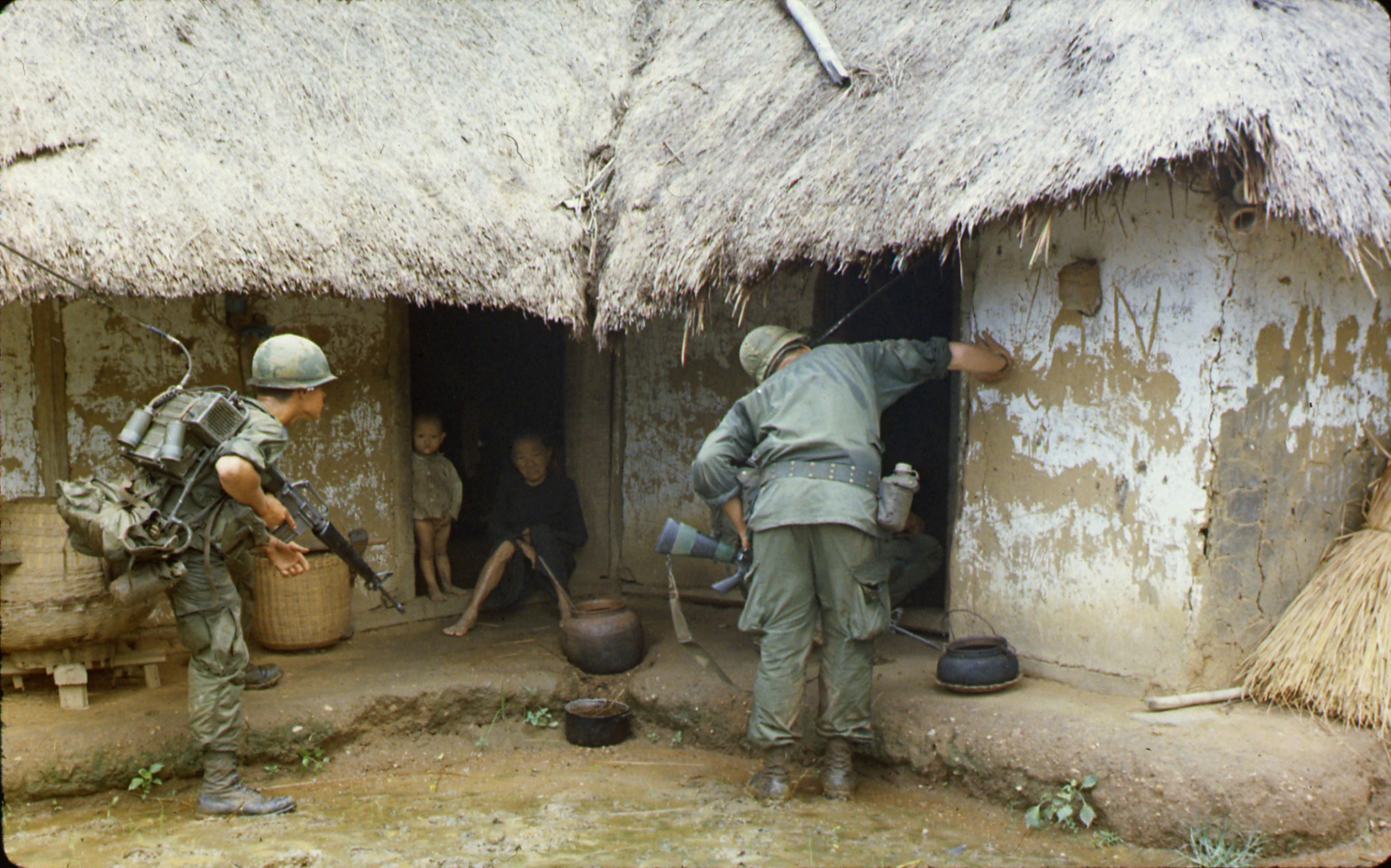
미군이 마을에서 베트콩 색출 작전을 하고 있다.

작전 지역을 포기하는 비율이 늘고 사기가 바닥에 떨어지자 윌리엄 웨스트모얼랜드 장군은 미국 태평양군 사령관인 U. S. 그런트 샤프 주니어 제독에게 상황이 매우 다급하다고 보고하였다. 샤프 주니어 제독은 “나는 미군의 에너지, 이동력, 그리고 화력이라면 충분히 민족해방전선을 제압할 수 있다고 확신한다.”고 답하였다. 이 답변을 회신 받은 웨스트모어랜드는 기존의 주베트남 미군 전략을 남베트남군 지원과 방어에서 직접 공격과 독자적인 작전 수행으로 전환하였다. 웨스트모어랜드는 전쟁 승리를 위한 세 단계 계획을 수립하였다.
- 1 단계: 1965년 말까지 미국과 여타 “자유 세계” 군대가 위수 지역에서 영토를 잃는 경향을 멈출 필요가 있음.
- 2 단계: 미국과 동맹국의 군대가 게릴라와 적군을 포위 섬멸하는 대규모 공세를 시작. 이 단계는 적군이 지역 방어를 포기하고 패퇴할 때까지 계속하여 대부분의 지역을 회복할 때까지 계속.
- 3 단계: 2단계 작전 수행 후 12 개월 내지 18개월이 지났을 때 적군이 계속하여 저항할 경우, 남아있는 적군의 이동 기지 지역을 최종적으로 섬멸.[150]

존슨 정부가 승인한 이 계획은 남베트남 정부가 게릴라를 억제할 책임이 있다고 하였던 케네디 정부의 구상과는 배치되는 것이었다. 웨스트모어랜드는 1967년 말까지는 최종적으로 승리할 수 있을 것이라 예측하였다. 존슨은 이러한 전략 변경을 언론에 알리지는 않았지만, 전쟁이 계속될 것이라고 말하였다. 미국의 이러한 정책 변환은 북베트남 및 남베트남 민족해방전선과 보다 격렬한 무장 충돌을 가져오게 되었다. 이 계획은 미국이 직접 전투 수행에 나섬으로써 남베트남 정부가 보류하였던 다른 당면 과제들을 처리할 수 있도록 하자는 의도도 포함하고 있었다.

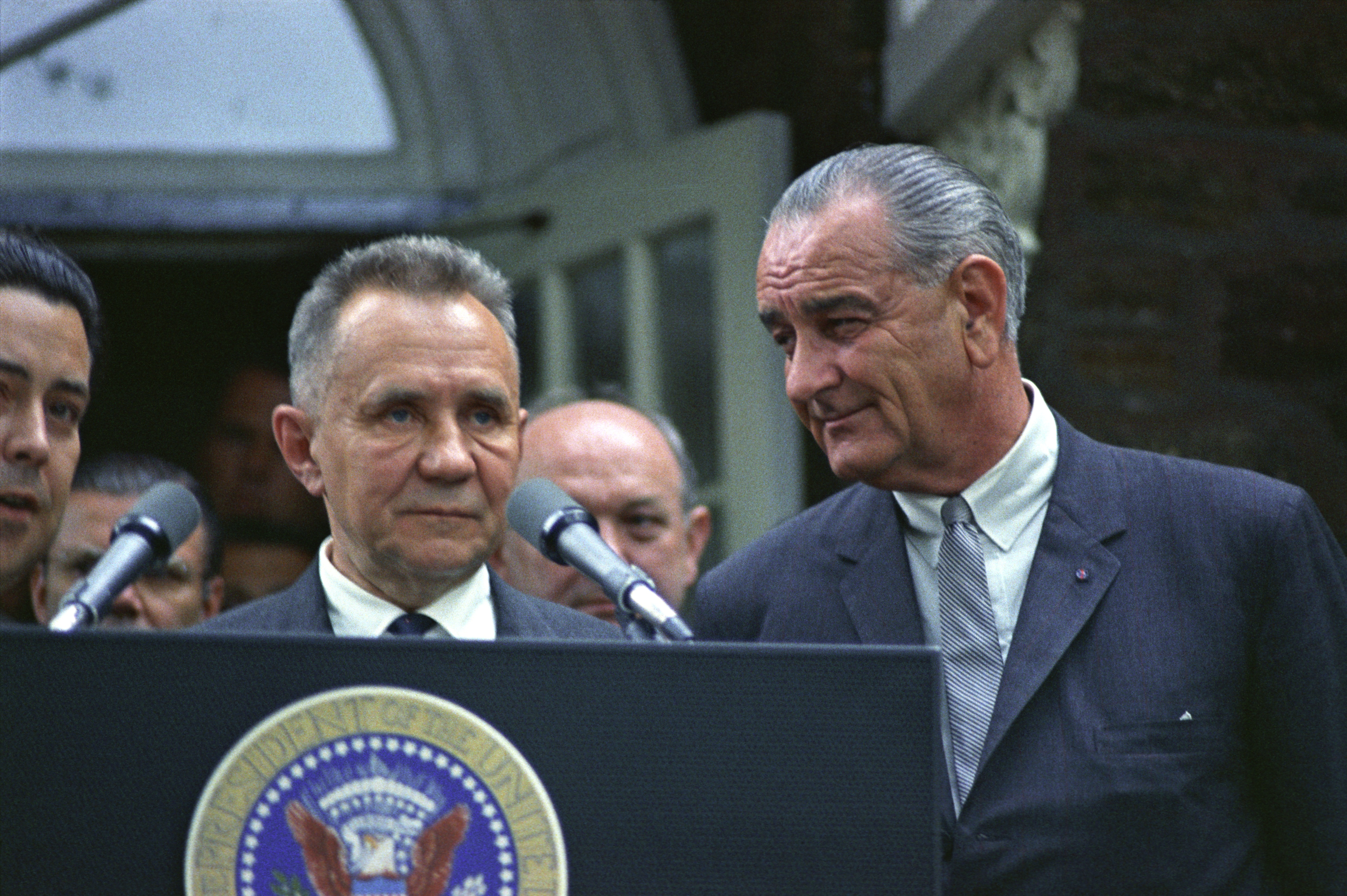
글래스버러 회합에서 만난 소련의 알렉세이 코시긴 수상과 미국의 린든 B. 존슨

베트남 전쟁에 참전한 미군의 의무 복무 기간은 1년이었다. 한 병사는 “우리가 베트남에 10년 동안 있지는 않겠지만, 1년씩 열 번은 있을 것”이라고 자조하였다.
남베트남에는 온갖 물자가 넘쳐나게 되었는데, 스탠리 카노우는 “사이공의 PX(Post Exchange, 영내 매점) 규모는 뉴욕의 백화점 블루밍데일즈에 맞먹을 정도”였다고 기록하였다. 미국의 이러한 변화는 남베트남 사회의 경제에도 영향을 주었다. 남베트남에서는 부정부패가 만연하였다.

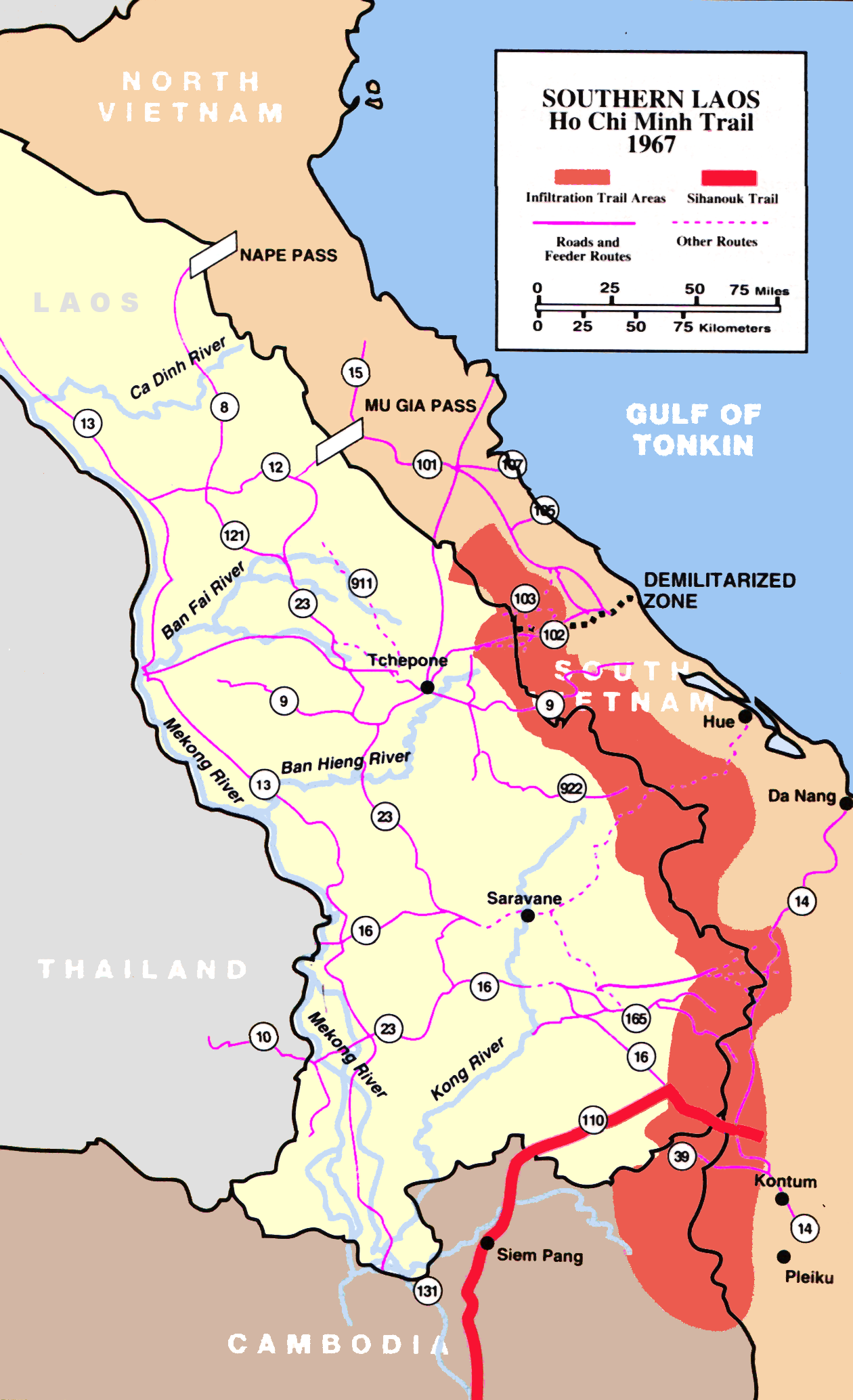
1967년 당시의 호찌민 통로. 라오스 영토를 지나 남베트남으로 연결되었다.

미국은 동남아시아조약기구(Southeast Asia Treaty Organization, SEATO)에 파병을 요청하였다. 오스트레일리아, 뉴질랜드, 대한민국, 태국, 그리고 필리핀이 베트남 전쟁에 파병하였다. 그러나, 북대서양 조약 기구의 회원국이었던 캐나다와 영국은 파병을 거부하였다. 미군은 파병된 동맹국 군대와 연합작전을 하였다.
이 기간 동안에도 남베트남의 정치 상황은 매우 불안정하여 쿠데타 시도가 빈발하였다. 공군 총사령관이었던 응우엔 까오 끼와 국무장관이었던 응우엔 번 티에우 등이 쿠데타를 일으켰다. 1967년 티에우는 키와 연합하여 쿠데타를 일으켜 정권을 탈취하였다. 티에우 정부는 표면상으로는 민간 정부를 표방하였으나, 티에우가 군부를 장악한 상태에서 실권을 차지한 사실상 군사 정권이었다.
존슨 정부는 미디어 대응 정책으로 이른바 “최소한의 진실 정책”을 도입하였다. 전쟁에 대한 뉴스와 이야기들은 정부의 통제하에 미디어에게 제공되었다. 이 때문에, 시간이 지날수록 대중들은 전쟁에 대한 정부의 공식발표를 믿지 않게 되었다.

### 구정 대공세
웨스트모어랜드의 미군이 꽝찌 성에서 케산 전투를 벌이느라 베트남 중부 내륙으로 이동한 사이, 베트남 민족해방전선과 북베트남은 베트남의 음력 설날 명절인 뗏(Tết) 휴일에 이틀 동안 휴전을 하겠다는 약속을 깨고 1968년 1월 30일 남베트남 전역에서 기습 공격을 시작하였다. 100 곳이 넘는 도시에서 공격이 이루어졌으며, 주베트남 미군 사령부의 본부와 미국 대사관이 있던 사이공 역시 공격을 받았다.
구정 대공세 초기 미군과 남베트남군은 고전을 면치 못하였고 상당 수의 지역에서 퇴각하여야 하였지만, 얼마 지나지 않아 막강한 화력으로 응전하여 베트남 민족해방전선과 북베트남의 공격을 막아내었고, 이 과정에서 특히 베트남 민족해방전선 전투원들이 큰 피해를 입었다. 응우옌 왕조 시절의 수도였던 후에는 한 때 베트남 민족해방전선과 북베트남의 베트남인민군에 의해 점령되었으나 미군은 도시 전체의 80%가 폐허로 변하는 포격을 퍼부으며 전투를 벌여 후에를 탈환하였다. 후에 전투 중 베트남 민족해방전선과 북베트남 측이 후에에 살고 있던 비전투원을 학살하는 일이 벌어졌다. 후에 학살에서 희생된 민간인의 수는 수천명에 달할 것으로 추산된다. 전쟁 후 북베트남은 베트남 민족해방전선에 의한 민간인 살해를 인정하였다.
북베트남과 베트남 민족해방전선은 구정 대공세를 통해 잠시나마 남베트남의 주요 도시들을 획득할 수 있었지만 결국 큰 피해를 입고 퇴각하였다. 그러나, 구정 대공세는 그 동안 전쟁 승리를 낙관하였던 미국 내 여론에 큰 충격을 주었다.
주베트남 미군을 총괄하던 베트남 군사 원조 사령부의 사령관 웨스트모어랜드 장군은 베트남 전쟁에 참전한 미군의 표상이었다. 그는 《타임》지가 선정한 1965년 올해의 인물이었고, 《타임》은 그를 “미국 전사의 늠름한 화신 …… 역사에서 바로 뛰쳐나온 듯 전투 계획을 수립하고 …… 병사들에게 그가 지닌 미국의 목표와 책임을 이상적으로 제시하였다”라고 평했다. 1967년 11월 웨스트모어랜드는 린든 B. 존슨 정부와 함께 승리를 낙관하고 있었다. 그는 네셔널 프레스 클럽에서 베트남 전쟁이 “끝이 보이는 단계”에 와 있다고 공언하였다. 구정 대공세로 웨스트모어랜드의 단언이 허풍일 뿐이란 것이 드러나자 미국의 미디어들은 미군이 막대한 병력을 투입한 존슨 정부의 정책이 효과적인지 의문을 나타내기 시작하였다. 존슨 정부는 군사적 실패를 인정하지 않았지만, 결국 존슨은 재선에 실패하게 되었다. 구정 대공세를 펼친 북베트남과 남베트남 민족해방전선은 군사적으로 철저히 패배하였지만 정치적 승리를 거둔 것이다.
제임스 위츠는 구정 대공세가 “존슨 정부와 군부가 만든 …… 베트남 전쟁의 단계를 정면 반박하는 것”이었다고 평하였다. 구정 대공세로 미국의 베트남 전쟁 개입은 변환점을 맞을 수 밖에 없었다. 그 동안 미국 정보 당국이 평가하고 있던 베트남 민족해방전선과 북베트남의 전력이 과소 평가되어 있었다는 것이 드러나자 언론인 피터 아네트는 벤쩨에서 근무 중인 익명의 장교가 “마을을 탈환하려면 파괴할 필요가 있다”는 명령을 받았다고 폭로하였다. 또 다른 정보원은 제9 보병 사단의 부리스 소령이 이러한 명령을 하였다고 지목하였다.

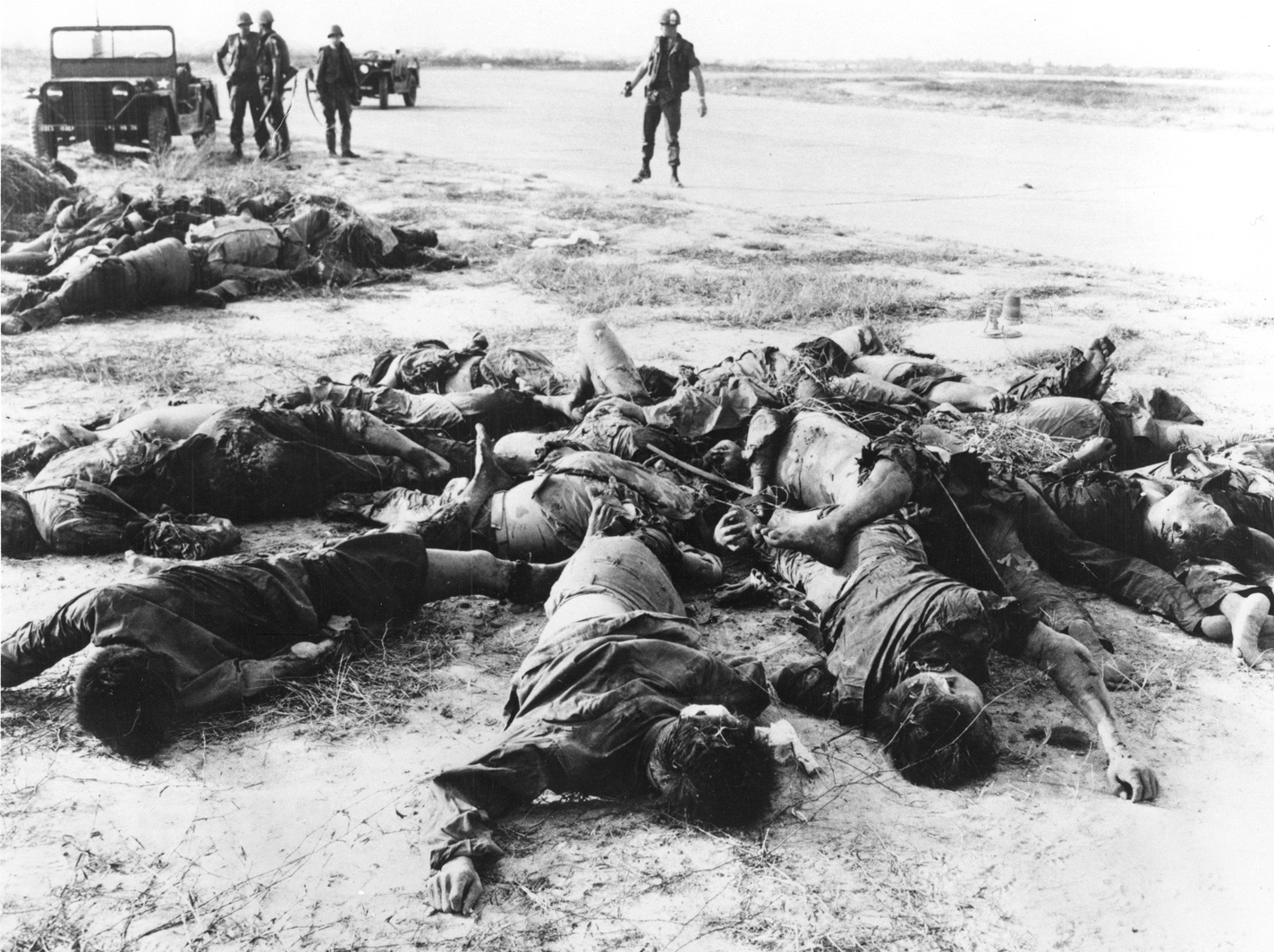
구정 대공세 중 미국 공군이 주둔 중인 떤선녓 공항을 공격하다 사망한 남베트남 민족해방전선과 베트남 인민군의 전투원들

CBS 이브닝 뉴스의 앵커였던 월터 크롱카이트는 “우리는 지난 시기 잘못된 낙천가가 내놓는 증거들을 통해 승리가 멀지 않았다고 믿고 있었습니다. 우리가 패배에 직면하였다고 말하는 것은 무책임한 비관주의일 것입니다. 냉정히 현실을 보면 우리는 스테일메이트(stalemate, 체스에서 서로 움직일 수 없는 상황이 되는 것)에 빠진 것 같습니다. 불만스럽지만, 그게 결론입니다.”라고 논평하였다. 크롱카이트가 이와 같이 논평하자, 존슨 대통령은 “크롱카이트를 잃는다면, 미국 중부를 잃었을 것”이라고 말하였다.
1968년 3월, 구정 대공세가 정리되자 웨스트모어랜드는 육군참모총장이 되었다. 이는 정규 인사의 결과였지만, 구정 대공세가 있었던데다 그가 20만 명의 증파를 요청하였다는 것이 언론을 통해 폭로되자, 격렬한 비난을 받았다. 베트남 군사 원조 사령부의 사령관은 그의 부관이었던 크레이톤 에이브람스가 승계하였다.
1968년 5월 10일 북베트남과 미국 사이에 평화협정 논의가 시작되었다. 그러나, 5개월 뒤 존슨이 북베트남에 대한 폭격 중지를 명령하기까지 협상은 이루어지지 않았다. 미국 민주당은 대통령 후보로 부통령이었던 휴버트 험프리를 선출하였고, 공화당에서는 전 부통령 리차드 닉슨을 후보로 선출하였다.
역사학자 로버트 달렉은 “린든 존슨의 베트남 전쟁 확전은 결국 미군 병사 30,000명과 자신의 대통령직을 대가로 지불하였다”고 서술하였다.

## 1969년~1972년: 베트남화

### 닉슨 독트린

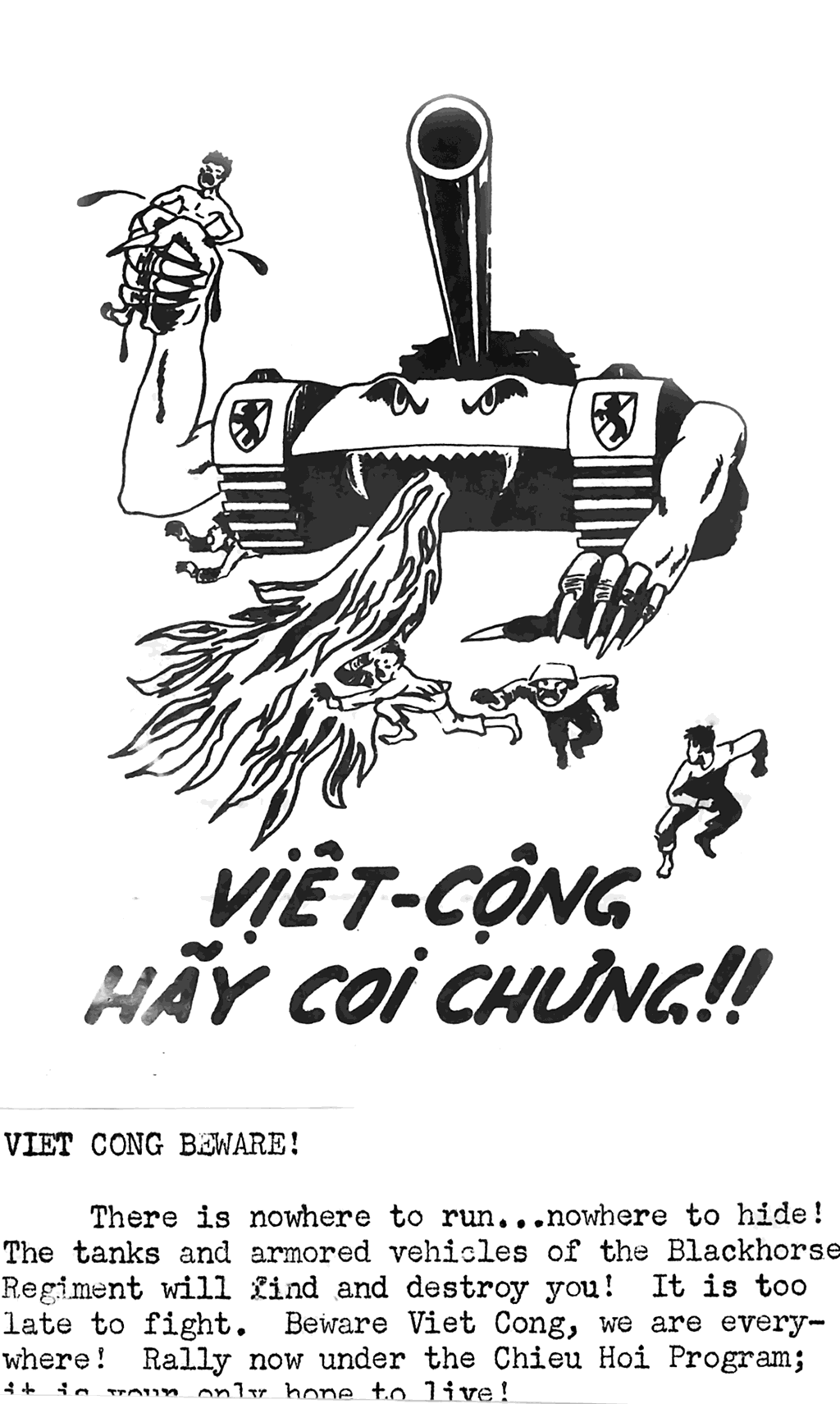
남베트남군의 선전지. 베트남어로 “베트콩 조심해”라는 포스터 아래로 도망칠 곳도 숨을 곳도 없으니 항복하라는 선전문이 영어로 작성되어 있다.

새로 미국의 대통령이 된 리차드 닉슨은 구정 대공세가 지나고 난 뒤 철군 계획을 발표하였다. 닉슨 독트린이라 불린 그의 계획은 남베트남군을 강화시켜 스스로의 영토를 방어하도록 한다는 것이었다. 이때문에 닉슨의 정책은 “베트남화”라고도 불렸다. 베트남화는 케네디 정부가 구상하였던 남베트남의 독자적 전쟁 수행과 비슷한 것이었지만, 그것과는 달리 분쟁 확산의 방지를 위해 미군이 계속 개입한다는 점이 달랐다.
닉슨은 한 발표에서 “저는 오늘밤 15만 명의 추가적인 철군 계획을 설명하려 합니다. 철군은 내년 봄까지 이루어질 것입니다. 이것으로 베트남에 주둔한 미군 병력은 15개월 전과 비교하여 총 265,500명으로 줄게 되었습니다”라고 말하였다.
1969년 10월 10일 닉슨은 자신이 베트남 전쟁을 종결하기 위해서는 어떠한 일도 할 수 있다는 것을 보이기 위해 B-52s 폭격기 편대에 핵폭탄을 무장하고 소련 영공 부근을 비행하도록 지시하였다. 닉슨은 또한 정전 협상을 지속하는 한편, 차기 주베트남 미군 사령관인 크라이튼 에이브람스에게 남베트남군과 협조하여 북베트남의 보급로를 차단하는 공격을 지속하라고 명령하였다. 동시에 닉슨은 세계적인 긴장을 완화하기 위해 소련 및 중화인민공화국과 데탕트를 추진하여 초강대국이 동시에 핵무기를 감축하자는 합의를 보았다. 그러나, 닉슨은 소련과 중화인민공화국이 북베트남에 대한 원조를 지속하는 것에 실망하였다.
닉슨은 미국의 침묵하는 다수가 자신의 전쟁 정책을 지지한다고 주장하였지만, 미라이 학살과 그린 베레가 캄보디아를 비밀리에 폭격한 감마 계획 등이 알려지면서 미국 내의 반전 운동은 점점 거세지게 되었다. 1970년 초 미군은 많은 사상자가 발생하던 내륙 지역에서 철수하여 기지를 해안 지역으로 옮겼고, 이로써 1969년보다 사상자를 줄일 수 있었다.

### 호찌민의 죽음

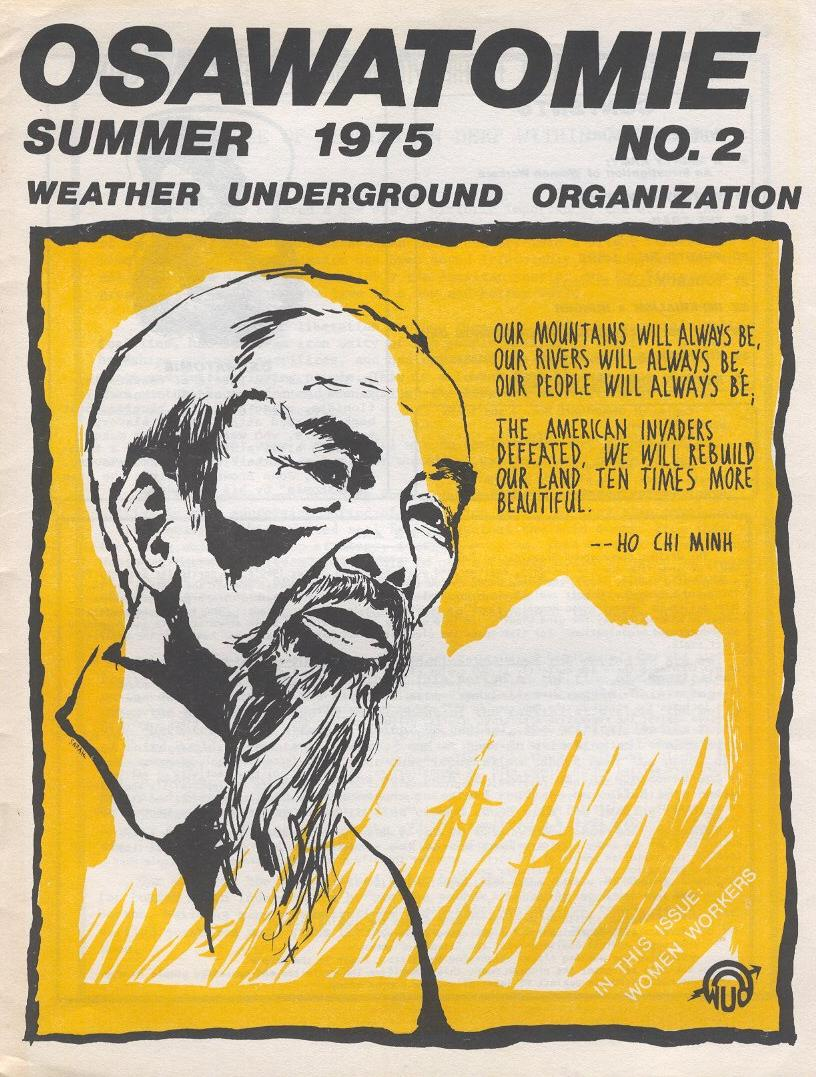
미국 좌파 단체가 발행한 호외, 호찌민의 유언시가 영어로 번역되어 적혀있다.

1969년 9월 2일 북베트남의 지도자 호찌민이 사망하였다. 호찌민은 유언으로 당의 단결과 전쟁 후 국토 재건을 당부하였다. 일생을 프랑스, 일본, 미국과 상대로 싸웠던 호찌민은 베트남 사람들에게 공산주의자이기 이전에 민족주의자로 알려져 있었다. 남베트남 정부의 지도자였으며 호찌민을 상대로 싸웠고 한때 남베트남의 부통령을 지낸 응우옌까오끼는 전쟁 후 “그는 베트남 인민들에게 존경 그 자체였다. 그는 프랑스는 물론 다른 외침에 대항하는 투쟁에 언제나 앞장섰다. 내가 어려서 철이 없었을 때, 대부분의 베트남 사람들은 호찌민을 대단한 애국자로 생각했다. 나도 그를 대단히 칭송했었다.” 고 말했다. 미국의 CBS는 광고없이 7분간 호찌민의 사망을 헤드라인 뉴스로 보도하였다. 1969년 9월 8일 하노이 바딘 광장에서 10만명이 운집한 가운데 호찌민의 장례식이 치러졌다.

### 캄보디아 라오스 비밀 폭격
1955년 캄보디아의 군주 노르돔 시아누크는 중립을 선언하였다. 하지만 북베트남과 남베트남 민족해방전선은 캄보디아 영토에 기지를 만들어 사용하였고, 시아누크는 전쟁의 여파가 캄보디아로 확산되는 것을 피하고자 이를 묵인하였다. 하지만, 미국은 1969년 캄보디아의 이러한 정책을 바꾸라고 압력을 가하였고, 캄보디아는 더 이상 북베트남과 남베트남 민족해방전선을 받아들이지 않기로 하였다.
닉슨 대통령은 캄보디아의 중립을 지지한다는 미국의 기존 입장과 달리 캄보디아-베트남 국경지대를 비밀리에 폭격할 계획을 갖고 있었다. 1969년 4월 닉슨은 시아누크에게 서신을 보내 국경지역의 폭격을 허용할 경우 미국은 “캄보디아 왕국의 주권과 중립성, 그리고 영토 보전”을 보장하겠다고 제안하였지만, 시아누크는 이를 거절하였다.
1970년 캄보디아 쿠데타가 일어나 친미 성향의 론 놀 수상이 시아누크를 퇴위시키고 집권하였다. 이를 계기로 정부군과 크메르 루즈 사이에 캄보디아 내전이 발생하였고, 북베트남은 크메르 루즈의 요청을 받아 내전에 개입하였다. 미군과 남베트남군 역시 캄보디아에 개입하여 캄보디아 전역에서 전쟁을 치렀다.
미군이 캄보디아를 침공하자 베트남전 반대 운동은 더욱 거세졌다. 오하이오주에서는 켄트 주립대학교에서 반대 시위를 벌이던 네 명의 학생이 총격을 받고 사망하는 일이 발생하였고, 이에 격분한 사람들이 시위에 참여하면서 반전 운동은 더욱 커졌다.
1971년 《뉴욕타임즈》는 미국의 베트남 개입에 대한 사항을 정리한 일급 기밀 문서인 펜타곤 보고서를 폭로하면서, 미국이 오랫동안 남베트남 정부의 국방부 고위 관리들에게 뇌물을 건낸 사실을 보도하였다. 하지만, 미국 연방 대법원은 정부의 이런 행위가 합법이라고 결정하였다.
1971년 2월 남베트남군은 라오스 영토 내의 호찌민 통로를 봉쇄하기 위한 람선 719 작전을 시작하였다. 당시 라오스는 표면상 중립을 표방하고 있었지만 북베트남의 호찌민 통로를 묵인하고 있었다. 작전에 나선 남베트남군은 저항군과 교전한 뒤 후퇴하다 길을 잃었다. 남베트남군은 잘못된 길을 헤매다 연료가 떨어지자 차량을 버리고 미군이 헬리콥터로 후송하여 줄 것을 요청하였다. 미군은 남베트남군의 탱크와 차량이 적에게 노획되는 것을 방지하기 위해 파괴하여야만 하였다. 그러는 사이 북베트남의 공격으로 남베트남군의 절반가량이 죽거나 생포되었다. 결국 베트남군의 단독 작전은 큰 실책으로 끝났고, 이는 닉슨의 베트남화 정책 역시 실패하였다는 것을 뜻하였다. 카르노는 “잊지 못할 실수였다. …… 미군에 의해 5년에서 10년 동안 훈련된 베트남군 고위 장교들도 그다지 배운게 없었다.”고 기록하였다.
1971년 오스트레일리아와 뉴질랜드가 철군하였다. 미군 역시 196,700명으로 감축되었고, 1972년 2월까지 45,000명을 추가로 철군하기로 되어 있었다. 한편, 미국의 반전 시위는 전국적으로 확대되고 있었다.
1972년 부활절 공세에서 북베트남과 남베트남 민족해방전선은 남베트남 북부 지역을 신속히 공격하면서 동시에 캄보디아를 지나 남베트남 중부를 양단하는 공세를 가했다. 미국 공군은 뒤늦게 공습에 나섰지만 공세는 이미 지난 뒤였다. 이로써 닉슨의 베트남화 정책은 실효성이 없다는 것이 다시 한 번 드러나게 되었다.

## 1973년: 파리 평화 협정
베트남 전쟁은 1972년 미국 대통령 선거의 주요 논점이 되었다. 닉슨에 대항하여 민주당 후보로 나선 조지 맥거번은 베트남에서 철수해 오는 군인들이 내리는 기차역에서 선거 캠페인을 하였다. 닉슨의 국가 안보 자문이었던 헨리 키신저는 북베트남의 레득토와 비밀리에 정전 협상을 지속하고 있었다. 1972년 8월 키신저와 토는 합의에 도달하였다
그러나, 남베트남의 대통령 티에우는 평화 협정 대다수의 내용을 변경하여 줄 것을 요청하였다. 북베트남이 협정 내용을 공표하자 닉슨 정부는 북베트남이 기만 전술을 쓰고 있다고 비난하였고, 협상은 중단되었다.

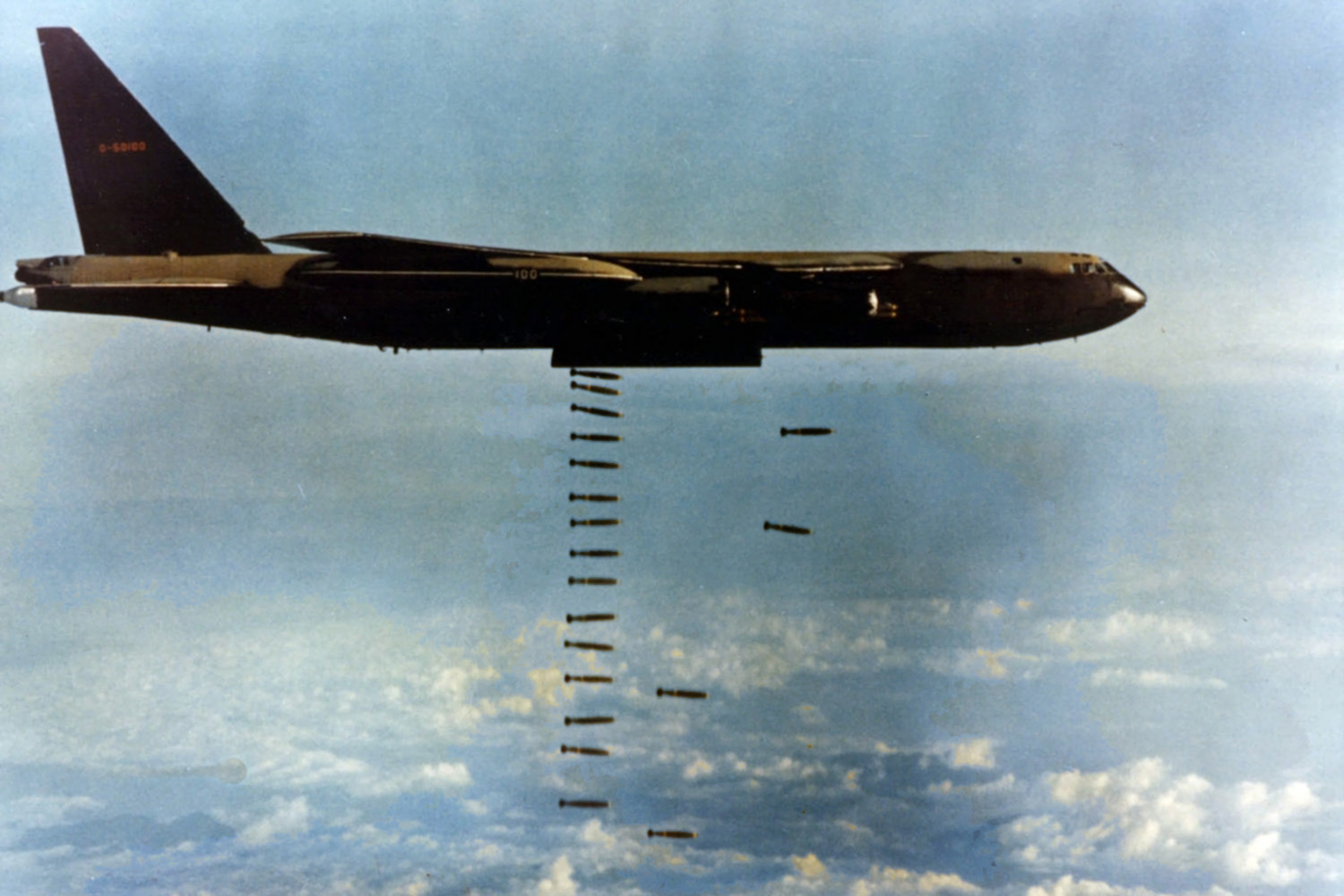
라인베커 II 작전 중인 미국 공군, 1972년 12월

닉슨은 남베트남에게 여전히 지원하고 있다는 것을 보이고 북베트남으로부터 유리한 협정 조건을 얻기 위한 목적으로 1972년 12월 18일부터 29일까지 하노이와 하이퐁을 폭격하는 라인베커 II 작전을 실행하였다. 무차별 폭격 작전에 사용된 폭탄은 총 12만 톤으로 히로시마 원자 폭탄의 5배에 해당하는 양이었다. 이중 4만 톤이 하노이 시내에 집중되었다. 이 폭격으로 북베트남의 경제와 공업은 큰 타격을 입었다. 같은 시기 닉슨은 남베트남의 티에우를 압박하여 남북 양자간의 평화 유지와 미군 철수를 골자로 하는 협정 조건을 승인하도록 하였다.
1973년 1월 15일 닉슨은 북베트남에 대한 공격을 중지한다고 발표하였고, 1월 27일 “종전과 베트남의 평화 복원에 대한” 파리 평화 협정을 체결하여 미국의 베트남 전쟁 개입을 공식적으로 종결하였다. 평화협정이 체결된 뒤 베트남 남북 정부는 휴전하였고 미군 전쟁포로가 석방되었다. 파리 평화 협정은 제네바 협정과 같이 남북 양측의 영토를 보장하고 선거를 통하여 통일 정부를 구성하도록 규정하였으며, 60일 안에 모든 미군이 철군하도록 하였다. 피터 처치는 “이 조약에 따라 이행된 것은 미군의 완전한 철수 밖에 없었다”고 평하였다.

### 미국 내의 베트남 전쟁 반대 운동

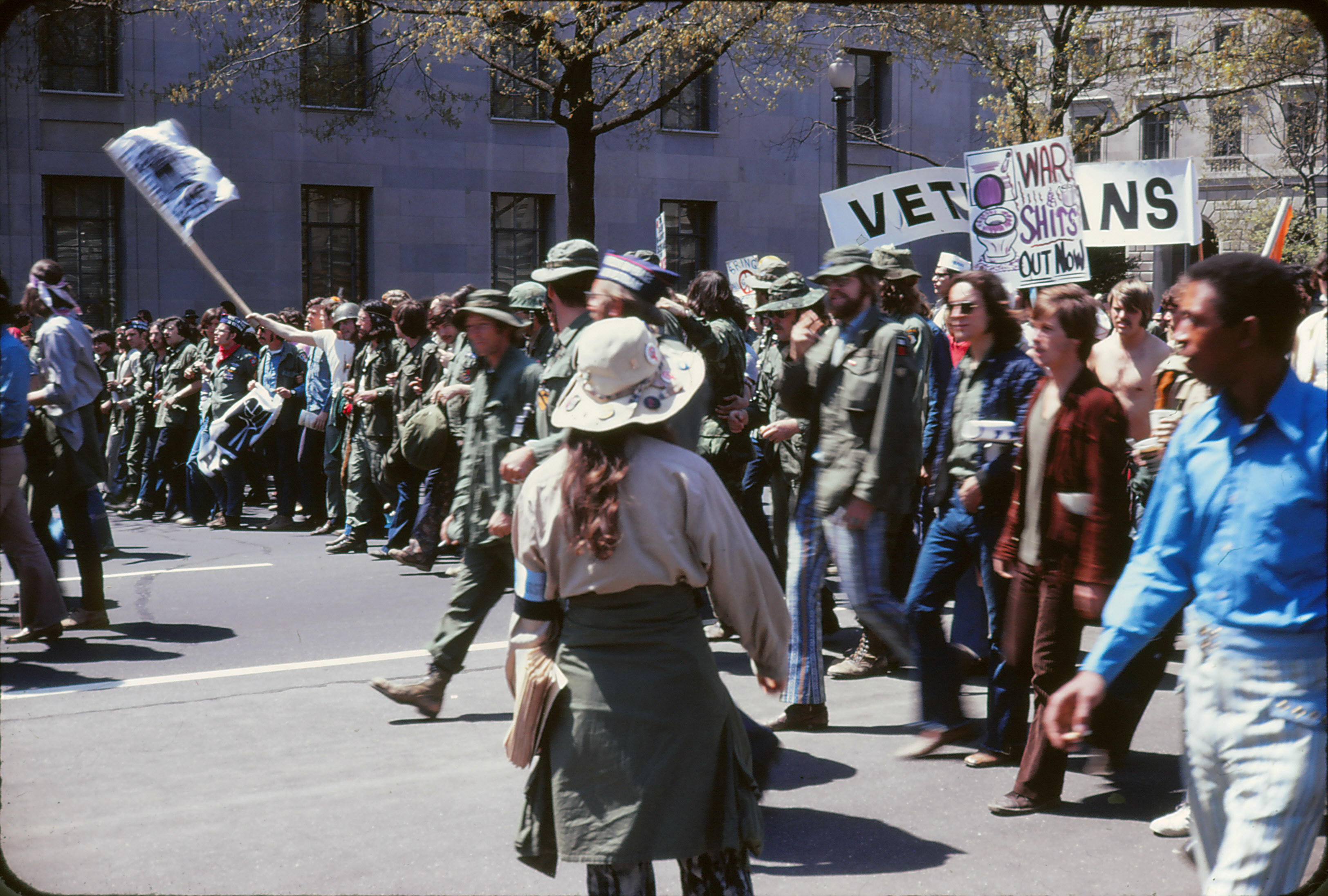
1971년 4월 24일 워싱턴 D.C.의 반전시위

미국 안에서 베트남 전쟁을 반대하는 이유는 다양하였다. 베트남 전쟁 동안 일어난 대규모 유혈 사태를 막기 위해 전쟁에 반대하는 사람들이 있었다. 초기 반전 운동은 미국이 제네바 협정에 따른 총선거를 거부하고 지엠 정권을 지원하는 것은 민주주의가 아니라는 이유로 전쟁에 반대하였다. 존 F. 케네디 역시 상원의원 시절에는 베트남 전쟁 개입을 반대하였다.
가톨릭 노동자 운동과 같은 신좌파 단체들은 미국 정부가 보이는 반공주의, 제국주의, 식민주의 등에 대한 반대의 일환으로 베트남 전쟁을 반대하였다. 한편, 스테펀 스피로와 같은 사람들은 베트남 전쟁이 정의로운 전쟁이 아니라는 이유로 반대하였고, 노먼 모리슨과 같은 사람들은 팃꽝득의 행동과 베트남 사람들의 단결을 보면서 전쟁을 반대하였다. 또한, 미국의 베트남 전쟁 개입은 유혈 난동의 확대만을 가져올 것이라는 비판 등이 있었다. 베트남 전쟁 개입을 지지하는 사람들은 “매파”, 반대하는 사람들은 “비둘기파”로 불렸다.
1968년 미라이 학살이 폭로 된 이후 미국 내 반전 운동은 점점 확산되었다. 1968년 8월 26일부터 29일까지 민주당이 주최한 1968년 민주 전국 대회에 참가한 사람들은 베트남 전쟁에 반대하는 시위를 벌였다. 1969년 10월 15일 미국에서는 수백만 명이 참여하는 반전 시위가 열렸다. 오하이오주 켄트 주립 대학교에서는 진압부대가 시위를 하는 대학생을 향해 총격을 가해 네 명의 학생이 목숨을 잃는 켄트 주립 대학교 발포 사건이 일어났다. 이러한 반전 운동은 미국이 베트남 철군을 결정한 주요 원인 가운데 하나였다.

## 1973년~1975년: 미군 철수 이후

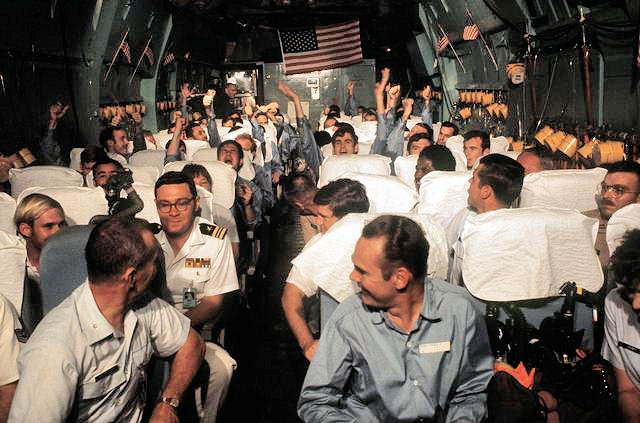
1973년 석방된 미군 전쟁 포로를 실어나른 수송기는 “하노이 택시”라고 불렸다.

닉슨 정부의 “베트남화” 정책의 마지막 해가 되자 베트남 주둔 미군의 수는 급격히 줄었다. 1971년 3월 5일에는 맨 처음 베트남에 투입되었던 제5 특수군단이 자신들의 본부였던 노스캐롤라이나주의 브래그 요새로 철수하였다. 
1973년 1월 북베트남의 외무장관 레득토와 미국의 국무장관 헨리 키신저 사이에 파리 평화 협정이 체결되고 남베트남의 대통령 응우옌반티에우가 마지못해 협정에 서명한 뒤, 미군은 남베트남에서 완전히 철수하였고 북베트남과 미군 사이에 포로 교환이 이루어졌다. 협정에 따라 북베트남은 물자의 조달과 같은 제한된 범위 내에서 남베트남 민족해방전선을 지원할 수 있게 되었다. 평화 협정의 체결로 키신저와 토는 노벨 평화상을 받게 되었지만, 토는 아직 진정한 평화가 오지 않았다며 이를 거부하였다.
평화 협정이 체결되자 북베트남과 남베트남 민족해방전선 측은 정전 기간을 최대한 자신들이 유리한 방향으로 사용하려 하였다. 반면에, 사이공은 정전이 발효되기 직전에 미국으로부터 받은 막대한 원조 물자를 사용하여 남베트남 민족해방전선을 제거하려 하였다. 이에 대항해 남베트남 민족해방전선의 지도자였던 쩐반짜는 1973년 3월 미국의 공습이 멈춘 틈을 타 호찌민 통로를 이용하여 하노이로 가서 이후의 전략을 세우는 회의에 참석하였다. 이 회의에서 북베트남과 남베트남 민족해방전선은 1975년과 1976년 사이의 건기를 최종 공격 시기로 잡았다.
1972년 11월 미국 대통령 선거에서 닉슨은 맥거번을 상대로 총 50개 주 가운데 49개 주에서 승리하였다. 1973년 3월 15일 재선에 성공한 미국 대통령 리차드 닉슨은 만일 공산주의 세력이 남베트남을 상대로 무력을 행사한다면 미국 역시 개입할 것이라고 천명하였다. 닉슨은 베트남의 상황을 살피기 위해 그레이험 마틴을 남베트남 대사로 파견하였다. 한편, 미국 국방장관 제임스 R. 슈레징거는 북베트남의 공격에 대항하기 위해 폭격을 재개하여야 한다고 주장하였다. 그러나, 1973년 6월 4일 미국 상원은 이러한 개입을 금지하는 처치 어멘드먼트 건을 가결하였다.
제4차 중동 전쟁 때문에 촉발된 1973년 유류 파동으로 남베트남은 심각한 경제 위기를 겪었다. 남베트남 민족해방전선은 1974년 1월 건기를 맞아 공세를 시작하였다. 55명의 남베트남 병사가 사망한 두 번의 무력 충돌 이후 남베트남의 티에우 대통령은 전쟁이 재발하였고, 이어서 파리 평화 협정은 효력을 상실하였다고 주장하였다. 정전 기간 동안 남베트남 측 사상자는 25,000여 명에 달했다.
1974년 8월 9일 리처드 닉슨이 워터게이트 사건으로 하야하자 제럴드 포드가 미국의 대통령 직을 승계하였다. 이때, 의회는 남베트남에 대한 원조 금액을 1억 달러에서 700만 달러로 삭감하였다. 1974년 미국의 보궐 선거 결과 민주당이 의석 과반수를 차지하게 되었고 정부의 전쟁 수행에 대한 반대가 더욱 강화되었다. 의회는 1975년 지원 예산 가운데 군사 활동 부분을 삭감하였고, 1976년 지원분에 대해서는 전액을 삭감하였다.
1973년에서 1974년 사이의 건기 공세를 성공시킨 남베트남 민족해방전선의 지도자 짜는 1974년 10월 하노이의 전략회의에서 다음 건기 때에는 보다 광범위한 공세를 펼쳐야한다고 주장하였다. 이 시기, 호찌민 통로는 자주 공격을 받았기 때문에 짜는 국도를 이용한 합법적인 방법을 사용하여 하노이를 방문하였다 북베트남의 국방장관 지압은 짜의 계획대로 대규모 공세를 일으킬 경우 미국이 다시 개입할 수 있다는 생각 때문에 썩히 마음에 들어하지는 않았지만, 그에 따르기로 하였다. 지압과 짜는 호찌민 사후 베트남 공산당의 제1서기를 맡고 있던 레주언으로부터 승인을 받았다.
짜는 캄보디아에서부터 프억렁(Phước Long) 성을 공격하여 호찌민 통로에 대한 봉쇄를 푸는 한편, 공격의 규모를 제한하여 미국이 다시 개입할 명분을 주지는 않으려고 하였다.
1974년 12월 13일 북베트남군은 프억렁 성에 있는 14번 통로를 공격하였다. 1975년 1월 6일 성도(省都)인 프억빈이 함락되자 포드 정부는 남베트남에 대한 지원 재개를 의회에 요청하였지만 거부되었다. 프억빈이 함락된 뒤에도 미국의 지원이 없자 남베트남의 지배층은 혼란에 빠졌다.
중앙 고원 지역을 빠른 속도로 확보한 반띠엔중(Văn Tiến Dũng)은 레주언에게 “우리가 이렇게 완벽히 군사적 정치적으로 성공한 적이 없었지만, 지금은 크나큰 전략적 우위를 갖게 되었다.”고 보고하였다.
1975년 초 당시 남베트남군은 북베트남군에 비해 3배나 많은 대포와 두 배 더 많은 탱크, 그리고 1,400대의 항공기를 보유하고 있었으며 병력 역시 두 배 이상 많았다. 그러나, 석유 가격 인상으로 상당수는 사용할 수 없었다. 반면에 북베트남군은 공산주의 국가들로부터 받은 원조를 바탕으로 잘 조직되어 있었고, 사기 또한 높았다.

### 275 작전
1975년 3월 10일 중 장군은 탱크와 대형 곡사 화기를 동원하여 중부 고원지역을 공격하는 275 작전을 시작하였다. 이 작전의 목표는 닥락 성의 부온마투옷이었다. 중 장군은 작전이 성공하면 플레이쿠를 공격하여 1976년까지 장기적으로 전역 작전을 펼칠 계획이었다. 3월 11일 남베트남군은 별다른 저항도 없이 패퇴하였다. 북베트남은 다시 한 번 스스로도 놀란 신속한 승리를 거두었다. 중 장군은 곧바로 플레이쿠를 공격하였으며 연이어 꼰뚬 성의 성도까지 진군하였다.
남베트남군의 장군 출신인 남베트남의 대통령 응우옌반티에우는 남베트남군을 일시적으로 후퇴시켜 재집결한 뒤 반격하는 작전을 수립하였다. 그러나, 남베트남군은 이미 통제불능의 상태에 있었다. 3월 20일 티에우는 이전의 작전을 취소하고 후에를 사수하도록 명령하였다. 그러나, 이러한 긴급한 작전 변경은 혼란만을 더 키웠다. 3월 22일 북베트남군은 후에를 포위하였고, 3월 30일 10만명의 남베트남군은 항복하였다. 후에에서 승리한 북베트남군은 곧이어 다낭으로 개선 행진을 하였다. 이로써 베트남 중부는 북베트남의 것이 되었다.

### 최종 공격
남베트남의 절반 이상을 얻게 되자 북베트남 정치국은 중 장군에게 사이공을 공격하라는 최종 공격 명령을 내렸다. 호찌민 작전이라고 불린 이 작전은 5월 1일 이전에 사이공을 함락하는 것을 목표로 하였다. 5월 이후 우기가 본격적으로 시작되고 남베트남군이 전열을 재정비하게 될 경우 작전에 어려움이 닥칠 것을 우려하였기 때문이다. 북베트남군은 빠른 속도로 냐짱, 깜라인, 달랏을 점령해 나갔다.
남북 베트남 군대는 4월 7일 사이공 동쪽 64km 부근에서 쑤언록 전투를 치렀다. 남베트남군 18사단은 수도를 방어하기 위해 옥쇄하기로 결정하고 북베트남군에 맞섰다. 그러나, 4월 20일 남베트남군 지휘부는 18사단에게 사이공으로 후퇴하라는 명령을 내렸다.
같은 날 공포에 휩쌓인 남베트남의 티에우 대통령은 미국이 남베트남을 배반하였다고 비난하였다. 티에우는 헨리 키신저 미국 국무장관에게 2년 전 자신이 파리 평화 협정에 서명하도록 종용하면서 만약의 경우 군사 지원을 약속하지 않았냐고 전문을 보냈다. 4월 25일 티에우는 타이완에 있던 쩐반흐엉(Trần Văn Hương)에게 권력을 이양하고 비밀리에 미국으로 망명하였다.
4월 말 메콩 강 삼각주 지역에서는 명령 체계가 무너진 채 고립된 남베트남군이 여기 저기 흩어진 채 북베트남군과 전투를 벌이고 있었다. 사이공에는 수도방위군 3만명이 남아 있었지만 이미 사기는 극도로 떨어져 있었다.

### 사이공 함락

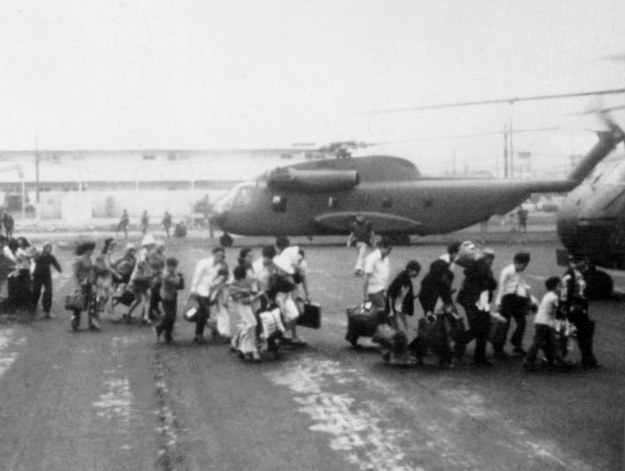
사이공 함락 직전 헬리콥터를 이용해 탈출하는 남베트남인들

티에우가 망명하자 많은 남베트남 공직자와 시민들이 공포에 휩싸인 채 사이공을 떠났다. 사이공에는 계엄이 선포되었고, 프리퀀트 윈드 작전이 실행되어 미군 헬리콥터들이 미국 대사관에서 미국 시민들과 남베트남인, 대한민국 교민들과 총영사관 직원들을 탈출시키고 있었다. 당시 사이공 인근 바다에는 미해군 7함대가 시누크 대형 헬기를 대기 시키고 있었으나, 작전 개시시간을 베트남 현지시간이 아닌 영국 시간으로 지정해 놓고 있어서 현지 시간보다 7시간 늦은 시간에 작전을 개시하도록 되어 있었다. 이를 알지 못한 대한민국 영사관 직원들과 현지 특파원들은 미국 대사관이 반드시 탈출 시켜주겠다는 말을 믿고 여유를 부리고 있었다. 구조 헬기가 보이고는 있었으나 이것은 미해군 헬기가 아닌 CIA소속 헬기여서 많은 인원을 탑승 시킬 수 없었다. 한편 백악관에서는 상황의 위급함을 뒤늦게 알아차리고 급히 시누크를 출동시키라고 명령했다. 대사관에서 시누크가 보이자 10,000명이 넘는 군중들이 일제히 진입하려고 하자 그곳에 있었던 미국 해병대들은 이를 막으려고 노력했다. 시누크의 탑승인원은 40명이였으나 실제로는 90명이 탑승했다. 그러나 시누크는 1대가 올 때마다 1시간이 걸렸다. 그 이유는 탑승한 인원들을 내려주고 나서 연료까지 주입하는데에만 1시간이 걸렸던 것이다. 미국 대사였던 마틴은 애완견과 베트남인인 가정부를 데리고 혼자 탈출해 논란이 되기도 했다. 시간이 흘러 저녁이 되자 투입 가능한 시누크는 고작 6대였다. 6대 남은 시누크에는 대한민국 대사와 특파원, 영사관 직원들과 기타 사람들하고 같이 탈출했다.
1975년 4월 30일 북베트남군은 사이공을 함락하였다. 324호 탱크가 남베트남 민족해방전선 깃발을 들고 사이공 대통령궁의 철문을 부수고 들어간 시간은 11시 30분이었다. 이틀 전 쩐반흐엉으로부터 대통령직을 이양받은 즈엉반민은 항복하였다.

## 전쟁 개입국

### 북베트남 지원 국가

#### 중화인민공화국
1950년 1월 중화인민공화국은 베트민이 수립한 베트남 민주 공화국을 정식 국가로 승인하고 루오 귀보가 이끄는 군사고문단과 함께 무기를 지원하였다. 당시 베트민은 프랑스를 상대로 한 독립 전쟁인 제1차 인도차이나 전쟁을 하고 있었다. 그러나 한국 전쟁이 일어나자 중화인민공화국과 소련의 지원은 조선민주주의인민공화국에 집중되었다.
1954년 베트민이 전쟁에서 승리한 뒤 프랑스의 총리 피에르 멩데 프랑스와 중화인민공화국의 총리 저우언라이가 협상을 하여 제네바 협정의 주요 내용을 합의하였다. 당시 저우언라이는 미국의 개입을 우려하여 베트민에게 북위 17도를 기점으로 하는 남북 분단을 수용하도록 하였다. 중화인민공화국은 1960년 북베트남이 징병제를 실시하자 그에 필요한 쌀을 지원하기도 하였다.
1962년 여름, 마오쩌둥은 북베트남에 9만정의 총을 무상으로 공급하도록 하였다. 또한 중국은 1965년부터 미국의 공습에 대항하기 위한 방공 화기와 도로 및 철도를 복구하기 위한 공병 대대를 파견하였다.
1968년 8월 바르샤바 조약기구의 체코슬로바키아 침공 이후 중소관계에 갈등이 발생하자, 중화인민공화국은 북베트남에게 소련과의 관계를 끊어달라고 요청하였다. 하지만, 북베트남은 이를 거절하였다. 이 때문에 중화인민공화국은 북베트남에 대한 지원을 중지하고 군자 지원단을 철수하였다. 1969년 우수리강의 전바오섬에 대한 중소 양국의 국경 분쟁이 발생하자 중화인민공화국은 북베트남을 견제할 목적으로 크메르 루즈를 지원하기 시작하였다. 1970년 중국은 북베트남에 대한 지원을 중단하였다.
크메르 루즈는 1975년부터 1979년 사이 베트남 국경을 침범하여 무력 충돌을 야기하였다. 이에 대한 반격으로 베트남은 캄보디아를 침공하여 크메르 루즈를 붕괴시켰고, 이 때문에 중국과 베트남 사이에 제3차 인도차이나 전쟁이 발생하였다.

#### 소련

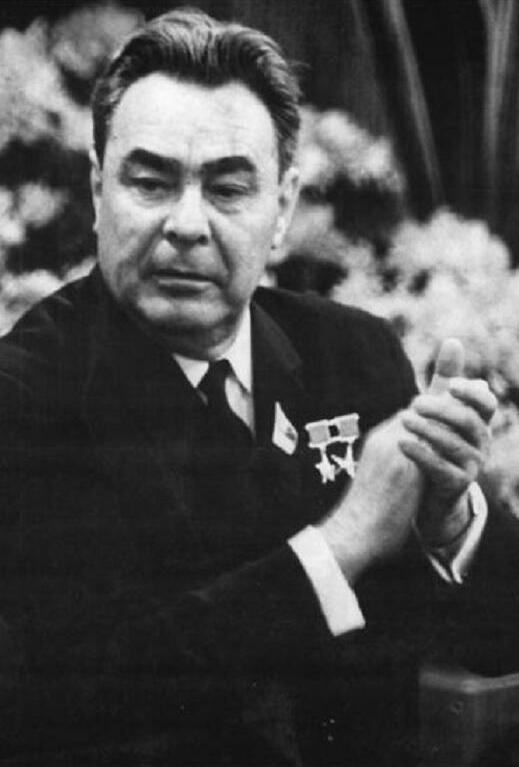
베트남 전쟁 후반기 당시 소련 서기장이었던 레오니트 브레즈네프

소비에트 연방은 남중국해에 배치한 함정을 통해 미국 공군의 B-52 폭격기 항로를 추적하고 이를 북베트남에 통지하였다. 북베트남은 이러한 경고를 활용하여 해당 지역에 폭격 경보를 내렸고, 인명 피해를 줄일 수 있었다.
소련은 북베트남에 의료, 무기, 탱크, 공장, 핼리콥터, 곡사화기, 지대공 미사일을 비롯한 다양한 군사 무기를 지원하였다. 1991년 기밀 해재된 러시아의 자료에서는 소련이 베트남 전쟁동안 3천여명의 지원단을 파견하였다고 기록되어 있다.

#### 조선민주주의인민공화국
1966년 8월 조선노동당의 결의에 따라 1967년 초 조선민주주의인민공화국은 하노이 방어를 위해 제921 전대와 제923 전대를 파견하였다. 200여명의 조종사로 구성된 이들 전대는 1968년까지 북베트남에 주둔하였다.
이 외에도 최소 두 개의 방공포 부대가 추가적으로 파견되었고, 무기와 탄약, 그리고 2백만 벌의 군복이 지원되었다. 김일성은 파견되는 조종사들에게 “우리 하늘인 것처럼 싸우라”고 연설하였다.

### 남베트남 지원 국가

#### 대한민국
미국은 제1차 인도차이나 전쟁 당시 한국 전쟁 직후 한국군의 베트남 참전을 고려하였으나 프랑스의 반대와 주변 국가 여론이 좋지 않자 포기한 바 있다.
베트남 전쟁 당시 대한민국의 박정희 정권은 반공주의를 내걸고 미국 다음으로 많은 병력을 베트남 전쟁에 파병하였다. 대한민국의 파병은 미국의 요청이 있기 전인 1961년 박정희가 존 F. 케네디에게 먼저 제안한 것이다. 하지만, 당시 케네디의 정책은 베트남 전쟁에 미군을 직접 투입하지 않는 것이었기 때문에 박정희의 제안을 거절하였다.
케네디의 뒤를 이어 대통령이 된 린든 B. 존슨은 1964년 대한민국에게 의료 부대의 지원을 요청하였다. 1964년 5월 9일 미국이 보낸 서한에는 "1개 이동 외과병원"을 파병해 주도록 요청하고 있다. 대한민국의 국방부는 130명 규모의 이동 외과 병원과 10명으로 편성된 태권도교관단 등 140명을 파병하기로 결정했다.
통킹만 사건이후 미국은 대한민국에 후방 지원 부대의 파병을 요청하였고, 대한민국은 먼저 제6사단사령부에서 한국군사원조단인 비둘기부대를 창설하고 1965년 3월 10일 인천항을 통해 파병하였다. 비둘기 부대는 3월 16일 사이공에 도착하였고, 사이공 동북쪽 22km에 있는 지안에 주둔하여 건설 지원임무를 수행하였다.
1965년 미국은 베트남 주둔 민군의 사상자가 속출하자 곤경에 빠져있었다. 1965년 3월 11일 김현철 주미대사는 조지 볼 미국무부 차관과의 면담을 통해 "한국 정부는 베트남에서 추가적인 병력을 기꺼이 파견하겠다."고 말했으며, 이동원 외부무 장관은 브라운 주한미국 대사와의 다음과 같이 협상을 했다.
1. 파병 상한선은 5만명이내
2. 한국군의 현대화 지원
3. 북한의 침공시 미국이 즉각 출병하도록 한미방위조약을 개정한다.
4. 남베트남에서 사용할 군수품 공급 등 한국의 남베트남 시장진출을 보장한다.

위와 같은 한국 정부의 요구사항은 1965년 5월 17일에서 18일까지 워싱턴에서 개최된 한미정상회담에서 대부분 타결되었다. 이에 따라 한국 정부는 6월 14일 남베트남 정부로부터 전투병력 정식 파병요청서를 접수하고, 8월 13일에 국회 의결을 얻었다. 대한민국 국방부는 주월한국군사령부를 창설하고 수도사단장 채명신 소장을 사령관으로 임명하였다. 청룡 부대가 1965년 10월 9일 깜라인에 상륙하였고, 9월 20일부터 주월한국사령부가 사이공에서 업무를 시작하였다. 11월 1일에는 맹호 부대가 꾸이년에 상륙을 하였다.
대한민국의 베트남 파병 병력의 누계는 32만명에 달했다. 베트남파병 병사의 의무 기간은 1년이었고, 파병이 최고조에 달했던 1968년 당시의 베트남에 주둔한 한국군의 수는 50,000여 명이었다. 파리 평화 협정으로 미군이 철수하면서 한국군 역시 철군하였다. 베트남 전쟁 기간 동안 한국군의 전사자는 약 5,000여 명이었고 11,000여 명이 부상을 입었다. 한국군은 전쟁 중에 남베트남 민족해방전선 전투원 약 41,000여 명을 사살하였다고 밝히고 있다. 미국은 한국군 병사에게 2억 3,600만 달러를 지불하였고, 대한민국은 파병의 대가로 경제 발전을 이루었다. 대한민국의 GNP는 파병을 전후로 하여 5배 가량 성장하였다.

#### 오스트레일리아와 뉴질랜드

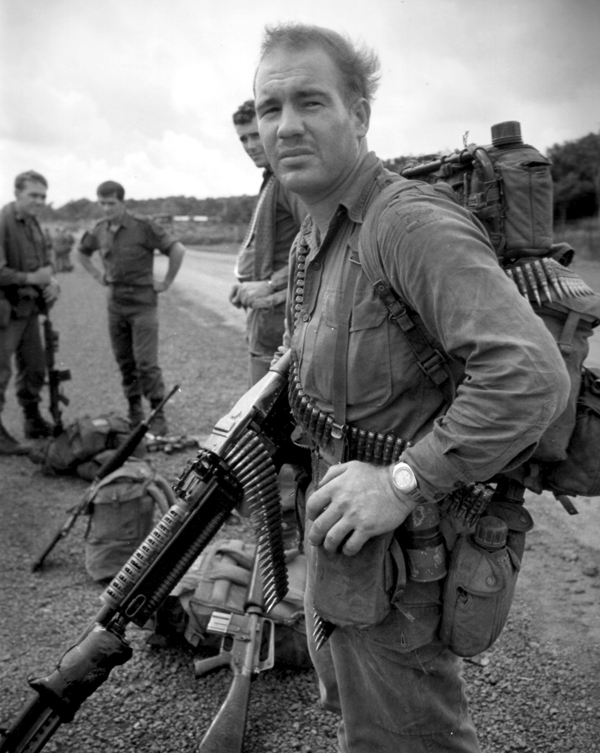
베트남 전쟁에 참전한 오스트레일리아 병사

오스트레일리아와 뉴질랜드는 태평양 안전 보장 조약과 동아시아 조약 기구의 가입국이자 미국의 가까운 동맹으로서 제2차 세계대전과 말레이시아 위기 때부터 인도차이나 반도의 정글에서 전투를 치른 경험이 있었다. 오스트레일리아와 뉴질랜드는 도미노 이론에 따른 공산주의 확장이 실재로 일어날 경우 자국의 안전이 위태로워질 수 있다는 점을 들어 베트남 전쟁에 개입하였다. 오스트레일리아는 1962년 남베트남에 군사고문단을 보냈고 1965년부터는 전투 부대를 파병하였다. 뉴질랜드는 공병과 포병 기술자부터 파병하기 시작하여 정규 보병을 파병하였다. 오스트레일리아의 베트남 주둔 병력은 가장 많을 때를 기준으로 7,672명이었고 뉴질랜드는 552명이었다. 오스트레일리아 경우 베트남 참전 병사의 총 누계는 60,000명 이상이었고, 그 가운데 521명이 사망하고 3,000명 이상이 부상당하였다. 뉴질랜드의 병력 누계는 3,000여 명이었고 사망 37명, 부상 187명이었다. 오스트레일리아군과 뉴질랜드군은 제1 오스트레일리아 기동대를 편성하여 지금은 대부분 바리어붕따우 성에 편입된 옛 프억뚜이 성(Phước Tuy)에 배치되었다.

#### 필리핀
필리핀에서는 10,450 명이 의료와 기타 민간 평화 지원을 위해 남베트남으로 파견되었다. 이들은 필리핀 베트남 민간 행동 그룹(Philippine Civic Action Group-Vietnam, PHLCAG-V)에 속해 활동하였다.

#### 태국
태국은 1965년부터 1971년까지 전투 부대를 파견하였다. 태국군 합법적인 파병 이외에도 미국 중앙정보부의 경찰항공정찰대에 비합법적으로 “자원”하여 라오스 영토내의 호찌민 통로를 공격하였다.

#### 중화민국
1967년 11월부터 타이완의 중화민국은 남베트남을 지원하기 위한 미국의 전쟁 물자를 수송하는 비밀 작전을 시작하였다. 중화민국 정부는 운전병을 지원하였는데, 이들은 개구리 대원(Lien Doi Nguoi Nhai)이라고 불렸다. 중화민국이 지원한 운전병의 수는 수백명 정도였다. 북베트남에 침투된 중화민국의 특전 부대가 북베트남군에 의해 세 번 체포되기도 하였다.

### 캐나다와 국제조정위원회
캐나다, 인도, 폴란드는 1954년 제네바 협정에 따른 정전 감시를 위해 국제 조정 위원회를 조직하였다. 공식적으로 캐나다는 베트남 전쟁의 어느 쪽에도 개입하지 않은 비교전국이었다고 기록하고 있지만, 빅터 레번트는 그의 저서 《침묵의 공조:캐나다의 베트남 전쟁 개입》에서 이와 같은 공식주장과는 달리 캐나다가 남베트남측을 지원하였다고 주장한다. 《캐나다 백과사전》은 캐나다가 공식적으로는 정전 감시활동을 하면서 비공식적으로 미국 중앙정보국을 지원하였다고 밝히고 있다.

## 여성의 참전

### 미국인

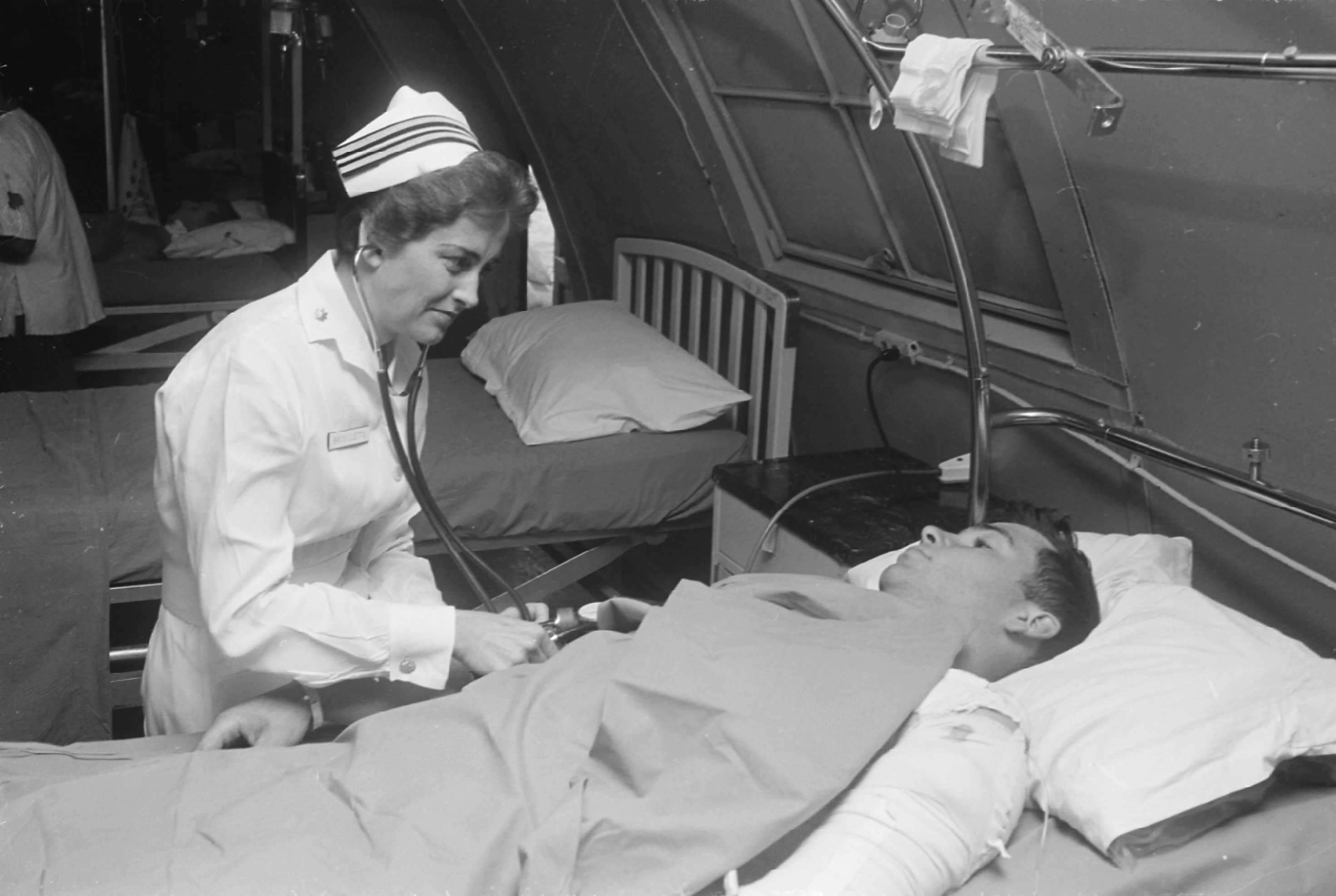
부상병을 간호하는 미국 간호장교. 1968년 다낭

베트남 전쟁에는 여군들 역시 여러 일에 참여하였다. 1963년 초 미국 육군 간호대는 나이팅게일 작전이라는 이름으로 간호장교를 베트남에 파병하였다. 파병된 간호장교들은 대부분 군인 집안 출신의 자원자로, 로마 가톨릭이나 개신교를 믿는 중산층 백인이었다. 간호장교들은 파병전 4개월의 집중 훈련을 받고 베트남에 배치되었다. 의료 인력이 늘 부족했기 때문에 간호장교들은 1주일에 6일 동안 하루 12시간씩 근무를 하였다. 여성 간호장교들은 주로 후방의 기지에서 복무하였다. 미군 여성 간호장교 가운데 적군의 총격으로 사망한 사람은 1969년 6월 8일 전사한 샤론 레인(Sharon Lane) 중위가 유일하였다.
베트남 전쟁 초기만하더라도 미군은 여군을 받아들이지 않았다. 그러나, 전쟁이 길어지자 미군은 많은 부분에서 여군의 복무를 받아들였다. 베트남 전쟁에 참여한 다수의 미국 여성들은 전쟁 기록을 정리하는 업무와 속기사로 복무하였다. 그러나, 간혹 소수의 여군들이 전투 지역에 들어가는 일이 있더라도 직접 전투에 참전하는 경우는 없었다. 당시 미군은 직접 전투에 관계된 병과에 여군을 받아들일 경우 병사들 사이에 불편한 성적 긴장이 발생할 수 있다는 이유로 여군을 전투 관련 병과에 편성하지 않았다. 1973년 당시 베트남에는 약 7,500명의 여군이 주베트남 미군 사령부에 배속되어 있었다. 베트남에 주둔한 미군은 남성 위주의 군대 내에 여군이 함께 있는 것이 오히려 군인들의 도덕성을 향상시키는 효과가 있다고 보고하였다. 같은 해 미군은 여군의 전투 병과 배속을 허용하였다.

### 베트남인
미군과 달리 북베트남군, 즉 베트남인민군과 남베트남 민족해방전선에서는 여성의 전투 참여가 매우 보편적이었다. 이들은 낮에는 호찌민 통로를 지키고 밤에는 논에 나가 벼를 길렀다. 뿐만 아니라 게릴라 전을 치를 때도 여성들이 함께 참전하였다.
응우옌티딘은 성년 이후 일생의 대부분을 외국군과 싸우며 지낸 베트남 여성이다. 1940년대부터 프랑스군과 싸우는 베트민 전사였던 딘은 1945년 벤째 전투에 참여하였고, 1960년대에는 지엠 정권에 항거하여 싸웠다. 베트남 전쟁 기간 동안 딘은 남베트남 민족해방전선의 부사령관으로 활동하였다.
나중에 배우이자 감독이 된 응우옌티득은 어려서부터 미군을 상대로 한 게릴라 전투에 참전하였다. 나중에는 득의 딸 역시 군사훈련을 받았다.
하노이 출신의 여성 군의관 당투이쩜(Đặng Thùy Trâm)은 하노이 의과대학을 마친 뒤 참전을 자원하여, 1968년부터 1970년까지 베트남 중부 지역에서 활동하였다. 1970년 6월 22일 미군에 의해 사살될 당시 미군 손에 들어간 일기가 2005년 뒤늦게 알려져 《당투이쩜의 일기》라는 이름으로 출간되어 큰 방향을 일으켰다. 대한민국에서는 《지난 밤 나는 평화를 꿈꾸었네》라는 제목으로 출간되었다.

## 무기
공산주의 측은 중화인민공화국과 소련이 지원한 무기로 무장하였다. 남베트남 민족해방전선과 같은 게릴라 부대는 프랑스군이나 미군, 또는 남베트남군에게서 노획한 서방 무기도 사용하였다. 공산주의측의 개인 화기는 소련제 돌격소총인 AK-47이 일반적이었다.
미군을 비롯한 남베트남측 군대의 개인화기는 M16 소총과 M14 소총이 사용되었다. 이 소총들은 AK-47보다 가벼웠지만 총탄이 총기 내에서 걸리는 불량이 자주 발생하였다. 약실 내 탄피가 남아있는 상태에서 탄창에서 다음 탄환이 급탄되는 경우 “방출 실패”라 불리는 고장이 일어나 탄환이 발사되지 않고 총열에 남는 고장이 일어나곤 하였다. 의회에 제출된 보고서에서는 이러한 방출 실패 불량은 가스 작동식인 M16 소총의 특성상 질 낮은 화약을 사용한 총탄은 화약 잔류물을 총신에 남겨 가스 작동 성능을 떨어뜨리는 것이 원인이라고 설명하였고, 이의 해결을 위해 탄약이 교체되었다.

### 네이팜탄
베트남 전쟁 기간 동안 미군은 나프타를 주 원료로 하는 강력한 소이탄인 네이팜탄을 사용하였다. 네이팜탄은 넓은 지역을 일순간에 불태우는 강력한 무기였고, 전쟁 기간 내내 미군이 대량살상무기를 민간인에게 사용한다는 비판이 끊이지 않았다. 1972년 6월 8일 사이공 인근의 짬방 마을이 네이팜탄 폭격을 받았다. 사찰에 숨어있던 9살의 판티 킴푹은 옷에 불이 붙어 벌거벗은 채 도망쳐 나와야 했다. AP 통신의 사진기자 닉 우트(Nick Ut)는 이 장면을 촬영하여 송고하였다. 탈출하는 판티 킴푹의 사진은 전 세계에 보도되었고 반전 여론을 확산시켰다. 닉 우트는 이 사진으로 퓰리처 상을 수상하였다.

### 고엽제

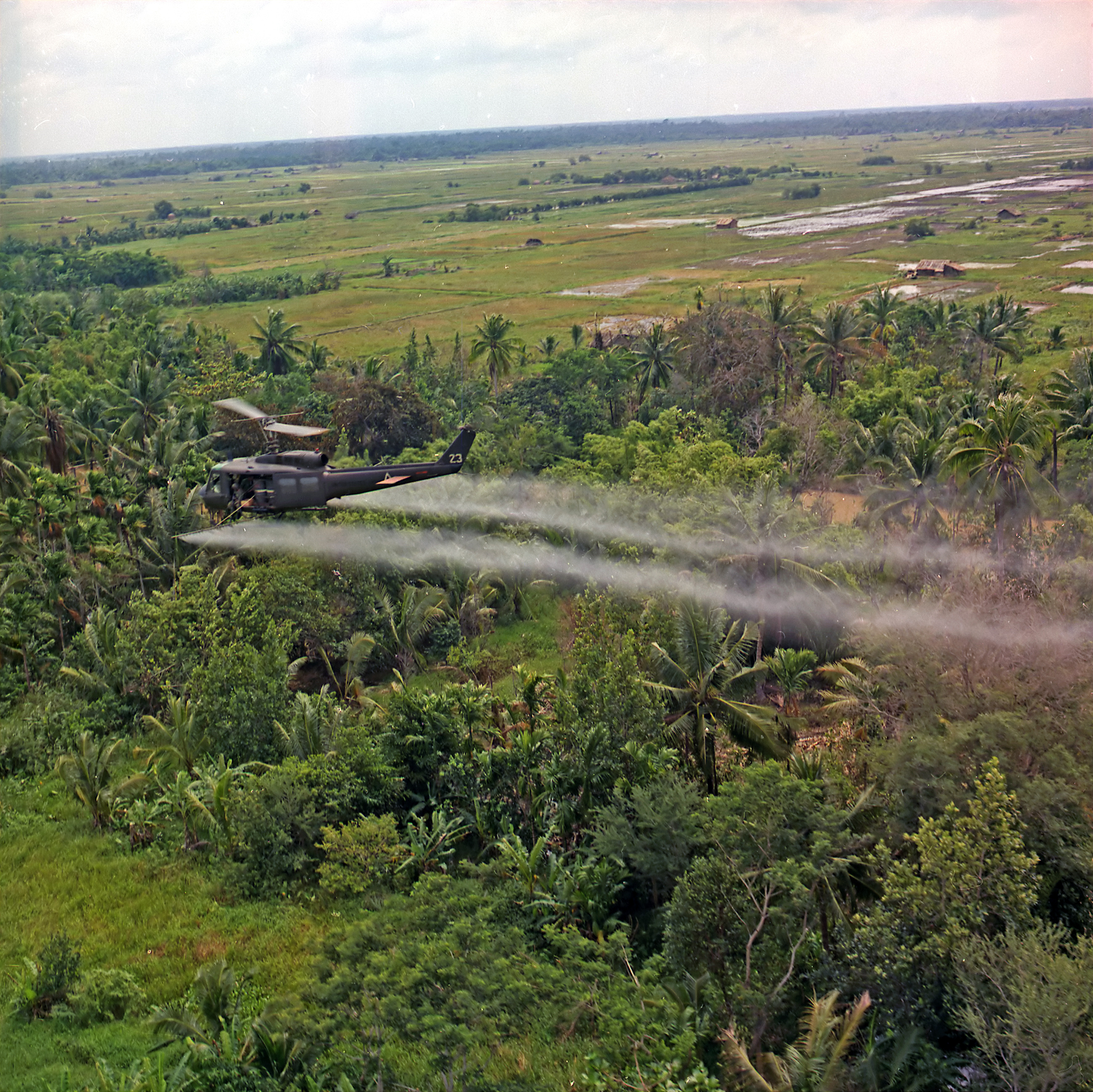
남베트남 메콩 강 삼각주 지역에서 고엽제를 살포하고 있는 미군 헬리콥터

1961년부터 1971년까지 베트남 농촌지역을 포함하여 인도차이나 반도 곳곳에서 사용된 고엽제는 밀림을 황폐하게 하였을 뿐만 아니라 먹이 사슬을 통한 독성 물질 전파로 생태계 역시 파괴하였고, 사람과 생물 모두가 질병과 선천적 기형으로 고통받게 하였다.
미군은 열대 우림 속에 적이 숨지 못하도록 하려고 고엽제를 사용하였다. 미군은 다우 케미컬과 몬산토의 지원을 받아 열대 우림을 파괴할 수 있는 강력한 제초제를 개발하였다. 무지개 제초제라고 불린 이들 제초제는 조성 물질에 따라 에이전트 핑크, 에이전트 그린, 에이전트 퍼플, 에이전트 블루, 에이전트 화이트, 에이전트 오렌지 등으로 불렸다. 특히, 에이전트 오렌지는 다이옥신을 포함된 매우 독성이 강한 제초제였다. 베트남 전쟁 기간 동안 베트남을 비롯한 캄보디아와 라오스 지역에 약 4,500만 리터의 에이전트 오렌지가 살포되었으며, 특히 메콩 강 삼각주 지역의 밀림을 파괴하기 위한 랜치 핸드 작전에 집중 투입되었다.
고엽제는 밀림 뿐만 아니라 논밭에도 살포되었다. 베트남 전쟁 기간 동안 살포된 고엽제의 양은 약 7,570만 리터고, 고엽제가 살포된 숲과 경작지의 면적은 24,000 여 km2로 이는 남베트남 전체 국토의 13%에 해당하였다. 1965년의 경우 고엽제 가운데 42%가 남베트남의 통제하에 있던 농촌의 경작지에 뿌려졌다.
2006년 베트남 정부는 다이옥신 중독에 의한 피해를 받은 사람의 수가 400만 명에 달한다고 발표하였다. 미국 정부는 베트남의 다이옥신 중독과 에이전트 오렌지 사이에 과학적 상관관계가 없다고 주장하였다. 2011년 당시 베트남의 일부 지역에는 여전히 국제 허용 기준보다 100배 이상 많은 다이옥신이 검출되고 있다.
베트남 전쟁에 미군측으로 참전하였던 미국과 대한민국 등의 병사들 역시 고엽제로 인한 전립선암, 폐암, 다발성 골수종, 2형 당뇨병, 림프종 등 각종 질병으로 고통받고 있다.

## 전쟁 범죄

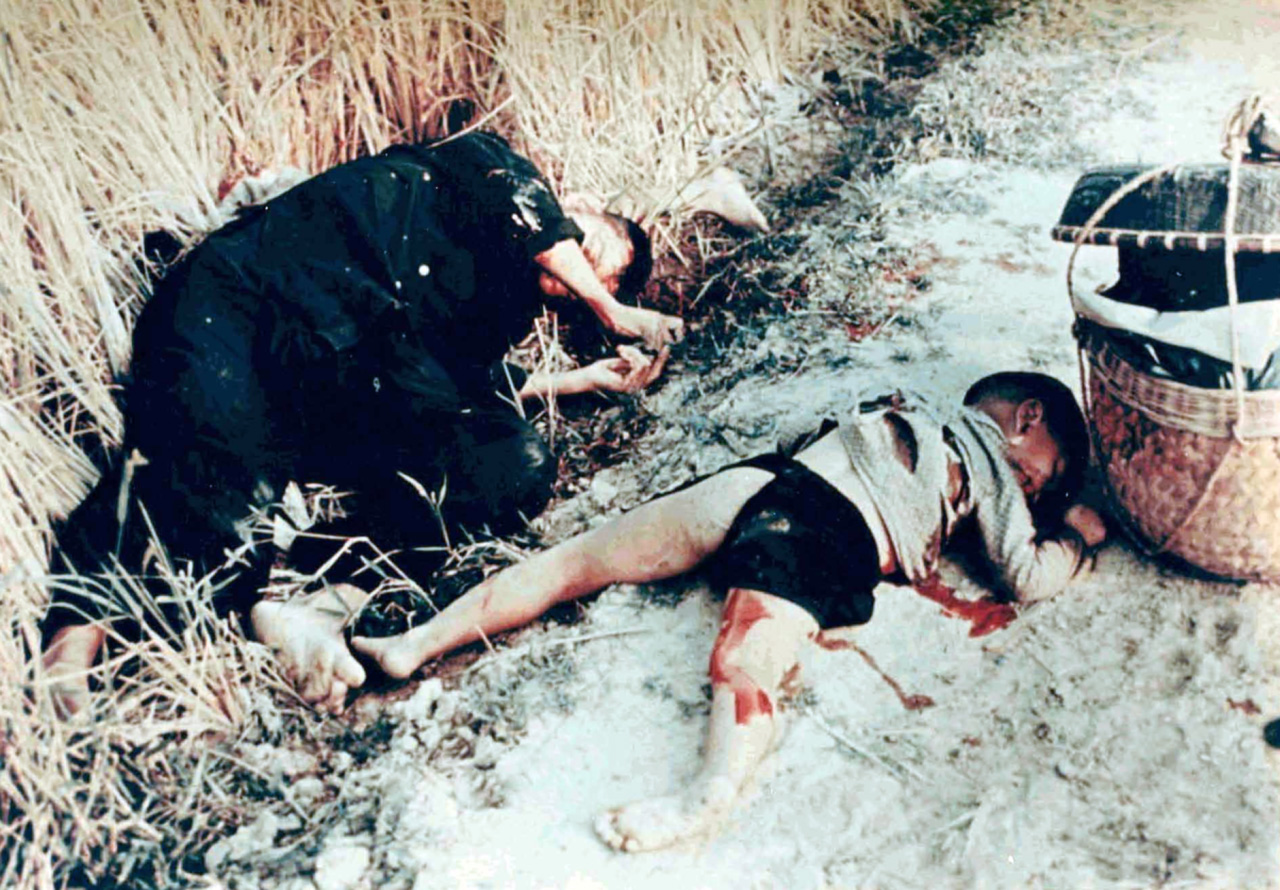
미라이 학살의 희생자

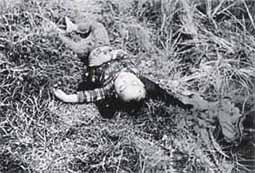
퐁니·퐁넛 학살에 희생된 어린이

주베트남 미군 사령관 웨스트모어랜드는 베트남 전쟁에서 수색 섬멸 작전을 기반으로한 소모전을 기본 전략으로 세웠다. 이를 위해 농촌 지역의 주민들은 전략촌으로 소개되었고, 전략촌 이외 지역의 모든 사람들은 사실상 남베트남 민족해방전선의 전투원으로 간주되었다. 이 과정에서 많은 사람들이 적절한 조사나 재판 없이 혐의를 받았다는 것만으로 사살되었다. 미국 중앙정보부는 피닉스 전략을 통해 1968년부터 1971년 중반까지 27,000 여명을 체포하여 20,000 여명을 처형하였다. 바던 오즈번은 다낭 시민의 2%를 베트콩 용의자로 색출하라는 명령을 받았고, 이를 고발하였다. 1971년 열린 미국 상원 청문회에서 오즈번은 다음과 같이 증언하였다.

- 리드 : 공산주의자로 의심이 가는 사람들을 구금한 후 심문은 어떻게 진행되었습니까?
- 오즈번: 심문과정에서 살아남은 구금자는 한 명도 없었습니다. 모두 죽었습니다.
- 리드: 심의나 재판 절차 없이 전원이 죽었단 말인가요?
- 오즈번: 베트콩에 협조했다는 아무런 합리적 근거 없이 전원이 처형되었습니다.

이 청문회에서 미국 중앙정보부의 작전 책임자 콜린은 “나는 누구 한 사람도 억울하게 처형되었다고 말할 수 없다. 피닉스 전략의 목적이나 효과는 우리에게 많은 도움이 되었다”고 증언하였다. 콜린은 2년 후 미국 중앙정보부의 총책임자가 되었다. 당시 사이공 정부의 추산에 따르면 피닉스 작전이 시작된 1968년 8월부터 1971년 중순에 으리기까지 그 진행과정에서 베트콩과 혐의가 있는 민간인 40,994명이 죽임을 당했다고 주장했다. 이들 희생자가 어떤 사람들이었는지는 전 CORDS(Civil Operations and Rural Development(sic) Support Program, 민간활동 및 농촌개발 지원계획) 책임자이며 그 후 CIA 국장을 역임했던 대학 교수인 윌리엄 E. 콜비(William E. Coby)는 의회의 한 위원회에서 “자신은 베트콩 하부조직에 대한 우리측 정보의 정확서에 대해 한번도 만족해 보지 못했다”고 말하면서, 피닉스 작전 과정에서 레이드 의원이 그에게 제시한 1,000명이라는 수치보다 훨씬 많은 숫자가 베트콩 하부조직으로 ‘잘못 확인되었을 것’이라고 시인했다. 따라서 이 작전으로 인해 20,000명 내지는 40,000명의 민간인이 학살당한 것으로 추산하고 있다.
베트남 전쟁 기간 동안 미군과 한국군은 민간인 학살을 일으키기도 하였다. 미라이 학살, 하미 마을 학살 사건, 퐁니·퐁넛 양민 학살 사건, 빈호아 학살 등이 알려져 있으며 이 외에도 작전지역 내에서 수많은 학살이 있었다.

### 미라이 학살
미라이 학살은 1968년 3월 16일 남베트남 미라이에서 발생한 미군에 의해 벌어진 민간인 대량 학살이다. 347명에서 504명으로 추정되는 희생자는 모두 비무장 민간인이었으며 상당수는 여성과 아동이었다. 더욱이 몇몇 희생자는 성폭행을 당하거나 고문을 당하기도 하였으며 시체 중 일부는 절단된 채로 발견되었다. 이 사건에는 미군 26명이 가담하였으나 입대한 지 4개월 2주밖에 되지 않은 윌리엄 켈리 소위만이 유죄 판결을 받았다.

### 퐁니·퐁넛 학살
퐁니·퐁넛 양민 학살 사건은 1968년 2월 12일 베트남 꽝남 성 디엔반 현 퐁니, 퐁넛 마을 주민들이 대한민국 해병대의 청룡 부대에 의해 학살당하여 70여 명이 죽은 전쟁범죄다. 이 사건은 2000년 '베트남전 민간인학살 진실위원회'가 진상조사를 벌이면서 사건의 전말이 밝혀지게되었다.
퐁니·퐁넛 학살 사건은 전략촌 지역에서 일어난 양민 학살이었기 때문에 베트남 내에서 사회적인 문제가 되었고, 미군 역시 진상 조사와 관련자 처벌을 요구하였지만 한국군 측은 학살이 없었다고 부인하였다. 또한 이에 대하여 나중에도 문제가 수 번 더 대두되기도 하였다.

### 후에 학살
후에 전투 도중 남베트남 해방전선측에 의해 자행된 학살 사건으로서 확인된 민간인 희생자 수만 4,062명에 달하는 베트남전 중의 전쟁 범죄 중 가장 규모가 큰 학살 사건이다.
흔히 자유진영의 전쟁 범죄만 주목받지만, 후에 학살 등 월맹측에서 일으킨 전쟁범죄들 역시 다수 있었으며, 전쟁 기간 동안 월맹측에서는 이를 자유진영측의 전쟁범죄라고 규정하는 프로파간다를 해왔다. 전후 베트남 사회주의 공화국 정부는 이것들을 부정하거나 침묵으로 대응했으며, 학살 등 전쟁범죄들에 대한 참전국들의 공동조사 요청에 미온적으로 대응하는 이유로 꼽힌다.
그러나 노엄 촘스키를 비롯한 미국의 일부 진보적인 학자에 의해 반론이 제시되기도 했다. 후에 전투 당시의 상황과 미국과 사이공 정부측에서 제시한 문서들이 과장되고 각색되었으며, 또한 미국과 사이공 정부측의 근거로 제시한 2,748명의 명단이 처형한 사람의 명단이 아니었다는 것이다. 그 명단에서 즉시 처형되야할 대상으로 선정된 것은 후에 시의 비밀경찰 간부들뿐이었으며, 그 밖의 명단은 정확히 말하자면 ‘재교육’시켜야 할 명단이었고, 이후에 등장한 3,000명 4,000명 많게는 6,000명이라는 수치가 지극히 부풀려 졌다는 것이다. 그리고 이는 정보와 맥락의 편향성에서도 문제가 있다고 주장했는데, 후에 전투 종결 이후 남베트남의 보복 학살과 전투 당시 미군의 폭격으로 도시 80%가 파괴한 점에 대해선 언급되지 않으며, 폭격으로 사망한 이들에 대해선 얘기를 하지 않는다는 점에서 의문을 제시하기도 했다.

## 전쟁의 여파와 후유증

### 동남아시아
1976년 7월 2일 남북 베트남은 베트남 사회주의 공화국으로 통일되었다.

공산주의에 의해 베트남이 통일된 후 100만 명에서 250만 명의 남베트남인들이 재교육 훈련소로 보내졌다.

재교육 훈련소에 수용된 사람들 가운데 약 165,000명이 죽었다.
대략 10만 명에서 20만명 사이의 남베트남인들이 처형되었다. 정치적 살인에 대한 연구자인 R.J. 럼멜은 《학살의 전략》에서 “신경제 구역”에 보내진 남베트남 사람들 가운데 약 5만 명이 고된 노역을 하다 죽었다고 기록하고 있다. 신경제 구역으로 보내진 사람들은 모두 약 100만 명에 달했다.
1975년 4월 17일 크메르 루즈로 널리 알려진 캄보디아 공산당이 캄보디아의 수도 프놈펜을 점령하였다. 폴 포트가 이끌었던 크메르 루주는 100만 명에서 300만 명에 달하는 캄보디아인을 살해하였다. 이 사건은 킬링 필드라는 이름으로 외부 세계에 알려졌다. 크메르 루즈는 마오쩌둥 주의를 표방하고 중화인민공화국의 지원을 받았다. 중소 관계가 악화되자 중국은 베트남에 소련과의 관계 단절을 요구하였고, 베트남이 이를 거부하자 국경문제를 구실로 제3차 인도차이나 전쟁을 일으켰다. 중국의 지원을 받던 크메르 루즈 역시 베트남을 향해 무력 충돌을 감행하였고, 베트남은 이에 대응해 베트남-캄보디아 전쟁을 일으켜 프놈펜을 점령하고 크메르 루즈를 해산시킨뒤 친베트남계 정권을 수립시켰다.
라오스에서는 1975년 공산주의 정치 조직인 파테트라오가 내전을 일으켜 국왕을 폐위시키고 라오스 인민민주주의공화국을 수립하였다. 이 과정에서 미국 중앙정보국의 지원을 받은 흐몽족 반군과 라오스 인민군 사이에 무력 충돌이 발생하였다. 이로 인해 1975년에서 1980년 사이 약 10만 명의 흐몽족이 사망하였다. 1975년부터 1996년까지 미국은 약 25만 명의 라오스 망명자들을 태국으로 보냈다. 이 가운데 약 13만 명은 흐몽족이었다.
베트남, 캄보디아, 라오스의 3백만여 명이 보트피플이 되어 해외로 도피를 시도하였다. 이 과정에서 사망한 베트남 보트피플은 10만여 명에서 50만여 명으로 추산된다. 대부분의 아시아 국가들은 보트피플을 받아들이지 않았다. 1975년부터 미국으로 망명한 베트남을 비롯한 동남아시아인은 약 140만명으로 추산되고 있다.

### 미국

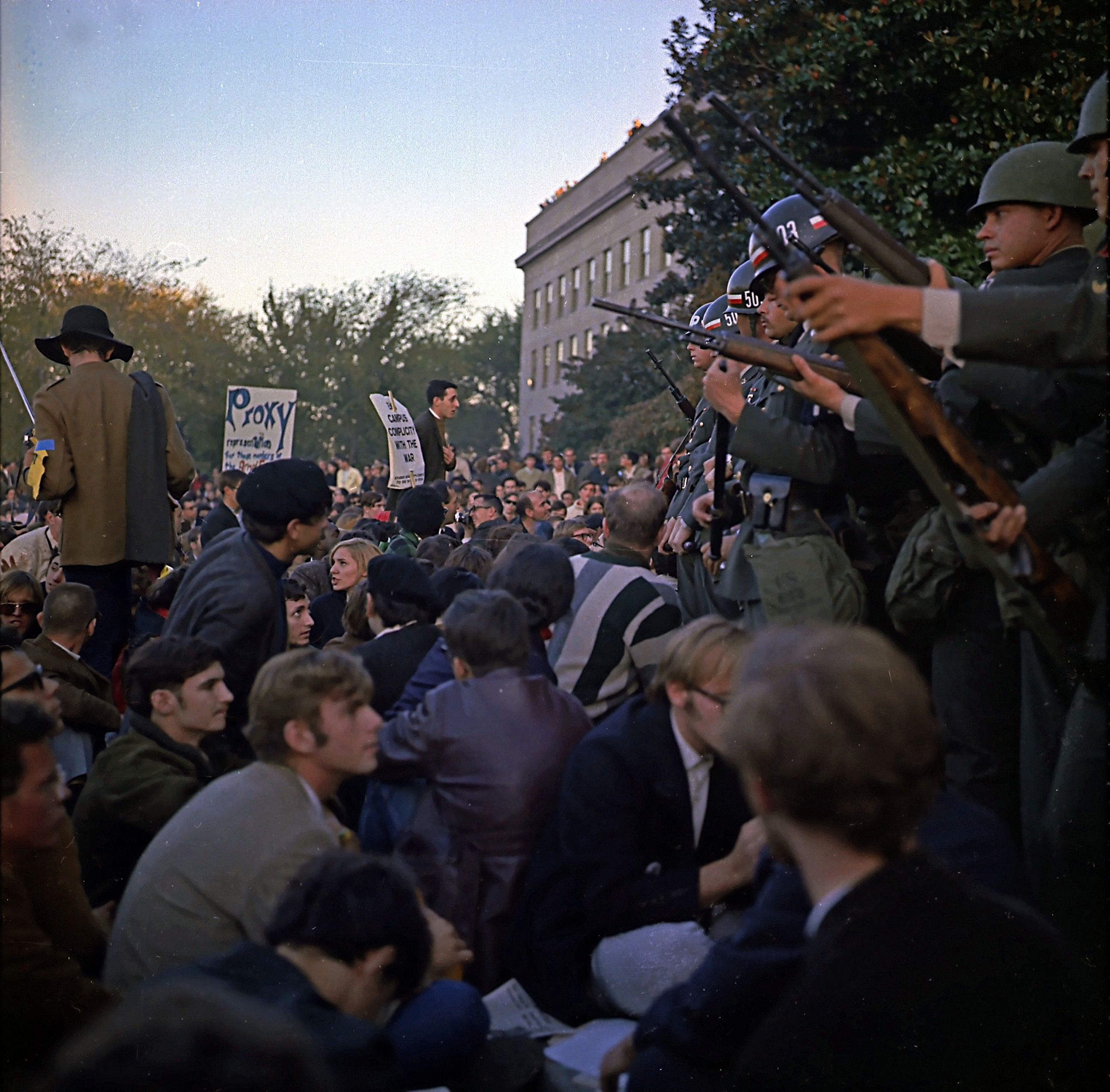
1967년 펜타곤 앞 반전시위

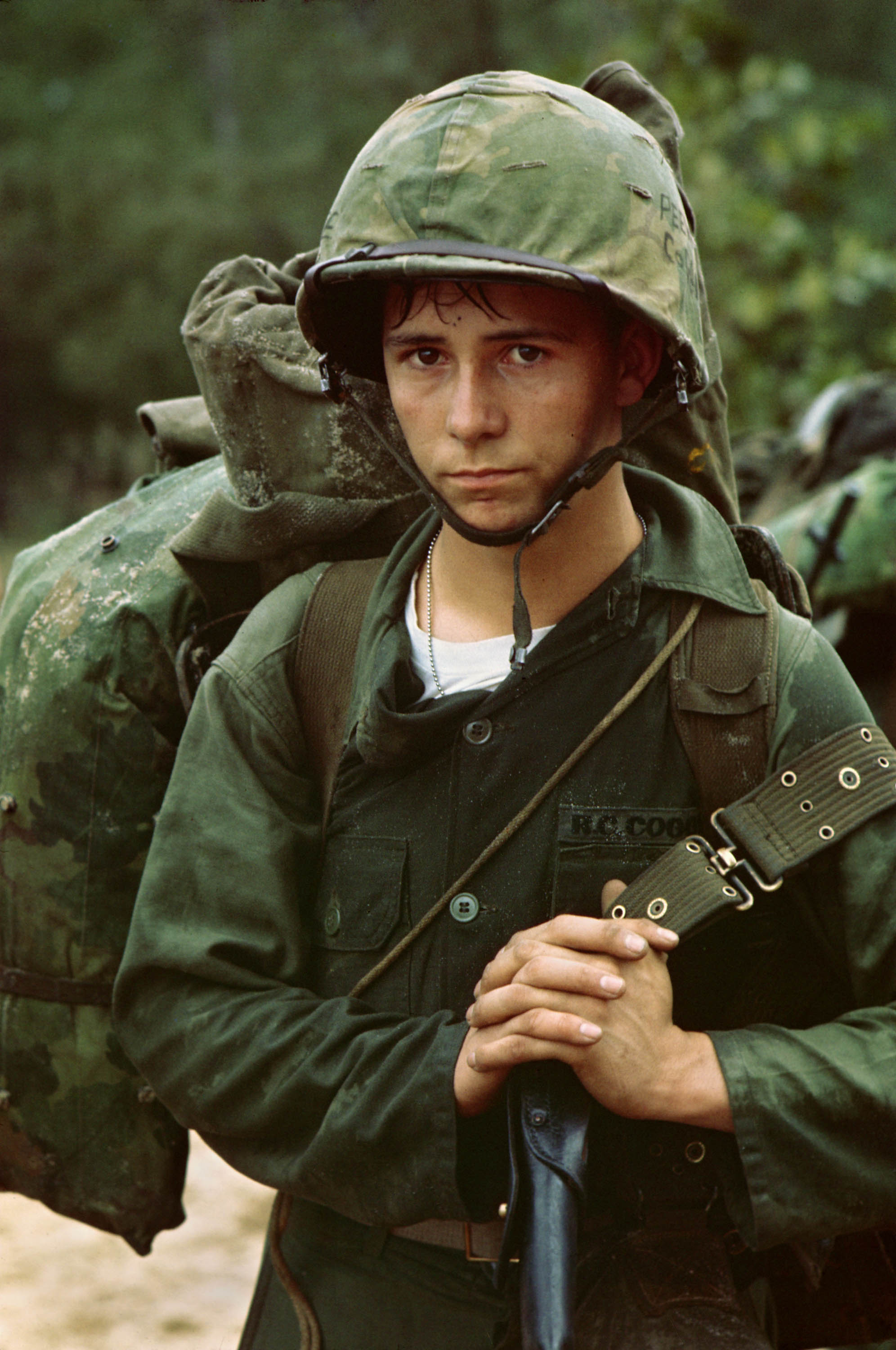
1965년 8월 3일 다낭에 상륙한 미국 해병대 병사

전후 미국에서는 군사개입의 교훈을 놓고 여러 의견들이 대립하였다. 미군의 개입 초기 주베트남대사이자 군사개입 입안자들 가운데 한 명이었던 멕스웰 테일러는 전쟁 후 “우선, 우리는 우리 스스로를 몰랐다. 우리는 또 하나의 한국 전쟁을 벌이러 간다고 생각하였지만, 베트남은 전혀 다른 나라였다. 두 번째로 우리는 동맹인 남베트남을 몰랐다. 그리고 우리는 북베트남에 대해서도 아는 게 없었다. 호찌민이 누구인지 제대로 아는 사람은 아무도 없었다. 따라서, 우리는 적에 대해서 그리고 우리의 동맹과 우리 스스로에 대해서 알 때까지 이런 더러운 일에 끼지 않았어야 하였다. 그건 너무나 위험한 것이었다.”고 기록하였다.
미국 육군의 공식 전쟁사에서는 “군사 전술은 종종 그보다 더 큰 전략적 문제들의 일부인 것처럼 보였다. 전술적 승리를 거두었다고 하더라도 전략적으로는 실패하였다. 베트남 전쟁에서는 독특한 역사와 정치, 문화 그리고 사회적 요인들이 늘 군사 작전에 영향을 주었다. 승리는 군사 작전으로만 획득할 수는 없는 것이었고 집단 사이의 갈등에 대한 분석, 적의 전략에 대한 이해, 동맹의 장단점에 대한 파악이 종합되어야 가능한 것이다. 베트남에서 고통스런 전쟁에서 육군은 새로운 겸손과 소양을 자신의 오랜 전통으로 남기게 되었다.”고 기록하고 있다.
미국 국무장관 헨리 키신저는 제럴드 포드 대통령에게 보낸 비밀 메모에서 “군사 전략의 조건을 살펴보았을 때, 우리의 군대는 이런 종류의 전쟁에 적합하지 않아 전쟁을 종결시키는데 도움이 되지 않습니다. 심지어 이런 상황에 맞춘 특수전 부대도 효과적이지 못합니다.”라고 의견을 밝혔다. 국방장관이었던 로버트 맥나마라 역시 “미군이 베트남에서 군사적 승리를 거두리라고 보는 것은 위험한 환상”이라고 언급하였다.
광범위한 폭격의 효용성도 의심의 대상이 되었다. 미국 육군 참모총장이었던 해럴드 케이스 존근은 “베트남에서 무슨 일이 자꾸 생긴다면, 공군이 제 할 일을 못했기 때문이다”고 하였다. 주베트남 미군 사령관이었던 윌리엄 웨스트모얼랜드 역시 폭격이 비효율적이라고 지적하였다. 웨스트모어랜드는 폭격으로 “북베트남이 약해졌는지 여전히 의문”이라고 하였다.
하노이를 집중 폭격하면 협상에서 유리한 위치를 차지하게 될 것이라는 미국의 예상은 잘못된 것이었다. 북베트남과 남베트남 민족해방전선은 이미 30년간 독립을 위해 싸워온 조직이었다. 그들은 프랑스를 물리치는 과정에서 공산주의자들과 민족주의자들이 단단한 연대를 형성하고 있었다. 호찌민은 “당신들이 우리를 열 명 죽이는 동안 우리가 당신들 한 명을 죽인다고 하여도, 결국 이기는 것은 우리고 지는 것은 당신들”이라고 말하였다.
베트남 전쟁으로 미국 육군의 교범에 대해서도 의문이 제기되었다. 미국 해병대의 빅터 H. 크루락 장군은 웨스트모어랜드의 소모전 전략을 “작은 승리를 얻으려 …… 미국인의 생명을 물쓰듯 한다.”고 강도 높게 비판하였고, 덧붙여 외국 군대의 훈련 능력도 문제라고 말하였다.
1965년부터 1975년까지 미국은 111억 달러(2008년 가치로 환산하면 686억 달러)를 전비로 사용하였고, 이 때문에 재정이 악화되었다.
3백만 명 이상의 미국인이 베트남 전쟁에 참전하였고, 그 가운데 150만 명이 직접 전투를 치렀다. 제임스 E. 웨스트헤더는 “미군 병력이 가장 많이 파병되어 있었던 1968년을 기준으로 하면 베트남에는 543,000명의 병사가 주둔해 있었다. 그러나, 그 가운데 전투 부대는 8만명에 불과하였다. 제2차 세계대전부터 시작된 미국의 징병제는 1973년에 끝났다.”고 쓰고 있다.
베트남 전쟁으로 58,220명의 미군이 전사하였고, 15만명 이상이 부상당하였으며, 그 가운데 21,000명은 장애를 갖게 되었다.
베트남 전쟁에 참전한 미군 병사의 평균 연령은 23.11 세였다. 데일 퀘터에 따르면 "전사자는 백인이 86.3%, 흑인이 12.5%, 그리고 기타 인종이었다."
미군 전사자 가운데 가장 어린 사람은 댄 벌록 상병이었는데, 그는 나이를 속이고 14세에 입대하여 15세에 전사하였다. 베트남 전쟁에 참전한 병사들 가운데 83만 명은 외상후 스트레스 장애로 고통을 받았다. 125,000여 명의 사람들이 징병을 거부하여 캐나다로 탈주하였고, 탈영병도 50,000여 명에 달했다.
1977년 미국 대통령 지미 카터는 베트남 전쟁 기간 중 병역을 기피한 모든 사람들을 조건없이 사면하였다.
베트남 전쟁의 패배 및 반전운동의 여파로 인해 미국은 베트남 전쟁이 끝나자 징병제를 폐지하고 모병제를 도입하여, 전 병력이 직업 공무원이 되었다. 이에 따라 병력 수급에 어려움을 겪을 것을 대비하여 비(非) 미국인을 대상으로 미군 입대와 동시에 미국 국적을 부여하는 MAVNI 제도를 도입했다.

### 외상후 스트레스 장애

철모에 귀국일을 적은 미군.

전투에 참여한 병사들은 전쟁 이후에도 오랫동안 정신적인 고통을 받았다. 미국의 경우 참전 자체가 사회적인 조롱거리로 변하자 병사들은 전쟁자체에 대한 회의감과 현실적인 전투의 위험에서 이중고를 겪었다. 해병으로 참전했던 바비 머독은 “살아서 돌아가는 것이 당면 목표”였다고 회고하였다. 닉슨 독트린 이후 미군의 완전 철수가 기정사실이 되자, 병사들 사이에는 “베트남에서 죽는 마지막 미군이 되지 말자”라는 말이 떠돌았다. 미군 병사들은 끊임 없이 벌어지는 게릴라전의 공포와 함께 수색 섬멸 작전에서 일어나는 민간인 희생에 대한 강한 거부감을 가졌고, 장교의 명령에 대한 불복종, 작전에 대한 불평이 끊이지 않았다. 장교를 살해하는 일도 빈번하였다. 1969년부터 1970년까지 미군 부대 내에서는 살해나 협박용까지 포함한 수류탄 사고가 790회나 발생하였고, 이로 인해 83명의 장교가 사망하였다. 베트남 전쟁에 참전하였던 미군 가운데 상당수는 사회 복귀에 어려움을 겪었다.
대한민국의 참전 군인 역시 같은 고통을 겪었다. 해병대로서 짜빈동에 주둔하였던 김용만씨는 무고한 양민을 죽였다는 괴로움이 평생을 따라다닌다고 회고하였다. 이름을 밝히기를 원치 않는 한국군 참전 군인은 자신이 신병 때 고참의 명령에 의해 양민을 죽인 뒤 성격이 변했다고 증언하기도 하였다. 그는 베트남 전쟁을 겪은 뒤 싸움이 일어나면 자신을 제어할 수가 없고 실제 ‘너를 죽이고 말겠다.’는 생각이 들어 스스로가 무섭다고 말하였다.

## 문화
| “ | 그리고 자, 하나 둘 셋, 뭘 위해 싸우나? 나에게 묻지마, 내가 그 망할 걸 준 게 아냐. 다음 정거장은 베트남이라네 | ” |
|   | — 더 “피쉬” 치어/아이-필-라이크-아임-픽신-투-다이 래그의 가사 중에서                                         |   |

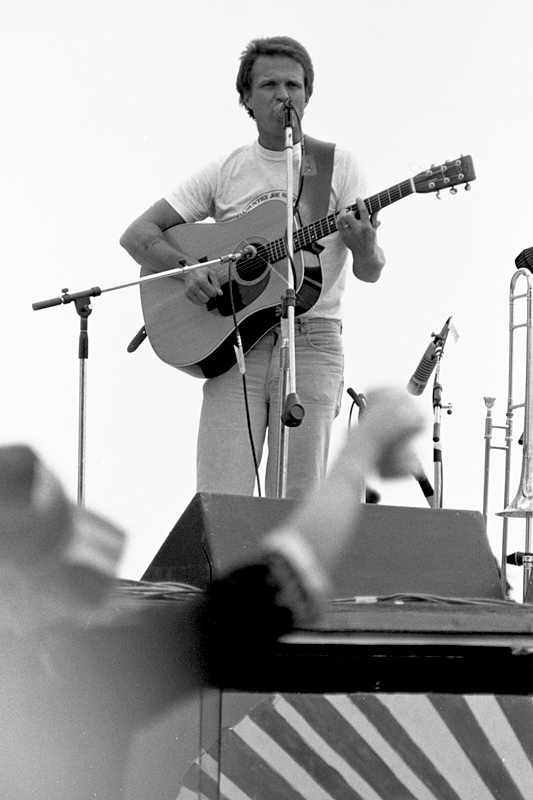
1979년 9월 우드스탁 공연에서 노래하는 컨트리 조 앤드 더 피쉬

베트남 전쟁은 텔레비전, 영화, 비디오 게임, 문학 등 여러 분야에서 수 없이 많이 다루어졌다. 또한 베트남 전쟁은 베트남과 미국의 음악가들에게도 영향을 주었다. 양 쪽 모두 반전 음악이 제작되었고 반공 또는 친공 음악도 만들어졌다.

### 음악
밴드 《컨트리 조 앤드 더 피쉬》는 1965년〈더 “피쉬” 치어/아이-필-라이크-아임-픽신-투-다이 래그〉(The "Fish" Cheer/I-Feel-Like-I'm-Fixin'-To-Die Rag)를 발표하였다. 이 노래는 미국 내 반전시위를 통해 널리 퍼졌다. 베트남의 작곡가 찐꼼선(Trịnh Công Sơn)은 1965년 중국의 천년 지배, 프랑스의 백년 지배를 지나 이제 같은 동포가 서로 총을 맞대고 싸우는 상황을 비판한 《어머니가 전하는 이야기》 (Gia tài của mẹ)를 발표하였다.
1969년 존 레넌과 오노 요코는 《평화에게 기회를 줘요》(Give Peace a Chance)를 발표하였다.
1969년 지미 헨드릭스는 우드스톡 페스티벌에서 The Star-Spangled Banner를 연주해 베트남 전쟁에 대한 반대를 표시하였다.

### 영화, 드라마
미국의 영화사들은 베트남 전쟁을 소재로 한 영화들을 만들었다. 그 가운데 대중에게 널리 알려진 것들로는 다음과 같은 것들이 있다.
| - 플래툰 - 지옥의 묵시록 - 포레스트 검프 - 람보 - 굿모닝 베트남 - 플래툰 리더 - 전쟁의 사상자들 - 전쟁과 사랑 - 최후의 출격 - 풀 메탈 자켓 - 트라이앵글(1989) - 버디 | - 참전용사 - 레스큐 던 - 위 워 솔져스 - 7월4일생 - 햄버거 힐 - 고잉 백 - 그린베레 - 디어 헌터 - 팬텀 솔져 - 킬링필드 - 7인의 특공대 - 워 버스 | - 하늘과 땅 - 배트 21 - 필사의 추적 - 지옥의 7인 - 머나먼 정글 - 하얀전쟁 - 님은 먼곳에 - 알 포인트 - 머나먼 쏭바강 - 전쟁과 사랑 - 국제시장 - 포레스트 검프 |

### 기타
- 대한민국의 소설가 황석영은 대한민국의 베트남 참전을 반성적으로 성찰한 소설 《무기의 그늘》을 발표하였다.[301]

- 클로드 미셀 숀버그가 작곡하고, 니콜라스 아리트너가 연출한 《미스 사이공》은 푸치니의 오페라 《나비부인》을 각색하여 배경을 베트남 전쟁 당시 사이공으로 바꾼 뮤지컬이다.[302] 이 뮤지컬은 엄청난 제작비를 들여 무대 위에 실제 헬리콥터, 베트남 전을 상징하는 소총부대, 거대한 호치민 흉상 등장시켰다. 하지만, 아시아계 여성들을 성적인 노리개 감으로 표현했다는 비판을 받기도 하였다.[303]

- 미국은 이 전쟁이 원인이 되어 징병제를 폐지하고 병역을 모병제로 변경했다. 국내에서 잦은 반전시위와 더불어 즉석에서 뽑은 무능한 장교와 그 장교들을 프래깅하는 병사들로 인해 골치를 썩이던 미군은 자질이 부족한 인원으로 인한 문제점을 베트남 전쟁으로 뼈저리게 느꼈고 그로 인해 부적격 인원이 군대로 유입되는 것을 막기 위해 징병제를 폐지했다.
- 그 남자의 하루는 48시간에서 베트남전 참전 휴유증을 언급했다. 이 휴유증으로 한평생 술에 의존하셨다고 한다.

## 같이 보기
- 베트남의 역사
- 꾸찌 터널
- 미라이 학살
- 하미 마을 학살 사건
- 퐁니·퐁넛 양민 학살 사건
- 빈호아 학살
- 구정 공세
- 호치민
- 보응우옌잡

### 주해
1. ↑  On 8 March 1965 the first American combat troops the, Third Marine Regiment, Third Marine Division, began landing in Vietnam to protect the Da Nang airport.[194][195]

### 참조주
1. ↑  S. Goldstein (2000). “The United States and the Republic of China, 1949–1978: Suspicious Allies” (PDF). Freeman Spogli Institute for International Studies, Stanford University. 2006년 2월 17일에 원본 문서 (PDF)에서 보존된 문서.
2. 1 2 3 4  Moïse 1996, 3–4쪽.
3. 1 2  “ALLIES OF THE REPUBLIC OF VIETNAM”. 2011년 9월 24일에 확인함.
4. ↑  Weil, Thomas E. et. al. Area Handbook for Brazil (1975), p. 293
5. ↑  “Chapter Three: 1957-1969 Early Relations between Malaysia and Vietnam” (PDF). 말라야 대학교 Student Repository. 72쪽. 2015년 10월 17일에 확인함.
6. ↑  “Tunku Abdul Rahman Putra Al-Haj (Profiles of Malaysia’s Foreign Ministers)” (PDF). Institute of Diplomacy and Foreign Relations (IDFR), 말레이시아 외교부. 2008. 31쪽. ISBN 978-983-2220-26-8. 2015년 10월 17일에 확인함. The Tunku had been personally responsible for Malaya’s partisan support of the South Vietnamese regime in its fight against the Vietcong and, in reply to a Parliamentary question on 6 February 1962, he had listed all the used weapons and equipment of the Royal Malaya Police given to Saigon. These included a total of 45,707 single-barrel shotguns, 611 armoured cars and smaller numbers of carbines and pistols. Writing in 1975, he revealed that “we had clandestinely been giving ‘aid’ to Vietnam since early 1958. Published American archival sources now reveal that the actual Malaysian contributions to the war effort in Vietnam included the following: “over 5,000 Vietnamese officers trained in Malaysia; training of 150 U.S. soldiers in handling Tracker Dogs; a rather impressive list of military equipment and weapons given to Viet-Nam after the end of the Malaysian insurgency (for example, 641 armored personnel carriers, 56,000 shotguns); and a creditable amount of civil assistance (transportation equipment, cholera vaccine, and flood relief)”. It is undeniable that the Government’s policy of supporting the South Vietnamese regime with arms, equipment and training was regarded by some quarters, especially the Opposition parties, as a form of interfering in the internal affairs of that country and the Tunku’s valiant efforts to defend it were not convincing enough, from a purely foreign policy standpoint.
7. ↑  The Cuban Military Under Castro, 1989. Page 76
8. ↑  Cuba in the World, 1979. Page 66
9. ↑  “Cesky a slovensky svet”. Svet.czsk.net. 2014년 2월 24일에 확인함.
10. ↑  “Bilaterální vztahy České republiky a Vietnamské socialistické republiky | Mezinárodní vztahy | e-Polis – Internetový politologický časopis”. E-polis.cz. 2014년 2월 24일에 확인함.
11. ↑  http://www.historycy.org/index.php?showtopic=36539&st=15 Polish military advisers in North Vietnam(in Polish)
12. 1 2  “보관된 사본” (PDF). 2016년 10월 19일에 원본 문서 (PDF)에서 보존된 문서. 2016년 9월 28일에 확인함.
13. ↑  Crump 2015, 183쪽
14. ↑  “Foreign Affairs in the 1960s and 1970s”. Library of Congress. 1992. Throughout the 1960s and 1970s, Bulgaria gave official military support to many national liberation causes, most notably in the Democratic Republic of Vietnam, (North Vietnam)…
15. ↑  “Project MUSE - Sailing in the Shadow of the Vietnam War: The GDR Government and the "Vietnam Bonus" of the Early 1970s” (PDF).
16. ↑  Le Gro, p. 28.
17. ↑  “Vietnam War : US Troop Strength”. Historycentral.com. 2010년 11월 25일에 원본 문서에서 보존된 문서. 2009년 10월 17일에 확인함.
18. ↑  “Facts about the Vietnam Veterans Memorial Collection”. nps.gov.
19. 1 2  《The A to Z of the Vietnam War》. The Scarecrow Press. 2005. ISBN 9781461719038.
20. ↑  Vietnam War After Action Reports, BACM Research, 2009, page 430
21. ↑  “China admits 320,000 troops fought in Vietnam”. 《Toledo Blade》. Reuters. 1989년 5월 16일. 2013년 12월 24일에 확인함.
22. ↑  Roy, Denny (1998). 《China's Foreign Relations》. Rowman & Littlefield. 27쪽. ISBN 978-0847690138.
23. 1 2  《China and Vietnam》.
24. ↑  Pham Thi Thu Thuy (2013년 8월 1일). “The colorful history of North Korea-Vietnam relations”. NK News. 2016년 10월 3일에 확인함.
25. 1 2  Charles Hirschman et al., "Vietnamese Casualties During the American War: A New Estimate," Population and Development Review, December 1995.
26. 1 2 3 4  Lewy 1978, 450–3쪽.
27. ↑  Thayer 1985, chap. 12.
28. 1 2  Aaron Ulrich (editor); Edward FeuerHerd (producer and director) (2005 & 2006). 《Heart of Darkness: The Vietnam War Chronicles 1945–1975》 (Box set, Color, Dolby, DVD-Video, Full Screen, NTSC, Dolby, Vision Software) (Documentary). Koch Vision.  321 minutes에 발생. ISBN 1-4172-2920-9.
29. ↑  Rummel, R.J (1997), “Table 6.1A. Vietnam Democide : Estimates, Sources, and Calculations,” (GIF), 《Freedom, Democracy, Peace; Power, Democide, and War, University of Hawaii System》
30. 1 2  Tucker, Spencer E. The Encyclopedia of the Vietnam War: A Political, Social, and Military History ABC-CLIO. ISBN 1-85109-961-1
31. ↑  Vietnam Veterans Memorial Fund (2016년 5월 2일). “Memorial Day ceremony at The Wall to commemorate eight additions to The Wall and honor all members of America's Armed Forces who have made the ultimate sacrifice” (보도 자료). PR Newswire.
32. ↑  America's Wars (PDF) (보고서). Department of Veterans Affairs. May 2010. 2014년 1월 24일에 원본 문서 (PDF)에서 보존된 문서. 2017년 1월 20일에 확인함.
33. ↑  Anne Leland; Mari–Jana "M-J" Oboroceanu (2010년 2월 26일). American War and Military Operations: Casualties: Lists and Statistics (PDF) (보고서). Congressional Research Service.
34. ↑  Lawrence 2009, 65, 107, 154, 217쪽
35. ↑  Kueter, Dale. Vietnam Sons: For Some, the War Never Ended. AuthorHouse (21 March 2007). ISBN 978-1425969318
36. ↑  “월남전 참전자회 총회 및 전우의 밤”. 《중앙일보》. 2021년 11월 22일.
37. ↑  “Australian casualties in the Vietnam War, 1962–72 | Australian War Memorial”. Awm.gov.au. 2013년 5월 16일에 원본 문서에서 보존된 문서. 2013년 6월 29일에 확인함.
38. ↑  The Encyclopedia of the Vietnam War: A Political, Social, and Military History
 By Spencer C. Tucker "https://books.google.com/?id=qh5lffww-KsC"
39. ↑  “Overview of the war in Vietnam | VietnamWar.govt.nz, New Zealand and the Vietnam War”. Vietnamwar.govt.nz. 1965년 7월 16일. 2013년 7월 26일에 원본 문서에서 보존된 문서. 2013년 6월 29일에 확인함.
40. ↑  “Chapter III: The Philippines”. History.army.mil. 2013년 10월 29일에 원본 문서에서 보존된 문서. 2014년 2월 24일에 확인함.
41. ↑  “Asian Allies in Vietnam” (PDF). Embassy of South Vietnam. March 1970. 2015년 10월 18일에 확인함.
42. ↑  “America Wasn’t the Only Foreign Power in the Vietnam War”. 2017년 6월 10일에 확인함.
43. ↑  Associated Press, 3 April 1995, "Vietnam Says 1.1 Million Died Fighting For North."
44. ↑  Soames, John. A History of the World, Routledge, 2005.
45. ↑  “North Korea fought in Vietnam War”. BBC News. 2000년 3월 31일. 2015년 10월 18일에 확인함.
46. ↑  Shenon, Philip (1995년 4월 23일). “20 Years After Victory, Vietnamese Communists Ponder How to Celebrate”. 《The New York Times》. 2011년 2월 24일에 확인함. The Vietnamese government officially claimed a rough estimate of 2 million civilian deaths, but it did not divide these deaths between those of North and South Vietnam.
47. ↑  “fifty years of violent war deaths: data analysis from the world health survey program: BMJ”. 2008년 4월 23일. 2013년 1월 5일에 확인함.
48. ↑  Obermeyer, Murray & Gakidou 2008.
49. 1 2  Heuveline, Patrick (2001). "The Demographic Analysis of Mortality in Cambodia." In Forced Migration and Mortality, eds. Holly E. Reed and Charles B. Keely. Washington, D.C.: National Academy Press. Heuveline suggests that a range of 1.17-3.42 million people were killed.
50. 1 2  Banister, Judith, and Paige Johnson (1993). "After the Nightmare: The Population of Cambodia." In Genocide and Democracy in Cambodia: The Khmer Rouge, the United Nations and the International Community, ed. Ben Kiernan. New Haven, Conn.: Yale University Southeast Asia Studies.
51. ↑  Sliwinski estimates 240,000 wartime deaths, of which 40,000 were caused by U.S. bombing. (Sliwinski 1995, 48쪽). He characterizes other estimates ranging from 600,000–700,000 as "the most extreme evaluations" (p. 42).
52. ↑  베트남 전쟁의 개전과 확전의 시점에 대해서는 여러 가지 이견이 있지만, 여기서는 1998년 미국 국방부의 공식 전쟁 기록을 사용한다. 미국 국방부는 1955년 11월 1일 "베트남 무력 충돌"이 일어났다고 기록하고 있다. - Lawrence 2009, 20쪽
53. ↑  Jeffrey Race, The Origins of the second indochina war 보관됨 2006-05-03 - 웨이백 머신
54. ↑  The Vietnam War or Second Indochina War, prlog.org
55. ↑  송정남, 《베트남 역사 읽기》, 한국외국어대학교출판부, 2010년, ISBN 978-89-7464-597-7, 315-320쪽
56. ↑  Chapuis, Oscar (2000), 《The Last Emperors of Vietnam: From Tu Duc to Bao Dai》 Greenwood Publishing Group ISBN 0-313-31170-6
57. 1 2 3  양승윤, 《동남아와 아세안》, 한국외국어대학교출판부, 1998년(수정증보판), ISBN 89-7464-096-1, 215쪽
58. ↑  Nguyen, Thanh Thi (1992). The French conquest of Cochinchina, 1858–1862. Ann Arbor, Michigan: University Microfilms International, pp. 432-434
59. ↑  한국정신대문제대책협의회, 《일본군 위안부 문제의 진상》, 역사비평사, 1997년, ISBN 89-7696-230-3, 147-178쪽. - 1939년 중일 전쟁 작전의 일환으로 베트남에 군대를 보내기 시작한 일본군은 1941년 7월 베트남에 육군 제25군을 주둔시켜 점령지로 삼기 시작하였다. 이로 인해 일본의 의도를 간파한 미국은 자국내 일본 자산을 동결하였고, 결국 일본의 기습 공격으로 태평양 전쟁이 벌어지게 된다.
60. ↑  장덕환, 《신동북아질서의제문제》, 법영사, 2004년, ISBN 89-7032-185-3 , 236쪽
61. ↑  마이클 매클리어, 유경찬 역, 《베트남: 10,000일의 전쟁》, 을유문화사, 2002년, ISBN 89-324-6081-7, 41쪽
62. ↑  마이클 매클리어, 유경찬 역, 《베트남: 10,000일의 전쟁》, 을유문화사, 2002년, ISBN 89-324-6081-7, 43쪽
63. 1 2  문정인, 《남북한 정치갈등과 통일》, 오름, 2002년, ISBN 89-7778-154-X, 253-254쪽
64. ↑  김흥식, 《세상의 모든 지식》, 서해문집, 2012년, ISBN 89-7483-317-4, 76-81쪽
65. ↑  Indochina - Midway in the Geneva Conference: Address by the Secretary of State, May 7,1954, The Avalon Project, Yale Law School
66. 1 2  Edelgard Elsbeth Mahant; Graeme S. Mount (1999). 《Invisible and inaudible in Washington: American policies toward Canada》. UBC Press. 50쪽. ISBN 978-0-7748-0703-6.
67. ↑  임영태, 《인류이야기 현대편 2》, 아이필드, 2004년, ISBN 89-89938-53-8, 176쪽
68. ↑  김기태, 〈베트남의 분열과 통일〉, 《역사상의 분열과 재통일》, 일조각, 1997년, ISBN 89-337-0033-1
69. ↑  이영희, 《전환시대의 논리》, 창작과비평사, 2006년(초판 1974년), ISBN 89-364-1004-0, 417쪽
70. ↑  McNamara Argument Without End pp. 200–201.
71. ↑  마이클 매클리어, 유경찬 역, 《베트남: 10,000일의 전쟁》, 을유문화사, 2002년, ISBN 89-324-6081-7, 111쪽
72. ↑  “The Pentagon Papers Gravel Edition Volume 1, Chapter 5, "Origins of the Insurgency in South Vietnam, 1954–1960"”. Mtholyoke.edu. 2017년 10월 19일에 원본 문서에서 보존된 문서. 2011년 10월 31일에 확인함.
73. ↑  Anatomy of a War by Gabriel Kolko, ISBN 1-56584-218-9, p. 89.
74. 1 2 3 4 5 6 7  Origins of the Insurgency in South Vietnam, 1954–1960 보관됨 2017-10-19 - 웨이백 머신, The Pentagon Papers (Gravel Edition), Volume 1, Chapter 5, (Boston: Beacon Press, 1971), Section 3, pp. 314–346; International Relations Department, Mount Holyoke College.
75. 1 2  Karnow 1991, 230쪽
76. ↑  마이클 매클리어, 유경찬 역, 《베트남: 10,000일의 전쟁》, 을유문화사, 2002년, ISBN 89-324-6081-7, 108쪽
77. 1 2  McNamara, Argument Without End pp. 377–79.
78. ↑  아브로 맨하탄<<바티칸 대학살>>
79. ↑  Khong, Yuen Foong, Analogies at War: Korea, Munich, Dien Bien Phu, and the Vietnam Decisions of 1965, Princeton University Press (1992), illustrated edition, ISBN 0-691-02535-5, p. 237
80. ↑  Excerpts from Law 10/59, 6 May 1959 보관됨 2008-07-23 - 웨이백 머신.
81. 1 2  송정남, 《베트남 역사 읽기》, 한국외국어대학교출판부, 2010년, ISBN 978-89-7464-597-7, 489쪽
82. ↑  마이클 매클리어, 유경찬 역, 《베트남: 10,000일의 전쟁》, 을유문화사, 2002년, ISBN 89-324-6081-7, 114쪽
83. ↑  James Olson and Randy Roberts, Where the Domino Fell: America and Vietnam, 1945–1990, p. 67 (New York: St. Martin's Press, 1991).
84. 1 2 3  Ang, Cheng Guan (2002). 《The Vietnam War from the Other Side》. RoutledgeCurzon. 58쪽. ISBN 0-7007-1615-7.
85. ↑  Olson, James; Randy Roberts (1991). “Where the Domino Fell: America and Vietnam, 1945–1990”. New York: St. Martin’s Press: 67.  This decision was made at the 11th Plenary Session of the Lao Động Central Committee.
86. ↑  윌리엄 J. 듀이커, 정영목 역, 《호치민 평전》, 푸른숲, 2003년, ISBN 89-7184-375-6, 754-747쪽
87. ↑  “The History Place — Vietnam War 1945–1960”. 2008년 6월 11일에 확인함.
88. ↑  Victory in Vietnam, p. xi.
89. ↑  Prados, John, (2006) "The Road South: The Ho Chi Minh Trail", Rolling Thunder in a Gentle Land, editor By Andrew A. Wiest, Osprey Publishing, ISBN 1-84603-020-X.
90. ↑  The Economist, 26 February 1983.
91. ↑  Washington Post, 23 April 1985.
92. ↑  Karnow 1991, 264쪽
93. ↑  The Avalon Project at Yale Law School. Inaugural Address of John F. Kennedy.
94. ↑  Karnow 1991, 265쪽 – suggested that "Kennedy sidestepped Laos, whose rugged terrain was no battleground for American soldiers."
95. ↑  The case of John F. Kennedy and Vietnam Presidential Studies Quarterly 보관됨 2018-02-10 - 웨이백 머신.
96. ↑  Mann, Robert. A Grand Delusion, Basic Books, 2002.
97. ↑  송정남, 《베트남 역사 읽기》, 한국외국어대학교출판부, 2010년, ISBN 978-89-7464-597-7, 491쪽
98. ↑  U.S. Department of Defense, U.S.-Vietnam Relations, vol. 3, pp. 1–2.
99. ↑  Karnow 1991, 267쪽
100. ↑  John Kenneth Galbraith. "Memorandum to President Kennedy from John Kenneth Galbraith on Vietnam, 4 April 1962." The Pentagon Papers. Gravel. ed. Boston, Massachusetts Beacon Press, 1971, vol. 2. pp. 669–671.
101. ↑  “Vietnam War”. Swarthmore College Peace Collection. 2016년 8월 3일에 원본 문서에서 보존된 문서. 2012년 12월 8일에 확인함.
102. 1 2  International Agreement on the Neutrality of Laos.
103. ↑  Neil Sheehan (1989) A Bright Shining Lie: John Paul Vann and America in Vietnam. New York, Vintage: 201–66.
104. ↑  Live interview by John Bartlow Martin. Was Kennedy Planning to Pull out of Vietnam? New York, New York. John F. Kennedy Library, 1964, Tape V, Reel 1.
105. ↑  Langguth, A. J. (2000). Our Vietnam: the war, 1954–1975. New York City, New York: Simon & Schuster. ISBN 0-684-81202-9. p.216
106. ↑  Karnow 1991, 326쪽
107. ↑  Karnow 1991, 327쪽
108. ↑  McNamara Argument Without End p. 328.
109. 1 2  Demma, Vincent H. "The U.S. Army in Vietnam." American Military History (1989) the official history of the United States Army. Available online.
110. ↑  Douglas Blaufarb. The Counterinsurgency Era. New York, New York. Free Press, 1977, p. 119.
111. ↑  George C. Herring. America's Longest War: The United States and Vietnam, 1950–1975. Boston, Massachusetts McGraw Hill, 1986, p. 103.
112. ↑  Foreign Relation of the United States, Vietnam, 1961–1963. Washington, D.C. Government Printing Office, 1991, vol. 4., p. 707.
113. ↑  U.S. Special Forces: A Guide to America's Special Operations Units : the World's Most Elite Fighting Force, By Samuel A. Southworth, Stephen Tanner, Published by Da Capo Press, 2002, ISBN 978-0-306-81165-4.
114. ↑  Shooting at the Moon by Roger Warner – The history of CIA/IAD'S 15-year involvement in conducting the secret war in Laos, 1960–1975, and the career of CIA PMCO (paramilitary case officer) Bill Lair.
115. ↑  Karnow 1991, 336–339쪽 – Johnson viewed many members whom he inherited from Kennedy's cabinet with distrust because he had never penetrated their circle early in Kennedy's presidency; to Johnson's mind, such as W. Averell Harriman and Dean Acheson spoke a different language.
116. ↑  Shortly after the assassination of Kennedy, when McGeorge Bundy called LBJ on the phone, LBJ responded: "Goddammit, Bundy. I've told you that when I want you I'll call you." Brian VanDeMark, Into the Quagmire (New York: Oxford University Press, 1995), 13.
117. ↑  Vietnam: A History (New York: Penguin books, 1983), p. 339. Before a small group, including Henry Cabot Lodge, Jr., the new president also said, "We should stop playing cops and robbers [a reference to Diem's failed leadership] and get back to... winning the war... tell the generals in Saigon that Lyndon Johnson intends to stand by our word...[to] win the contest against the externally directed and supported Communist conspiracy."
118. ↑  Karnow 1991, 339쪽 – talking about the Mekong Delta, that, "At a place called Hoa Phu, for example, the strategic hamlet built during the previous summer now looked like it had been hit by a hurricane.... Speaking through an interpreter, a local guard explained to me that a handful of Vietcong agents had entered the hamlet one night and told the peasants to tear it down and return to their native villages. The peasants complied without question."
119. ↑  NSAM 273   (26 November 1963) 보관됨 2014-12-12 - 웨이백 머신.
120. ↑  “NSAM 273: South Vietnam”. 2016년 8월 3일에 원본 문서에서 보존된 문서. 2011년 6월 23일에 확인함.
121. ↑  National Security Action Memorandum NSAM 263   (11 October 1963) 보관됨 2016-08-03 - 웨이백 머신.
122. ↑  Karnow 1991, 340쪽 – who quote Minh as enjoying playing tennis more than bureaucratic work.
123. ↑  Karnow 1991, 341쪽
124. ↑  Osborn 2002, 84–85쪽
125. ↑  Gerdes (ed.) Examining Issues Through Political Cartoons: The Vietnam War p. 26.
126. ↑  Moise, Edwin E. (1996). 《Tonkin Gulf and the Escalation of the Vietnam War》. The University of North Carolina Press. 78쪽. ISBN 0-8078-2300-7.
127. 1 2  Healy 2009, 91쪽.
128. ↑  Palmer, Dave Richard (1978). 《Summons of the Trumpet: U.S.-Vietnam in Perspective》. Presidio Press. 882쪽. ISBN 0-89141-550-5.
129. ↑  Shane, Scott (2005년 10월 31일). “Vietnam Study, Casting Doubts, Remains Secret”. 《The New York Times》. 2010년 4월 27일에 확인함.
130. ↑  Gerdes (ed.) Examining Issues Through Political Cartoons: The Vietnam War p. 25.
131. ↑  George C. Herring, America's longest war: the United States and Vietnam 1950–1975 (New York: Wiley, 1979), 121.
132. 1 2  The United States in Vietnam: An analysis in depth of the history of America's involvement in Vietnam by George McTurnan Kahin and John W. Lewis, Delta Books, 1967.
133. ↑  Simon, Dennis M. (August 2002). “The War in Vietnam,1965–1968”. 2009년 4월 26일에 원본 문서에서 보존된 문서. 2009년 5월 7일에 확인함.
134. ↑  Nalty 1998, pp. 97, 261.
135. ↑  Earl L. Tilford, Setup: What the Air Force did in Vietnam and Why. Maxwell Air Force Base AL: Air University Press, 1991, p. 89.
136. ↑  Karnow 1991, 468쪽
137. ↑  조엘 안드레아스, 평화네트워크 역, 《전쟁중독, 미국이 군사주의를 버리지 못하는 진정한 이유》, <gwmw class="ginger-module-highlighter-mistake-type-1" id="gwmw-15542686238134969158757">창해, ISBN 89-7919-427-7</gwmw>ISBN 89-7919-427-7, 24쪽
138. 1 2  Courtwright 2005, 210쪽
139. ↑  Gen. Curtis E LeMay.
140. ↑  “Generations Divide Over Military Action in Iraq”. Pew Research Center. 2002년 10월.  {archived from (http://people-press.org/commentary/?analysisid=57 the original) on 2 February 2008}.
141. ↑  Ho Chi Minh. Letter to Martin Niemoeller. December 1966. quoted in Marilyn B. Youn<gwmw class="ginger-module-highlighter-mistake-type-1" id="gwmw-15542686292891715935992">g. The V</gwmw>ietnam Wars: 1945–1990. New York, New York. Harper, 1991, p. 172.
142. ↑  McNamara, Argument Without End p. 48.
143. ↑  The Pentagon Papers (Beacon Press, 1971), vol. 1, p52.
144. 1 2 3  McNamara, Argument Without End pp. 349–51.
145. ↑  Mark Moyar (2006). 《Triumph forsaken: the Vietnam War, 1954–1965》. Cambridge University Press. (http://books.google.com/books?id=phJrZ87RwuAC&pg=PA339 339)쪽. ISBN 978-0-521-86911-9.
146. ↑  McNeill 1993, p. 58.
147. ↑  McNeill 1993, p. 94.
148. ↑  U.S. Department of Defense, U.S.-Vietnam Relations vol. 4, p. 7.
149. ↑  McNamara Argument Without End p. 353.
150. ↑  U.S. Department of Defense, U.S.-Vietnam Relations vol. 5, pp. 8–9.
151. ↑  U.S. Department of Defense, U.S.-Vietnam Relations vol. 4, pp 117–119. and vol. 5, pp. 8–12.
152. ↑  Public Papers of the Presidents, 1965. Washington, D.C. Government Printing Office, 1966, vol. 2, pp. 794–799.
153. 1 2  McNamara Argument Without End pp. 353–354.
154. ↑  Karnow 1991, 453쪽
155. 1 2  Karnow 1991, 556쪽
156. ↑  Peter Church. ed. A Short History of South-East Asia. Singapore, John Wiley & Sons, 2006, p. 193.
157. ↑  Karnow 1991, 706쪽
158. 1 2  Karnow 1991, 18쪽
159. ↑  McNamara Argument Without End pp. 363–365.
160. ↑  Anatomy of a War by Gabriel Kolko ISBN 1-56584-218-9 pp. 308–309.
161. 1 2  "The Guardians at the Gate", Time 7 January 1966, vol. 87, no.1.
162. 1 2 3 4  Witz The Tet Offensive: Intelligence Failure in War pp. 1–2.
163. ↑  Larry Berman. Lyndon Johnson's War. New York, W.W. Norton, 1991, p. 116.
164. ↑  Harold P. Ford. CIA and the Vietnam Policymakers pp. 104–123.
165. ↑  Survivors Hunt Dead of Bentre, Turned to Rubble in Allied Raids nytimes.com.
166. ↑  "Peter Arnett: Whose Man in Baghdad?", Mona Charen, Jewish World Review, 1 April 2003.
167. ↑  Saving Ben Tre 보관됨 2018-02-10 - 웨이백 머신.
168. ↑  Moore, Frazier (2009년 7월 18일). “Cronkite, who defined the role of anchor, dies at 92”. News Observer. Associated Press. 2009년 7월 25일에 원본 문서에서 보존된 문서. 2009년 7월 17일에 확인함.
169. ↑  Oberdorfer, Don (1984). 《Tet! The Turning Point in the Vietnam War》. Da Capo Press. 251쪽. ISBN 0-306-80210-4.
170. ↑  Winfrey, Lee; Schaffer, Michael D. (2009년 7월 17일). “Walter Cronkite dies”. Philadelphia Inquirer. 2022년 4월 25일에 원본 문서에서 보존된 문서. 2012년 12월 8일에 확인함.
171. ↑  Wicker, Tom (1997년 1월 26일). “Broadcast News”. 뉴욕 타임스. 2009년 5월 1일에 확인함.
172. ↑  Sorely 1999, pp. 11–16.
173. ↑  Gerdes (ed.) Examining Issues Through Political Cartoons: The Vietnam War p. 27.
174. 1 2  “Vietnamization: 1970 Year in Review”. Upi.com. 2011년 10월 27일. 2011년 10월 31일에 확인함.
175. ↑  “Ho Chi Minh Dies of Heart Attack in Hanoi”. 《The Times》. 1969년 9월 4일. 1면.
176. ↑  Jeff Stein, Murder in Wartime: The Untold Spy Story that Changed the Course of the Vietnam War. (New York: St. Martin's Press, 1992) 60–62.
177. ↑  마이클 매클리어, 유경찬 역, 《베트남: 10,000일의 전쟁》, 을유문화사, 2002년, ISBN 89-324-6081-7, 446쪽
178. ↑  마이클 매클리어, 유경찬 역, 《베트남: 10,000일의 전쟁》, 을유문화사, 2002년, ISBN 89-324-6081-7, 444쪽
179. ↑  윌리엄 J. 듀이커, 정영목 역, 《호치민 평전》, 푸른숲, 2003년, ISBN 89-7184-375-6, 819쪽
180. ↑  Prince Norodom Sihanouk. "Cambodia Neutral: The Dictates of Necessity." Foreign Affairs 1958, pp. 582–583.
181. ↑  quoted in Ross, Russell R., 편집. (1987). 〈Nonaligned Foreign Policy〉. 《Cambodia: A Country Study》. Washington: GPO for the Library of Congress. ISBN 0-7397-2328-6.
182. ↑  Dmitry Mosyakov, “The Khmer Rouge and the Vietnamese Communists: A History of Their Relations as Told in the Soviet Archives,” in Susan E. Cook, ed., Genocide in Cambodia and Rwanda (Yale Genocide Studies Program Monograph Series No. 1, 2004), p54ff. Available online at: www.yale.edu/gsp/publications/Mosyakov.doc "In April–May 1970, many North Vietnamese forces entered Cambodia in response to the call for help addressed to Vietnam not by Pol Pot, but by his deputy Nuon Chea. Nguyen Co Thach recalls: “Nuon Chea has asked for help and we have liberated five provinces of Cambodia in ten days.”
183. ↑  Joe Angio. Nixon a Presidency Revealed. Television Documentary, The History Channel, 15 February 2007.
184. ↑  USA.gov (1997년 2월). “The Pentagon Papers Case”. 《EJournal USA》 2 (1). 2008년 1월 12일에 원본 문서에서 보존된 문서. 2010년 4월 27일에 확인함.
185. ↑  Karnow 1991, 644–645쪽
186. ↑  〈11. The U.S. Army in Vietnam from Tet to the Final Withdrawal, 1968–1975〉. 《American Military History, Volume II, The United states Army in a Global Era, 1917–2003》. United States Army Center of Military History. 349–350쪽. 2008년 5월 28일에 원본 문서에서 보존된 문서. 2012년 12월 8일에 확인함.
187. ↑  송정남, 《베트남 역사 읽기》, 한국외국어대학교출판부, 2010년, ISBN 978-89-7464-597-7, 498쪽
188. ↑  Peter Church, ed. A Short History of South-East Asia. Singapore. John Wiley & Sons, 2006, pp. 193–194.
189. ↑  Jennings & Brewster 1998: 413.
190. ↑  1969: Millions march in US Vietnam Moratorium. BBC On This Day.
191. ↑  
Bob Fink. “Vietnam – A View from the Walls: a History of the Vietnam Anti-War Movement”. Greenwich Publishing. 2013년 1월 11일에 원본 문서에서 보존된 문서. 2012년 12월 8일에 확인함.
192. ↑  〈History Lesson 8: Refugees From Vietnam and Cambodia〉, 《Immigration in US history》, Constitutional Rights Foundation, 2011년 4월 29일에 원본 문서에서 보존된 문서, 2012년 12월 8일에 확인함
193. ↑  Stanton 2003, 240쪽
194. ↑  Willbanks 2009, 110쪽
195. ↑  “Facts about the Vietnam Veterans memorial collection”. National Park Service. 2010. 2010년 4월 26일에 확인함.
196. ↑  Karnow 1991, 672–74쪽
197. ↑  Karnow 1991, 670–72쪽
198. ↑  “This Day in History 1974: Thieu announces war has resumed”. History.com. 2013년 1월 20일에 원본 문서에서 보존된 문서. 2009년 10월 17일에 확인함.
199. ↑  Karnow 1991, 676쪽
200. ↑  Clark Dougan, David Fulgham et al., The Fall of the South. Boston: Boston Publishing Company, 1985, p. 22.
201. ↑  The End of the Vietnam War, 30 Years Ago 보관됨 2007-10-12 - 웨이백 머신 by Gabriel Kolko, CounterPunch 30 April / 1 May 2005.
202. ↑  마이클 매클리어, 유경찬 역, 《베트남: 10,000일의 전쟁》, 을유문화사, 2002년, ISBN 89-324-6081-7, 573-576쪽
203. ↑  마이클 매클리어, 유경찬 역, 《베트남: 10,000일의 전쟁》, 을유문화사, 2002년, ISBN 89-324-6081-7, 577-578쪽
204. ↑  송정남, 《베트남 역사 읽기》, 한국외국어대학교출판부, 2010년, ISBN 978-89-7464-597-7,501-502쪽
205. ↑  송정남, 《베트남 역사 읽기》, 한국외국어대학교출판부, 2010년, ISBN 978-89-7464-597-7,5003쪽
206. ↑  마이클 매클리어, 유경찬 역, 《베트남: 10,000일의 전쟁》, 을유문화사, 2002년, ISBN 89-324-6081-7, 589쪽
207. ↑  마이클 매클리어, 유경찬 역, 《베트남: 10,000일의 전쟁》, 을유문화사, 2002년, ISBN 89-324-6081-7, 592쪽
208. ↑  Tucker, Spencer C. (1999). 《Vietnam》 (Google Book Search). University Press of Kentucky. 29쪽. ISBN 0-8131-0966-3.
209. ↑  Qiang Zhai, China and the Vietnam Wars, 1950–1975, pp. 54–55.
210. ↑  Ang, Cheng Guan, Ending the Vietnam War: The Vietnamese Communists' Perspective, p. 27.
211. ↑  Chinese Invasion of Vietnam, Grovalsecurity.org
212. ↑  Truong 1985, 168쪽
213. ↑  AP (2010). “Soviet Involvement in the Vietnam War”. historicaltextarchive.com. Associated Press. 2010년 11월 22일에 원본 문서에서 보존된 문서. 2010년 3월 27일에 확인함.
214. ↑  Asia Times, 18 August 2006, Richard M Bennett Missiles and madness 보관됨 2006-09-23 - 웨이백 머신.
215. ↑  Merle Pribbenow, 'The 'Ology War: technology and ideology in the defense of Hanoi, 1967' Journal of Military History 67:1 (2003) p. 183.
216. ↑  Gluck, Caroline (2001년 7월 7일). “N Korea admits Vietnam war role”. BBC News. 2006년 10월 19일에 확인함.; also see “North Korea fought in Vietnam War”. BBC News. 2000년 3월 31일. 2006년 10월 19일에 확인함.; also see “North Korea honours Vietnam war dead”. BBC News. 2001년 7월 12일. 2006년 10월 19일에 확인함.
217. ↑  REACTIONS TO ROK PARTICIPATION IN THE INDOCHINA WAR 보관됨 2017-02-10 - 웨이백 머신, CIA, 1954. 1. 2.
218. ↑  Chang, Jae Baik (2011). 《The Park Chung Hee Era: The Transformation of South Korea》. Harvard University Press. 409쪽. ISBN 0-674-05820-8.
219. ↑  군사편찬연구소 (2005년 10월 28일). “제1차 파병(이동외과병원/태권도교관단)은 어떻게 이루어졌나” (PDF). 국방부. 2011년 12월 17일에 원본 문서 (PDF)에서 보존된 문서. 2014년 1월 29일에 확인함.
220. ↑  군사편찬연구소 (2005년 10월 28일). “제2차 파병(건설지원단)은 어떻게 이루어졌나?” (PDF). 국방부. 2011년 12월 17일에 원본 문서 (PDF)에서 보존된 문서. 2011년 4월 23일에 확인함.
221. ↑  군사편찬연구소 (2005년 10월 28일). “제3차 파병(수도사단/제2해병여단)은 어떻게 이루어졌나?” (PDF). 국방부.[깨진 링크(과거 내용 찾기)]
222. 1 2 3 4  “1965년 전투병 베트남 파병 의결”. 동아일보. 2008년 7월 2일. 2011년 7월 17일에 확인함.
223. ↑  Leepson 1999, p. 209.
224. 1 2  Dennis et al 2008, pp. 555–558.
225. ↑  McGibbon 2000, pp. 561–566.
226. ↑  “Vietnam War 1962–1972”. 《Encyclopaedia》. Australian War Memorial. 2008년 8월 21일에 원본 문서에서 보존된 문서. 2006년 7월 1일에 확인함.
227. ↑  McGibbon 2000, p. 539.
228. ↑  “Quiet Complicity: Canadian Involvement in the Vietnam War, by Victor Levant (1986).”. The Canadian Encyclopedia. 2007년 9월 30일에 원본 문서에서 보존된 문서. 2010년 7월 15일에 확인함.
229. ↑  “Quiet Complicity: Canadian Involvement in the Vietnam War”. Review by The Manitoba Historical Society. 2010년 7월 15일에 확인함.
230. ↑  “Vietnam War”. 《The Canadian Encyclopedia》. 2012년 4월 26일에 원본 문서에서 보존된 문서. 2012년 12월 8일에 확인함.
231. ↑  Norman, Elizabeth M. Women at War: the Story of Fifty Military Nurses Who Served in Vietnam. Philadelphia: University of Pennsylvania, 1990. ISBN 978-0-8122-1317-1 p. 7.
232. ↑  Vuic, Kara Dixon. Officer, Nurse, Woman: the Army Nurse Corps in the Vietnam War. Baltimore: Johns Hopkins UP, 2010. ISBN 978-0-8018-9391-9 p. 5.
233. ↑  Norman, p. 57.
234. ↑  Holm, Jeanne. Women in the Military: an Unfinished Revolution. Novato, CA: Presidio, 1992. ISBN 978-0-89141-513-8 p. 214.
235. ↑  Holm, p. 213.
236. ↑  Holm, p. 206.
237. ↑  “Who Was Nguyen Thi Dinh?”. Facultystaff.richmond.edu. 2012년 1월 6일에 원본 문서에서 보존된 문서. 2011년 10월 31일에 확인함.
238. ↑  “Vietnamese Women in the War: A Review”. Facultystaff.richmond.edu. 2012년 1월 6일에 원본 문서에서 보존된 문서. 2011년 10월 31일에 확인함.
239. ↑  당투이쩜, 안경환 역, 《지난 밤 나는 평화를 꿈꾸었네》, 이룸, 2008년, ISBN 89-5707-402-3
240. ↑  Chinese Support for North Vietnam during the Vietnam War: The Decisive Edge 보관됨 2015-02-13 - 웨이백 머신, Bob Seals, Military History Online, 23 September 2008
241. ↑  Albert Parray, Military Review, Soviet aid to Vietnam 보관됨 2011-04-28 - 웨이백 머신, June 1967
242. ↑  Gordon L. Rottman, Viet Cong Fighter, Osprey Publishing (2007) p. 20-30 ISBN 978-1-84603-126-7
243. ↑  C.H. Chivers (2009년 11월 2일). “How Reliable is the M16 Rifle?”. 《New York Times》.
244. ↑  David Maraniss (2003). 《They Marched Into Sunlight: War and Peace Vietnam and America October 1967》. Simon and Schuster. 410쪽. ISBN 978-0-7432-6255-2.
245. ↑  40년 전 베트남戰 '네이팜탄 소녀' 근황 - 2012년 6월 1일 뉴시스
246. ↑  “Agent Orange Home”. 2012년 7월 3일에 원본 문서에서 보존된 문서. 2008년 6월 11일에 확인함.
247. ↑  Anatomy of a War by Gabriel Kolko, ISBN 1-56584-218-9 pp. 144–145.
248. ↑  Failoa, Anthony (2006년 11월 13일). “''In Vietnam, Old Foes Take Aim at War's Toxic Legacy''”. 《The Washington Post》. 2011년 10월 31일에 확인함.
249. 1 2  마이클 매클리어, 유경찬 역, 《베트남: 10,000일의 전쟁》, 을유문화사, 2002년, ISBN 89-324-6081-7, 463-468쪽
250. ↑  노엄 촘스키, 임채정 역, 《미국 대외정책론》, 일월서각, 1985년, ISBN 2005560001403, p.381
251. ↑  미라이 전쟁이란 미명아래 이루어진 살인, BBC
252. ↑  “‘표지이야기’ 잠자던 진실, 30년만에 깨어나다　“한국군은 베트남에서 무엇을 했는가”… 미국 국립문서보관소 비밀해제 보고서·사진 최초공개”. 한겨레21. 2000년 11월 15일.
253. ↑  베트남전 양민학살 의혹 美보고서' 공개 연합뉴스 2000년 11월 14일
254. ↑  양민학살, 중앙정보부에서 조사했다, 《한겨레21》306호
255. ↑  Robbers, Gerhard (2007년 1월 30일). 《Encyclopedia of world constitutions》. Infobase Publishing. 1021쪽. ISBN 978-0-8160-6078-8. 2011년 7월 1일에 확인함.
256. 1 2 3  Desbarats, Jacqueline. "Repression in the Socialist Republic of Vietnam: Executions and Population Relocation", from The Vietnam Debate (1990) by John Morton Moore. "We know now from a 1985 statement by Nguyen Co Tach that two and a half million, rather than one million, people went through reeducation....in fact, possibly more than 100,000 Vietnamese people were victims of extrajudicial executions in the last ten years....it is likely that, overall, at least one million Vietnamese were the victims of forced population transfers."
257. ↑  Anh Do and Hieu Tran Phan, Camp Z30-D: The Survivors, Orange County Register, 29 April 2001.
258. ↑  Morris, Stephen J. Glastnost and the Gulag: The Numbers Game 보관됨 2013-02-01 - 웨이백 머신, Vietnam Commentary, May–June 1988.
259. ↑  Human Events, 27 August 1977.
260. ↑  Al Santoli, ed., To Bear Any Burden (Indiana University Press, 1999), pp272, 292-3.
261. ↑  See also Nghia M. Vo, The Bamboo Gulag: Political Imprisonment in Communist Vietnam (McFarland, 2004)
262. 1 2  Rummel, Rudolph, Statistics of Vietnamese Democide, in his Statistics of Democide, 1997.
263. ↑  Marek Sliwinski, Le Génocide Khmer Rouge: Une Analyse Démographique (L'Harmattan, 1995).
264. ↑  Vietnam (03/09). U.S. Department of State.
265. ↑  “CIA – The World Factbook – Laos”. 2018년 12월 25일에 원본 문서에서 보존된 문서. 2008년 6월 11일에 확인함.
266. ↑  Unrepresented Nations and Peoples Organization. “WGIP: Side event on the Hmong Lao, at the United Nations”. 2011년 4월 20일에 확인함.
267. ↑  Jane Hamilton-Merritt, Tragic Mountains: The Hmong, the Americans, and the Secret Wars for Laos, 1942-1992 (Indiana University Press, 1999), pp337-460
268. ↑  Statistics of Democide Rudolph Rummel
269. ↑  Forced Back and Forgotten (Lawyers’ Committee for Human Rights, 1989), p8., gives the same estimate.
270. ↑  Laos (04/09) 보관됨 2009-07-15 - 웨이백 머신. U.S. Department of State.
271. ↑  Nghia M. Vo, The Vietnamese Boat People, 1954 and 1975-1992 (McFarland, 2006).
272. ↑  "Migration in the Asia-Pacific Region 보관됨 2011-07-27 - 웨이백 머신". Stephen Castles, University of Oxford. Mark J. Miller, University of Delaware. July 2009.
273. ↑  Refugee Resettlement in Metropolitan America. Migration Information Source.
274. ↑  Robinson, William Courtland (1998). 《Terms of refuge: the Indochinese exodus & the international response》. Zed Books. 127쪽. ISBN 1-85649-610-4.
275. ↑  Gerdes (ed). Examining Issues Through Political Cartoons: The Vietnam War pp. 14–15.
276. ↑  Karnow 1991, 23쪽
277. ↑  Taylor paraphrases Sun Tzu, The Art of War, trans. Samuel B. Griffith. Oxford, UK. Oxford University Press, 1963.
278. ↑  Demma, 〈28〉, 《The U.S. Army in Vietnam》, iBiblio
279. ↑  “Lessons of Vietnam – Secret Memoranda to The President of the United States by Secretary of State Henry Kissinger”. ca. 12 May 1975. 3쪽. 2007년 6월 9일에 원본 문서에서 보존된 문서. 11 June 2008에 확인함.
280. ↑  McNamara Argument Without End p. 368.
281. 1 2 3  Quoted in Bob Buzzano. “25 Years After End of Vietnam War, Myths Keep Us from Coming to Terms with Vietnam”. The Baltimore Sun Times. 2000년 4월 17일. 2008년 6월 5일에 원본 문서에서 보존된 문서. 2008년 6월 11일에 확인함.
282. ↑  Karnow 1991, 17쪽
283. ↑  Stephen Daggett (2008년 7월 24일). “CRS Report to Congress : Costs of Major U.S. Wars” (PDF). Foreign press center, US Department of State. (Order Code RS22926, see table on page 2/5).
284. ↑  "Echoes of Combat: The Vietnam War in American Memory 보관됨 2012-05-08 - 웨이백 머신". Stanford University.
285. ↑  James E. Westheider (2007). "The Vietnam War". Greenwood Publishing Group. p.78. ISBN 0-313-33755-1
286. ↑  The War's Costs 보관됨 2003-09-07 - 웨이백 머신. Digital History.
287. ↑  Combat Area Casualty File, November 1993. (The CACF is the basis for the Vietnam Veterans Memorial, i.e. The Wall), Center for Electronic Records, National Archives, Washington, DC
288. ↑  Kueter, Dale (2007). 《Vietnam Sons: For Some, the War Never Ended》. AuthorHouse. ISBN 1-4259-6931-3.[깨진 링크(과거 내용 찾기)]
289. ↑  “Rest in Peace USMC PFC Dan Bullock; youngest Vietnam KIA at age 15”. 《The Washington Syndicate》. wordpress.com. 2010년 5월 29일.
290. ↑  “War Resisters Remain in Canada with No Regrets”. 《ABC News》. 2005년 11월 19일. 2010년 2월 26일에 확인함.
291. ↑  Vietnam War Resisters in Canada Open Arms to U.S. Military Deserters 보관됨 2009-08-15 - 웨이백 머신. Pacific News Service. 28 June 2005.
292. ↑  “Proclamation 4483: Granting Pardon for Violations of the Selective Service Act”. 2008년 6월 11일에 확인함. By The President Of The United States Of America, A Proclamation Granting Pardon For Violations Of The Selective Services Act, 4 August 1964 To 28 March 1973. 21 January 1977.
293. ↑  마이클 매클리어, 유경찬 역, 《베트남: 10,000일의 전쟁》, 을유문화사, 2002년, ISBN 89-324-6081-7, 473-474쪽
294. ↑  마이클 매클리어, 유경찬 역, 《베트남: 10,000일의 전쟁》, 을유문화사, 2002년, ISBN 89-324-6081-7,484-487쪽
295. ↑  죄의식이 평생을 따라다녔다, 한겨레21, 2000.08.17 제321호
296. ↑  현아, 《전쟁의 기억 기억의 전쟁》, 책갈피, 2002년, ISBN 89-7966-023-5, 216-218쪽
297. ↑  The Fish Cheer / I-Feel-Like-I'm-Fixin'-To-Die Rag Lyrics
298. ↑  That Notorious Cheer
299. ↑  Gia tài của mẹ 보관됨 2012-04-25 - 웨이백 머신, TCS-HOME
300. ↑  Norman, Philip (2008). John Lennon: The Life. Doubleday Canada. ISBN 978-0-385-66100-3.
301. ↑  황석영 (1992). 《무기의 그늘》 2006년 개정판. 창비. ISBN 89-364-3350-4.}
302. ↑  Hernandez, Ernio (2008-05-28). "Long Runs on Broadway" 보관됨 2009-04-20 - 웨이백 머신. Celebrity Buzz: Insider Info. Playbill, Inc.. Retrieved 2008-06-22.
303. ↑  Steinberg, Avi. "Group targets Asian stereotypes in hit musical," 보관됨 2012-04-30 - 웨이백 머신 Boston Globe, January 2005. Retrieved on 2007-December 15.

## 참고 자료

### 1차 자료
| - Carter, Jimmy. By The President Of The United States Of America, A Proclamation Granting Pardon For Violations Of The Selective Service Act, 4 August 1964 To 28 March 1973 (21 January 1977) - Central Intelligence Agency. "Laos 보관됨 2018-12-25 - 웨이백 머신", CIA World Factbook - Kolko, Gabriel The End of the Vietnam War, 30 Years Later 보관됨 2007-10-12 - 웨이백 머신 - Eisenhower, Dwight D. Mandate for Change. (1963) a presidential political memoir - Ho, Chi Minh. "Vietnam Declaration of Independence", Selected Works. (1960–1962) selected writings - LeMay, General Curtis E. and Kantor, MacKinlay. Mission with LeMay (1965) autobiography of controversial former Chief of Staff of the United States Air Force - Kissinger, United States Secretary of State Henry A. "Lessons on Vietnam", (1975) secret memoranda to U.S. President Ford 보관됨 2007-06-09 - 웨이백 머신 - Kim A. O'Connell, ed. Primary Source Accounts of the Vietnam War (2006) - McCain, John. Faith of My Fathers: A Family Memoir (1999) *Marshall, Kathryn. In the Combat Zone: An Oral History of American Women in Vietnam, 1966–1975 (1987) - John Bartlow Martin. Was Kennedy Planning to Pull out of Vietnam? (1964) oral history for the John F. Kennedy Library, tape V, reel 1. - Myers, Thomas. Walking Point: American Narratives of Vietnam (1988) - Public Papers of the Presidents, 1965 (1966) official documents of U.S. presidents. | - Schlesinger, Arthur M. Jr. Robert Kennedy and His Times. (1978) a first-hand account of the Kennedy administration by one of his principal advisors - Sinhanouk, Prince Norodom. "Cambodia Neutral: The Dictates of Necessity." Foreign Affairs. (1958) describes the geopolitical situation of Cambodia - Tang, Truong Nhu. A Vietcong Memoir (1985), revealing account by senior NLF official - Terry, Wallace, ed. Bloods: An Oral History of the Vietnam War by Black Veterans (1984) - Truong, Như Tảng; David Chanoff, Van Toai Doan (1985). 《A Vietcong memoir》, 1985, Harcourt Brace Jovanovich. ISBN 978-0-15-193636-6- - The landmark series Vietnam: A Television History, first broadcast in 1983, is a special presentation of the award-winning PBS history series, American Experience. - The Pentagon Papers (Gravel ed. 5 vol 1971); combination of narrative and secret documents compiled by Pentagon. excerpts 보관됨 2018-08-18 - 웨이백 머신 - U.S. Department of State. Foreign Relations of the United States (multivolume collection of official secret documents) vol 1: 1964; vol 2: 1965; vol 3: 1965; vol 4: 1966; - U.S. Department of Defense and the House Committee on Armed Services. U.S.-Vietnam Relations, 1945–1967. Washington, D.C. Department of Defense and the House Committee on Armed Services, 1971, 12 volumes. - Vann, John Paul Quotes from Answers.com 보관됨 2011-04-29 - 웨이백 머신 Lt. Colonel, U.S. Army, DFC, DSC, advisor to the ARVN 7th Division, early critic of the conduct of the war. |

### 2차 자료
| - Anderson, David L. Columbia Guide to the Vietnam War (2004). - Baker, Kevin. "Stabbed in the Back! The past and future of a right-wing myth", Harper's Magazine (June 2006) “Stabbed in the back! The past and future of a right-wing myth (Harper's Magazine)”. 2008년 6월 11일에 확인함. - Angio, Joe. Nixon a Presidency Revealed (2007) The History Channel television documentary - Berman, Larry. Lyndon Johnson's War: The Road to Stalemate (1991). - Blaufarb, Douglas. The Counterinsurgency Era (1977) a history of the Kennedy Administration's involvement in South Vietnam. - Brigham, Robert K. Battlefield Vietnam: A Brief History a PBS interactive website - Brocheux, Pierre (2007). 《Ho Chi Minh: a biography》. Cambridge University Press. 198쪽. ISBN 978-0-521-85062-9. - Buckley, Kevin. "Pacification's Deadly Price", Newsweek, 19 June 1972. - Buzzanco, Bob. "25 Years After End of Vietnam War: Myths Keep Us From Coming To Terms With Vietnam", The Baltimore Sun (17 April 2000) “25 Years After End Of Vietnam War Myths Keep Us From Coming To Terms With Vietnam”. 2008년 6월 5일에 원본 문서에서 보존된 문서. 2008년 6월 11일에 확인함. - Church, Peter ed. A Short History of South-East Asia (2006). - Cooper, Chester L. The Lost Crusade: America in Vietnam (1970) a Washington insider's memoir of events. - Courtwright, David T. (2005). 《Sky as frontier: adventure, aviation, and empire》 2005판. Texas A&M University Press. ISBN 1-58544-419-7. - Demma, Vincent H. "The U.S. Army in Vietnam." American Military History (1989) the official history of the United States Army. Available online - Dennis, Peter; et al (2008). 《The Oxford Companion to Australian Military History》 Seco판. Melbourne: Oxford University Press Australia & New Zealand. ISBN 978-0-19-551784-2. - DoD (1998년 11월 6일). “Name of Technical Sergeant Richard B. Fitzgibbon to be added to the Vietnam Veterans Memorial”. Department of Defense (DoD). 2010년 3월 31일에 확인함. - Duiker, William J. The Communist Road to Power in Vietnam (1996). - Duncanson, Dennis J. Government and Revolution in Vietnam (1968). - Fincher, Ernest Barksdale, The Vietnam War (1980). - Ford, Harold P. CIA and the Vietnam Policymakers: Three Episodes, 1962–1968. (1998). - Gerdes, Louise I. ed. Examining Issues Through Political Cartoons: The Vietnam War (2005). - Gettleman, Marvin E.; Franklin, Jane; Young, Marilyn Vietnam and America: A Documented History. (1995). - Hammond, William. Public Affairs: The Military and the Media, 1962–1968 (1987); Public Affairs: The Military and the Media, 1068–1973 (1995). full-scale history of the war by U.S. Army; much broader than title suggests. - Healy, Gene (2009). 《The Cult of the Presidency: America's Dangerous Devotion to Executive Power》. Cato Institute. ISBN 978-1-933995-19-9. - Herring, George C. America's Longest War: The United States and Vietnam, 1950–1975 (4th ed 2001), most widely used short history. - Hitchens, Christopher. The Vietnam Syndrome. - Karnow, Stanley (1991). 《Vietnam: A History》 1991판. Viking Press. ISBN 0-670-84218-4.; popular history by a former foreign correspondent; strong on Saigon's plans. - Kutler, Stanley ed. Encyclopedia of the Vietnam War (1996). - Lawrence, A. T. (2009). 《Crucible Vietnam: Memoir of an Infantry Lieutenant》 2009판. McFarland. ISBN 0-7864-4517-3. - Lawrence, Mark Atwood. "The Vietnam War: A Concise International History", 2008, Oxford University Press. - Leepson, Marc ed. Dictionary of the Vietnam War (1999) New York: Webster's New World. - Lewy, Guenter. America in Vietnam (1978), defends U.S. actions. - Logevall, Fredrik. The Origins of the Vietnam War (Longman [Seminar Studies in History] 2001). - McMahon, Robert J. Major Problems in the History of the Vietnam War: Documents and Essays (1995) textbook. | - McNamara, Robert, James Blight, Robert Brigham, Thomas Biersteker, Herbert Schandler, Argument Without End: In Search of Answers to the Vietnam Tragedy, (Public Affairs, 1999). - McGibbon, Ian; ed (2000). 《The Oxford Companion to New Zealand Military History》. Auckland: Oxford University Press. ISBN 0-19-558376-0. - McNeill, Ian (1993). 《To Long Tan: The Australian Army and the Vietnam War 1950–1966》. St Leonards: Allen & Unwin. ISBN 1-86373-282-9. - Milne, David. America's Rasputin: Walt Rostow and the Vietnam War (Hill & Wang, 2008). - Moise, Edwin E. Historical Dictionary of the Vietnam War (2002). - Moïse, Edwin E. (1996). 《Tonkin Gulf and the escalation of the Vietnam War》 1996판. UNC Press. ISBN 0-8078-2300-7. - Moss, George D. Vietnam (4th ed 2002) textbook. - Moyar, Mark. Triumph Forsaken: The Vietnam War, 1954–1965, (Cambridge University Press; 412 pages; 2006). A revisionist history that challenges the notion that U.S. involvement in Vietnam was misguided; defends the validity of the domino theory and disputes the notion that Ho Chi Minh was, at heart, a nationalist who would eventually turn against his Communist Chinese allies. - Major General Spurgeon Neel. Medical Support of the U.S. Army in Vietnam 1965–1970 (Department of the Army 1991) official medical history - Nulty, Bernard.The Vietnam War (1998) New York: Barnes and Noble. - Osborn, Terry A. (2002). 《The future of foreign language education in the United States》 2002판. Greenwood Publishing Group. ISBN 978-0-89789-719-8. - Palmer, Bruce, Jr. The Twenty-Five Year War (1984), narrative military history by a senior U.S. general. - Schell, Jonathan. The Time of Illusion (1976). - Schulzinger, Robert D. A Time for War: The United States and Vietnam, 1941–1975 (1997). - Sorley, Lewis, A Better War: The Unexamined Victories and Final Tragedy of America's Last Years in Vietnam (1999), based upon still classified tape-recorded meetings of top level US commanders in Vietnam, ISBN 0-15-601309-6 - Spector, Ronald. After Tet: The Bloodiest Year in Vietnam (1992), very broad coverage of 1968. - Stanton, Shelby L. (2003). 《Vietnam order of battle》 2003판. Stackpole Books. ISBN 0-8117-0071-2. - Summers, Harry G. On Strategy: A Critical Analysis of the Vietnam War, Presidio press (1982), ISBN 0-89141-563-7 (225 pages) - Tucker, Spencer. ed. Encyclopedia of the Vietnam War (1998) 3 vol. reference set; also one-volume abridgement (2001). - Willbanks, James H. (2009). 《Vietnam War almanac》. Infobase Publishing. ISBN 978-0-8160-7102-9. - Witz, James J. The Tet Offensive: Intelligence Failure in War (1991). - Young, Marilyn, B. The Vietnam Wars: 1945–1990. (1991). - Xiaoming, Zhang. "China's 1979 War With Vietnam: A Reassessment", China Quarterly. Issue no. 184, (December 2005) “CJO – Abstract – China's 1979 War with Vietnam: A Reassessment”. 2008년 6월 11일에 확인함. - 마이클 매클리어, 유경찬 역, 《베트남: 10,000일의 전쟁》, 을유문화사, 2002년, ISBN 89-324-6081-7 - 김현아, 《전쟁의 기억 기억의 전쟁》, 책갈피, 2002년, ISBN 89-7966-023-5 - 윌리엄 J. 듀이커, 정영목 역, 《호치민 평전》, 푸른숲, 2003년, ISBN 89-7184-375-6 - 권현익, 유강은 역, 《학살, 그 이후》, Archive, 2012년, ISBN 978-89-5862-510-0 - 이규봉, 《미안해요! 베트남》, 푸른역사, 2012년, ISBN 978-89-94079-58-5 |

### 역사서
- Hall, Simon, "Scholarly Battles over the Vietnam War," Historical Journal 52 (Sept. 2009), 813–29.
- 송정남, 《베트남 역사 읽기》, 한국외국어대학교출판부, 2010년, ISBN 978-89-7464-597-7